# Vitesse in het seizoen 2024/25
|               | Eerste divisie | KNVB beker | Totaal |
| ------------- | -------------- | ---------- | ------ |
| Wedstrijden   | 38             | 1          | 39     |
| Gewonnen      | 11             | 0          | 11     |
| Gelijk        | 11             | 0          | 11     |
| Verloren      | 16             | 1          | 17     |
| Thuis         | 19             | 0          | 19     |
| Uit           | 19             | 1          | 20     |
| Gele kaarten  | 72             | 2          | 74     |
| 2× gele kaart | 2              | 0          | 2      |
| Rode kaarten  | 3              | 0          | 3      |
| Doelsaldo     | -19            | -2         | -21    |
| voor          | 54             | 1          | 55     |
| tegen         | 73             | 3          | 76     |
| ‘De Nul’      | 8              | 0          | 8      |

Vitesse kwam in het seizoen 2024/2025 uit in de Eerste divisie na degradatie uit de Eredivisie. Daarnaast nam het Arnhemse elftal deel aan de KNVB Beker. Voorafgaand aan het seizoen was er onzekerheid over de licentie om betaald voetbal te kunnen spelen, uiteindelijk kwam er op 3 augustus 2024 duidelijkheid vanuit de KNVB, minder dan een week voor de start van de competitie.

## Voorbereiding

### April
- Op 19 april 2024 degradeerde Vitesse uit de Eredivisie, nadat de KNVB-licentiecommissie een straf van 18 wedstrijdpunten in mindering had opgelegd.[3][4]

### Mei
- Op 1 mei werd John van den Brom gepresenteerd als hoofdtrainer voor het aankomende seizoen. Het persmoment werd door Vitesse tevens gebruikt om te melden hoe penibel de situatie bij de club is en Vitesse maakte bekend een deadline van 17 mei van de KNVB-licentiecommissie te hebben gekregen om de zaken op orde te brengen.[5][6]
- Op 2 mei werd een crowdfundingsactie gestart om Vitesse te steunen.[7] Een bankrekening van de Supportersvereniging Vitesse wordt gebruikt om de donaties onder te brengen, zodat bij een mogelijk verlies van de licentie of faillissement het geld kan worden teruggestort.
- Op 10 mei werd bekend dat GelreDome in het komende seizoen een gereduceerde capaciteit van 18.000 toeschouwers zal hebben bij wedstrijden van Vitesse.[1]
- Op 16 mei werden twee nieuwe onafhankelijke leden voor de Raad van Commissarissen (RvC) van Vitesse benoemd door de Ondernemingskamer: Barbara van Hussen en Richard le Grand.[8][9] De leden Andrey Soloviev en Peter van Bussel zijn hiermee vervangen, een voorwaarde van de licentiecommissie; een derde nieuw RvC-lid zal later benoemd worden door de "Stichting Betaald Voetbal Vitesse Arnhem". Alleen de nieuwe RvC zal de aandelenoverdracht van Valeriy Oyf naar de nieuwe stichting "Vitesse voor Altijd" kunnen goedkeuren.
- Op 17 mei kreeg Vitesse toestemming van de licentiecommissie om de aandelen (tijdelijk) over te dragen naar een onafhankelijke stichting.[10] Later deze dag  gaf ook het Bureau Toetsing Investeringen (BTI) van het ministerie van Economische Zaken en Klimaat toestemming voor de aandelenoverdracht.[11]
- Op 18 mei werd bekend dat de aandelen Vitesse zijn overgedragen van PMH (Valeriy Oyf) naar de stichting "Vitesse voor Altijd".[12][13] Bestuurders van de stichting zijn John Jaakke, Pieter Colijn en Erik Mulder. Op dezelfde dag kwam de crowdfunding ten einde die op 2 mei door supporters was gestart; de opbrengst bedroeg ruim 1,9 miljoen euro.[14]
- Op 21 mei kreeg ongeveer 40% van de medewerkers van Vitesse te horen dat ze worden ontslagen.[15] Dit is onderdeel van de reorganisatie noodzakelijk door de degradatie en voor het behoud van de proflicentie.
- Op 24 mei werd bekendgemaakt dat Erik Henstra als derde lid is aangesteld in de Raad van Commissarissen en dat Barbara van Hussen tot nieuwe voorzitter van de RvC is benoemd.
- Op 30 mei kreeg Vitesse bericht dat de licentie-commissie van de KNVB tot 17 juni uitstel heeft verleend om aan de licentie-eisen te voldoen.[16] Algemeen directeur Edwin Reijntjes luidt echter ook de noodklok: er moet nog een gat van zes miljoen euro gedicht worden om de begroting sluitend te krijgen. Oud-eigenaar Maasbert Schouten trok zich terug als kandidaat om de aandelen over te nemen.[17]
- Op 31 mei maakte Vitesse bekend dat het contract van Dominik Oroz is ontbonden, nadat het op 1 april nog was verlengd door het lichten van een optie.

### Juni
- Op 18 juni maakte Vitesse bekend de KNVB-licentiecommissie voor de deadline van 17 juni geïnformeerd te hebben, maar dat de begroting niet dekkend is aangeleverd door het op het laatste moment wegvallen van de overnamekandidaat voor de aandelen.[18] Stroeve onderhandelingen met schuldeiser en voormalig overname-kandidaat Coley Parry zouden hier de oorzaak van zijn.
- Op 23 juni werd bekendgemaakt dat Guus Franke de huidige overnamekandidaat is voor de aandelen.[19] Franke wil een akkoord sluiten met de grootste schuldeiser Coley Parry, de overige tekorten wegwerken en verder investeren in de club.
- Op 25 juni maakte de KNVB bekend dat de licentiecommissie de proflicentie van Vitesse per 9 juli a.s. heeft ingetrokken.[20] Vitesse maakte bekend in beroep te zullen gaan.[21]
- Op 30 juni werkte Vitesse de eerste training van het seizoen af, op de accommodatie van RKHVV.[22]

### Juli
- Op 1 juli meldde Vitesse dat Guus Franke zich heeft teruggetrokken als mogelijke eigenaar van de club.[23] Later die dag zou Franke een akkoord hebben bereikt met Parry, en daarmee juist de aandelenoverdracht te hebben gefaciliteerd.[24]
- Op 5 juli maakte Vitesse bekend dat Thomas Buitink vertrekt naar PEC Zwolle.
- Op 6 juli speelde Vitesse de eerste oefenwedstrijd in de voorbereiding tegen de "Amersfoortse selectie" en won het duel met 8–1. De Vitesse-doelpunten werden gemaakt door Dillon Hoogewerf (2x), Gyan de Regt (2x), Giovanni van Zwam, Angelo Soferis, Anass Zarrouk en Tom Kerssens.
- Op 12 juli geeft de KNVB-beroepscommissie uitstel tot 22 juli om informatie aan te leveren voor het behoud van de proflicentie.
- Op 13 juli won Vitesse een oefenwedstrijd tegen PAOK Saloniki met 2–1. De Vitesse-doelpunten werden gemaakt door Dillon Hoogewerf en Tom Kerssens.
- Op 15 juli reageert de KNVB op de situatie bij Vitesse; de wens voor een snelle oplossing wordt uitgesproken.[25]
- Op 17 juli verloor Vitesse een oefenwedstrijd tegen Jong Ajax met 1–3. Het Vitesse-doelpunt werd gemaakt door Gyan de Regt.
- Op 20 juli maakte Vitesse bekend een dag eerder de beroepscommissie geïnformeerd te hebben, waarbij een nieuw uitstel tot 31 juli is overeengekomen om te kunnen voldoen aan de laatste eisen om de proflicentie terug te krijgen.[26] Op dezelfde dag won Vitesse een oefenwedstrijd tegen GVVV met 3–2. De Vitesse-doelpunten werden gemaakt door Gyan de Regt, Simon van Duivenbooden en Dillon Hoogewerf.
- Op 23 juli verloor Vitesse een oefenwedstrijd tegen MS Asjdod met 1–2. Het Vitesse-doelpunt werd gemaakt door Damienus Reverson.
- Op 25 juli maakte Vitesse bekend dat Melle Meulensteen vertrekt naar UC Sampdoria.
- Op 26 juli verloor Vitesse een oefenwedstrijd tegen Ajax met 1–4. Het Vitesse-doelpunt werd gemaakt door Irakli Yegoian.

### Augustus
- Op 1 augustus gaf de KNVB-beroepscommissie aan dat het overleg wilde met Vitesse en de KNVB-licentiecommissie, om vragen te beantwoorden op basis van de op 31 juli door Vitesse aangeleverde informatie.
- Op 2 augustus gaf de KNVB-beroepscommissie nog één dag uitstel, om duidelijkheid te geven op één laatste onderdeel. Op dezelfde dag verloor Vitesse een oefenwedstrijd tegen FC Twente met 0–1.
- Op 3 augustus 2024 kwam er duidelijkheid vanuit de KNVB: Vitesse heeft de proflicentie uiteindelijk kunnen behouden.[2] Het einde aan de onduidelijkheid over de licentie kwam dus minder dan een week voor de start van de competitie.
- Op 5 augustus presenteerde Vitesse het nieuwe thuis-tenue.[27] Het is geïnspireerd op het tenue van eind jaren 70 van de vorige eeuw, inclusief "Vitesse 1892" clublogo van destijds.
- Op 7 augustus werden door Vitesse verschillende transfers bekendgemaakt: Mees Kreekels, Alexander Büttner en Irakli Yegoian werden aangetrokken, Eloy Room vertrok.
- Op 8 augustus werden door Vitesse verschillende versterkingen bekendgemaakt: Dillon Hoogewerf, Justin Bakker, Tomislav Gudelj en Loek Postma werden gecontracteerd. Daarnaast werden Andy Visser, Giovanni van Zwam en Tom Bramel met een nieuw/verlengd contract vastgelegd.

## Competitieseizoen

### Augustus
- Op 9 augustus verloor Vitesse thuis van Telstar met 2–3 in de eerste competitiewedstrijd van het seizoen. De Vitesse-doelpunten werden gemaakt door Marcus Steffen en Tomislav Gudelj en de wedstrijd was het debuut van Justin Bakker, Tom Bramel, Michael Dokunmu, Tomislav Gudelj, Mees Kreekels, Adam Tahaui en Irakli Yegoian. Eerder op deze dag werd de 10.000e seizoenkaart verkocht.
- Op 15 augustus presenteerde Vitesse het "derde tenue".[28] Op het blauwe shirt staan afbeeldingen van verschillende sfeeracties uit de laatste jaren.
- Op 16 augustus won Vitesse uit van VVV-Venlo met 0–1 door een doelpunt van Miliano Jonathans. De wedstrijd was tevens het debuut van Dillon Hoogewerf, Roan van der Plaat en Loek Postma.
- Op 20 augustus maakte Vitesse bekend inmiddels 11.000 seizoenkaarten te hebben verkocht, het hoogste aantal sinds seizoen 2009/2010.[29]
- Op 23 augustus maakte Vitesse bekend dat Angelos Tsingaras een contract van één seizoen heeft getekend met optie voor een extra seizoen.
- Op 25 augustus speelde Vitesse thuis tegen Excelsior Rotterdam met 1–1 gelijk. Het Vitesse-doelpunt werd gemaakt door Andy Visser. De wedstrijd was het debuut van Angelos Tsingaras.
- Op 26 augustus maakte Vitesse bekend dat het contract van Michael Pinto ontbonden is.
- Op 30 augustus speelde Vitesse thuis tegen FC Eindhoven met 1–1 gelijk. Het Vitesse-doelpunt werd gemaakt door Alexander Büttner. De wedstrijd was het debuut van Jim Koller.

### September
- Op 1 september werd het nieuwe uit-tenue gepresenteerd, dat in het teken staat van "80 jaar Airborne".[30]
- Op 2 september, de laatste dag van de transferperiode, haalde Vitesse drie nieuwe spelers binnen: Mikki van Sas, Giovanni Büttner en Theodosis Macheras.
- Op 13 september won Vitesse uit van Jong AZ met 0–1 door een doelpunt van Miliano Jonathans. De wedstrijd was het debuut van Giovanni Büttner en Theodosis Macheras.
- Op 16 september speelde Vitesse uit tegen FC Emmen met 3–3 gelijk. De Vitesse-doelpunten werden gemaakt door Miliano Jonathans, Marcus Steffen en Giovanni Büttner.
- Op 17 september maakte Omroep Gelderland de namen bekend van de ondernemers die dit seizoen garant staan voor de (mogelijke) tekorten op de balans van Vitesse, waardoor Vitesse de licentie heeft kunnen behouden.[31] Het zijn Marwin Melis, Robert Kramer en Michel Schaay.
- Op 21 september speelde Vitesse thuis tegen Jong Ajax met 2–2 gelijk in de jaarlijkse Airborne-wedstrijd; GelreDome was met 18.000 bezoekers uitverkocht. De Vitesse-doelpunten werden gemaakt door Andy Visser en Irakli Yegoian.
- Op 23 september kreeg Vitesse een nieuwe puntenstraf opgelegd door de licentiecommissie, van zes punten (plus zes voorwaardelijk).[32][33] Vitesse gaf aan niet in beroep te gaan.
- Op 27 september nam Paul van der Kraan afscheid bij Vitesse in zijn functie als adviseur.[34]
- Op 28 september lootte Vitesse een uitwedstrijd tegen RKC Waalwijk voor de eerste ronde van het KNVB-bekertoernooi.
- Op 29 september verloor Vitesse uit van De Graafschap met 3–1. Het Vitesse-doelpunt werd gemaakt door Irakli Yegoian; Alexander Büttner kreeg een rode kaart (2x geel) in de 55e minuut. De wedstrijd was later begonnen en tijdelijk gestaakt i.v.m. rook/vuurwerk, na de wedstrijd werden supporters onwel.[35]

### Oktober
- Op 4 oktober verloor Vitesse thuis van FC Volendam met 1–2. Het Vitesse-doelpunt werd gemaakt door Miliano Jonathans.
- Op 9 oktober verloor Vitesse een oefenwedstrijd tegen FC Utrecht met 0–4.
- Op 12 oktober speelde Vitesse een oefenwedstrijd tegen Petrolul Ploiești met 1–1 gelijk; het Vitesse-doelpunt kwam op naam van Giovanni Büttner. Het duel werd gespeeld in Ploiești in verband met het 100-jarig jubileum van de Roemenen.
- Op 18 oktober verloor Vitesse uit van FC Den Bosch met 4–2. De Vitesse-doelpunten werden gemaakt door Miliano Jonathans en de wedstrijd was het debuut van Bas Huisman.
- Op 22 oktober speelde Vitesse uit tegen FC Dordrecht met 2–2 gelijk. De Vitesse-doelpunten werden gemaakt door Theodosis Macheras en Miliano Jonathans.
- Op 25 oktober verloor Vitesse thuis van Jong PSV met 1–3. Het Vitesse-doelpunt werd gemaakt door Miliano Jonathans.
- Op 30 oktober verloor Vitesse uit van RKC Waalwijk met 3–1 in de eerste ronde van de KNVB-beker. Het Vitesse-doelpunt werd gemaakt door Irakli Yegoian en de wedstrijd was het debuut van Mikki van Sas. Eerder op de dag werd bekend dat Guus Franke zich heeft teruggetrokken als overnamekandidaat van Vitesse.[36]

### November
- Op 2 november speelde Vitesse thuis tegen TOP Oss met 0–0 gelijk.
- Op 8 november verloor Vitesse uit van ADO Den Haag met 2–0. Eerder op de dag maakte Vitesse bekend geen uitstel te hebben gekregen voor het indienen van de jaarrekening bij de KNVB, hierdoor dreigt een nieuwe (punten)straf.[37]
- Op 22 november verloor Vitesse thuis tegen SC Cambuur met 0–6. De wedstrijd was het debuut van Anass Zarrouk en Nino Zonneveld
- Op 26 november verloor Vitesse uit tegen Roda JC Kerkrade met 3–0. Giovanni van Zwam kreeg een rode kaart (2x geel) in de 42e minuut.
- Op 27 november maakte Vitesse bekend dat Giovanni Büttner de club verlaat.
- Op 28 november kreeg de club 21 punten in mindering van de voetbalbond voor het over een langere periode niet tijdig en onvolledig indienen van financiële rapportages: de jaarstukken van het seizoen 2022/23, de prognose, de halfjaarcijfers, de jaarstukken van het afgelopen seizoen 2023/24 en prognose voor het huidige seizoen.[38] Vitesse kwam hiermee op min 15 punten te staan.
- Op 29 won speelt Vitesse thuis van Helmond Sport met 2–1. De Vitesse-doelpunten werden gemaakt door Miliano Jonathans en Andy Visser; Mats Egbring kreeg een rode kaart in de 75e minuut.

### December
- Op 1 december maakte Vitesse bekend dat de contracten van Mats Egbring en Jim Koller zijn verlengd tot medio 2027.
- Op 2 december werd bekendgemaakt dat Mats Egbring een schorsing van twee wedstrijden (plus één voorwaardelijk) heeft gekregen voor zijn rode kaart tegen Helmond Sport.
- Op 6 december speelde Vitesse uit tegen MVV Maastricht met 2–2 gelijk. De Vitesse-doelpunten werden gemaakt door Tomislav Gudelj en Alexander Büttner; de wedstrijd was het debuut van Jordy de Beer.
- Op 9 december won Vitesse een oefenduel tegen PEC Zwolle met 4–2. De Vitesse-doelpunten werden gemaakt door Gyan de Regt (2x), Andy Visser en Dillon Hoogewerf.
- Op 12 december maakte Vitesse bekend dat Marcus Steffen een nieuw contract tot medio 2028 getekend heeft, met optie voor een extra seizoen. Vitesse leverde op deze dag ook de laatst benodigde financiële stukken in bij de licentiecommissie.[39]
- Op 13 december won Vitesse in de laatste thuiswedstrijd van het jaar met 2–1 van Jong FC Utrecht. De Vitesse-doelpunten werden gemaakt door Miliano Jonathans en Irakli Yegoian. Jonathans kreeg een "publiekswissel" in de 88e minuut; in de winterstop zou hij naar verwachting vertrekken.
- Op 17 december maakte Vitesse (definitief) bekend dat Miliano Jonathans in de winterstop vertrekt, naar FC Utrecht.
- Op 20 december verloor Vitesse uit van Jong PSV met 6–4. De Vitesse-doelpunten werden gemaakt door Alexander Büttner (2x), Jordy Bawuah (e.d.) en Miliano Jonathans.

### Januari
- Op 4 januari won Vitesse een oefenwedstrijd tegen GVVV met 3–2. De Vitesse-doelpunten werden gemaakt door Theodosis Macheras (2x) en Irakli Yegoian.
- Op 8 januari won Vitesse een oefenwedstrijd tegen SV Rödinghausen met 3–2. De Vitesse-doelpunten werden gemaakt door Giovanni van Zwam, Simon van Duivenbooden en Jim Koller.
- Op 10 januari maakte Vitesse bekend dat Nordin Musampa op amateurbasis aansluit bij de selectie. Sinds november 2024 trainde Musampa reeds mee bij de selectie.
- Op 12 januari verloor Vitesse thuis van VVV-Venlo 1–4. Het Vitesse-doelpunt werd gemaakt door Alexander Büttner; de wedstrijd was het debuut van Nordin Musampa.
- Op 17 januari verloor Vitesse uit van FC Volendam met 4–0.
- Op 24 januari maakte Vitesse bekend dat de aandelen van de club zijn overgedragen aan een "vijfmanschap" investeerders; elk van de nieuwe aandeelhouders heeft een minderheidsbelang kleiner dan 25%.[40][41][42] De schulden van Vitesse zijn omgezet in aandelen, waardoor de club nu weer een positief eigen vermogen heeft. Het "vijfmanschap" blijft vooralsnog achter de schermen. Later op de dag verloor Vitesse thuis van FC Dordrecht met 0–3.

### Februari
- Op 1 februari won Vitesse uit van Excelsior Rotterdam met 1–3. De Vitesse-doelpunten werden gemaakt door Bas Huisman, Gyan de Regt en Irakli Yegoian.
- Op 4 februari, de laatste dag van de winterse transferperiode, werd Mathijs Tielemans tot het einde van het seizoen verhuurd aan Excelsior Rotterdam; de Rotterdammers hebben hierbij een optie tot koop bedongen.
- Op 10 februari won Vitesse thuis van FC Emmen met 2–0 door twee doelpunten van Bas Huisman.
- Op 11 februari tekende academiespeler Mathijs Marschalk een contract tot medio 2026 met een optie voor een extra seizoen.
- Op 16 februari won Vitesse thuis van De Graafschap met 2–0 door doelpunten van Theodosis Macheras en Jim Koller. Door deze overwinning kwam Vitesse weer op een positief puntensaldo (+1). De wedstrijd werd in de vijfde minuut tijdelijk stilgelegd i.v.m. vuurwerk van Vitesse-supporters.
- Op 21 februari verloor Vitesse uit van Helmond Sport met 3–0.

### Maart
- Op 1 maart won Vitesse thuis van MVV Maastricht met 1–0 door een doelpunt van Irakli Yegoian. Als Nummer 4-wedstrijd stond de wedstrijd in het teken van de nagedachtenis aan Theo Bos; door de overwinning kwam Vitesse op 4 punten.
- Op 7 maart speelde Vitesse uit tegen FC Eindhoven met 3–3 gelijk. De Vitesse-doelpunten werden gemaakt door Alexander Büttner (2x) en Irakli Yegoian.
- Op 10 maart won Vitesse uit van Jong FC Utrecht met 0–2 door doelpunten van Gyan de Regt en Alexander Büttner.
- Op 14 maart verloor Vitesse thuis van ADO Den Haag met 0–1. Na afloop van de wedstrijd kreeg John van den Brom een tweede gele kaart en dus rood.
- Op 17 maart kreeg John van den Brom één duel functie-ontzegging opgelegd voor zijn rode kaart bij de wedstrijd tegen ADO Den Haag op 14 maart. Later werd hier nog een tweede duel functie-ontzegging aan toegevoegd.[43]
- Op 19 maart speelde Vitesse een oefenwedstrijd tegen Wuppertaler SV met 4–4 gelijk. De Vitesse-doelpunten werden gemaakt door Tomislav Gudelj (2x), Simon van Duivenbooden en Bas Huisman.
- Op 27 maart bracht Vitesse een contract-update: van spelers Enzo Cornelisse, Simon van Duivenbooden, Theodosis Macheras (gehuurd), Gyan de Regt en Angelos Tsingaras zal het aflopende contract in principe niet verlengd worden, hetzelfde gold voor staflid Nicky Hofs en jeugdtrainer Tim Cornelisse.[44] Van Bas Huisman is een contract-optie gelicht waardoor hij een jaar langer aan Vitesse verbonden blijft, tot juli 2026.
- Op 28 maart verloor Vitesse uit van Telstar met 1–0.

### April
- Op 4 april speelde Vitesse thuis met 2–2 gelijk tegen Jong AZ. De Vitesse-doelpunten werden gemaakt door Enzo Cornelisse en Gyan de Regt. Eerder op de dag maakte Vitesse bekend dat Dillon Hoogewerf drie duels geschorst is (=totdat Vitesse O21 drie wedstrijden gespeeld heeft), vanwege een rode kaart bij Vitesse O21 op 25 maart wegens het uiten van kritiek op de wedstrijdleiding.[45]
- Op 11 april kreeg Vitesse een puntenstraf van drie wedstrijdpunten vanwege het niet voldoen aan de informatieplicht.[46] De totale puntenstraf in dit seizoen kwam hiermee op 30 wedstrijdpunten.
- Op 14 april speelde Vitesse uit met 1–1 gelijk tegen Jong Ajax. Het Vitesse-doelpunt werd gemaakt door Bas Huisman. Met dit resultaat is Vitesse in principe zeker van de laatste (20e) plaats in de competitie.
- Op 15 april tekende academiespeler Adam Tahaui een contract tot medio 2027.
- Op 19 april won Vitesse thuis van Roda JC Kerkrade met 3–0 door doelpunten van Irakli Yegoian (2x) en Enzo Cornelisse.
- Op 22 april kreeg Vitesse een nieuwe puntenstraf van negen wedstrijdpunten vanwege het niet voldoen aan de informatieplicht.[47][48] De totale puntenstraf in dit seizoen kwam hiermee op 39 wedstrijdpunten.
- Op 25 april verloor Vitesse uit van SC Cambuur met 2–1. Het Vitesse-doelpunt werd gemaakt door Bryant Nieling als eigen doelpunt.

### Mei
- Op 2 mei speelde Vitesse uit met 2–2 gelijk tegen TOP Oss. De Vitesse-doelpunten werden gemaakt door Theodosis Macheras en Jim Koller.
- Op 9 mei won Vitesse in de laatste speelronde thuis van FC Den Bosch met 3–1. De Vitesse-doelpunten werden gemaakt door Jim Koller, Gyan de Regt en Andy Visser. Voorafgaand aan de wedstrijd werd bekendgemaakt dat John van den Brom zal vertrekken als trainer, de clubleiding wilde het contract niet verlengen.

## Clubstatistieken seizoen 2024/25

### Stand in Nederlandse Eerste divisie
| Stand | Gespeeld | Gewonnen | Gelijk | Verloren | Punten | Doelpunten voor | Doelpunten tegen | Gele kaarten | Twee gele kaarten | Rode kaarten |
| ----- | -------- | -------- | ------ | -------- | ------ | --------------- | ---------------- | ------------ | ----------------- | ------------ |
| 20    | 38       | 11       | 11     | 16       | 5 *1   | 54              | 73               | 72           | 2                 | 3            |

*1 Inclusief puntenaftrek: 39 minpunten.

#### Eindstand eerste periode
| Stand | Gespeeld | Gewonnen | Gelijk | Verloren | Punten | Doelpunten voor | Doelpunten tegen | Gele kaarten | Twee gele kaarten | Rode kaarten |
| ----- | -------- | -------- | ------ | -------- | ------ | --------------- | ---------------- | ------------ | ----------------- | ------------ |
| 16    | 9        | 2        | 4      | 3        | 10     | 13              | 15               | 23           | 1                 | 1            |

#### Eindstand tweede periode
| Stand | Gespeeld | Gewonnen | Gelijk | Verloren | Punten | Doelpunten voor | Doelpunten tegen | Gele kaarten | Twee gele kaarten | Rode kaarten |
| ----- | -------- | -------- | ------ | -------- | ------ | --------------- | ---------------- | ------------ | ----------------- | ------------ |
| 15    | 10       | 2        | 3      | 5        | 9      | 11              | 24               | 21           | 1                 | 2            |

#### Eindstand derde periode
| Stand | Gespeeld | Gewonnen | Gelijk | Verloren | Punten | Doelpunten voor | Doelpunten tegen | Gele kaarten | Twee gele kaarten | Rode kaarten |
| ----- | -------- | -------- | ------ | -------- | ------ | --------------- | ---------------- | ------------ | ----------------- | ------------ |
| 13    | 10       | 4        | 1      | 5        | 13     | 16              | 24               | 15           | 0                 | 0            |

#### Eindstand vierde periode
| Stand | Gespeeld | Gewonnen | Gelijk | Verloren | Punten | Doelpunten voor | Doelpunten tegen | Gele kaarten | Twee gele kaarten | Rode kaarten |
| ----- | -------- | -------- | ------ | -------- | ------ | --------------- | ---------------- | ------------ | ----------------- | ------------ |
| 10    | 9        | 3        | 3      | 3        | 12     | 14              | 10               | 13           | 0                 | 0            |

### Stand, punten en doelpunten per speelronde
Winst
Gelijk
Verlies
| Speelronde              | 01                  | 02                  | 03                  | 04                  | 05                  | 06                  | 07                  | 08                  | 09                  | 10                  | 11                  | 12                  | 13                  | 14                  | 15                  | 16                  | 17                  | 18                  | 19                  | 20                  | 21                  | 22                  | 23                  | 24                  | 25                  | 26                  | 27                  | 28                  | 29                  | 30                  | 31                  | 32                  | 33                  | 34                  | 35                  | 36                  | 37                  | 38                  |
| ----------------------- | ------------------- | ------------------- | ------------------- | ------------------- | ------------------- | ------------------- | ------------------- | ------------------- | ------------------- | ------------------- | ------------------- | ------------------- | ------------------- | ------------------- | ------------------- | ------------------- | ------------------- | ------------------- | ------------------- | ------------------- | ------------------- | ------------------- | ------------------- | ------------------- | ------------------- | ------------------- | ------------------- | ------------------- | ------------------- | ------------------- | ------------------- | ------------------- | ------------------- | ------------------- | ------------------- | ------------------- | ------------------- | ------------------- |
| Trainer                 | John van den Brom*2 | John van den Brom*2 | John van den Brom*2 | John van den Brom*2 | John van den Brom*2 | John van den Brom*2 | John van den Brom*2 | John van den Brom*2 | John van den Brom*2 | John van den Brom*2 | John van den Brom*2 | John van den Brom*2 | John van den Brom*2 | John van den Brom*2 | John van den Brom*2 | John van den Brom*2 | John van den Brom*2 | John van den Brom*2 | John van den Brom*2 | John van den Brom*2 | John van den Brom*2 | John van den Brom*2 | John van den Brom*2 | John van den Brom*2 | John van den Brom*2 | John van den Brom*2 | John van den Brom*2 | John van den Brom*2 | John van den Brom*2 | John van den Brom*2 | John van den Brom*2 | John van den Brom*2 | John van den Brom*2 | John van den Brom*2 | John van den Brom*2 | John van den Brom*2 | John van den Brom*2 | John van den Brom*2 |
| Punten per speelronde   | 0                   | 3                   | 1                   | 1                   | 1                   | 3                   | 1                   | 0                   | 0                   | 1                   | 0                   | 0                   | 1                   | 0                   | 0                   | 0                   | 3                   | 1                   | 3                   | 0                   | 0                   | 0                   | 0                   | 3                   | 3                   | 3                   | 0                   | 3                   | 1                   | 0                   | 3                   | 0                   | 1                   | 1                   | 3                   | 0                   | 1                   | 3                   |
| Punten na speelronde*1  | 0                   | 3                   | 4                   | 5                   | 6                   | 9                   | 4                   | 4                   | 4                   | 5                   | 5                   | 5                   | 6                   | 6                   | 6                   | 6                   | -12                 | -11                 | -8                  | -8                  | -8                  | -8                  | -8                  | -5                  | -2                  | 1                   | 1                   | 4                   | 5                   | 5                   | 8                   | 8                   | 9                   | 7                   | 10                  | 1                   | 2                   | 5                   |
| Stand na speelronde     | 15                  | 8                   | 11                  | 12                  | 12                  | 7                   | 19                  | 19                  | 19                  | 19                  | 19                  | 19                  | 20                  | 20                  | 20                  | 20                  | 20                  | 20                  | 20                  | 20                  | 20                  | 20                  | 20                  | 20                  | 20                  | 20                  | 20                  | 20                  | 20                  | 20                  | 20                  | 20                  | 20                  | 20                  | 20                  | 20                  | 20                  | 20                  |
| Goals per speelronde    | 2                   | 1                   | 1                   | 1                   | 3                   | 1                   | 2                   | 1                   | 1                   | 2                   | 2                   | 1                   | 0                   | 0                   | 0                   | 0                   | 2                   | 2                   | 2                   | 4                   | 1                   | 0                   | 0                   | 3                   | 2                   | 2                   | 0                   | 1                   | 3                   | 0                   | 2                   | 0                   | 2                   | 1                   | 3                   | 1                   | 2                   | 3                   |
| Goals na speelronde     | 2                   | 3                   | 4                   | 5                   | 8                   | 9                   | 11                  | 12                  | 13                  | 15                  | 17                  | 18                  | 18                  | 18                  | 18                  | 18                  | 20                  | 22                  | 24                  | 28                  | 29                  | 29                  | 29                  | 32                  | 34                  | 36                  | 36                  | 37                  | 40                  | 40                  | 42                  | 42                  | 44                  | 45                  | 48                  | 49                  | 51                  | 54                  |
| Doelsaldo na speelronde | -1                  | 0                   | 0                   | 0                   | 0                   | +1                  | +1                  | -1                  | -2                  | -2                  | -4                  | -6                  | -6                  | -8                  | -14                 | -17                 | -16                 | -16                 | -15                 | -17                 | -20                 | -24                 | -27                 | -25                 | -23                 | -21                 | -24                 | -23                 | -23                 | -24                 | -22                 | -23                 | -23                 | -23                 | -20                 | -21                 | -21                 | -19                 |

*1 Inclusief puntenaftrek: zes minpunten (speelronde 7 t/m 16); 27 minpunten (speelronde 17 t/m 33); 30 minpunten (speelronde 34 & 35); 39 minpunten (vanaf speelronde 36).
*2 Functie-ontzegging in speelronde 32 en 33, ziek in speelronde 34, Nicky Hofs vervangend trainer.
| (Eind)stand | Kwalificatie voor                                                                                      |
| ----------- | --- |
| 1           | Kampioen, met promotie naar de Eredivisie                                                              |
|             | Promotie naar de Eredivisie, als niet-kampioen                                                         |
|             | Play-offs voor promotie naar de Eredivisie, als (vervangend) periodekampioen of op basis van eindstand |
|             | Handhaving in Eerste divisie                                                                           |

### Toeschouwersaantallen
| Tegenstander              | ADO    | CAM    | DBO    | DOR    | EIN    | EMM    | EXC    | GRA    | HEL    | JAJ      | JAZ    | JPS    | JUT    | MVV    | RJC    | TEL    | TOP    | VOL    | VVV    | Totaal (Gem.)    |
| ------------------------- | ------ | ------ | ------ | ------ | ------ | ------ | ------ | ------ | ------ | -------- | ------ | ------ | ------ | ------ | ------ | ------ | ------ | ------ | ------ | ---------------- |
| Vitesse thuis (GelreDome) | 16.225 | 15.669 | 18.189 | 14.890 | 15.097 | 14.293 | 15.120 | 17.422 | 14.758 | 18.000*1 | 15.763 | 16.023 | 15.065 | 16.778 | 18.194 | 17.014 | 15.228 | 15.716 | 15.480 | 304.924 (16.049) |
| Vitesse uit               | 500*1  | 485    | 500*1  | 400*1  | 450*1  | 375*1  | 400*1  | 500*1  | 340*1  | 185*1    | 180*1  | 200*1  | 250    | 400*1  | 267    | 350*1  | 450*1  | 400*1  | 526*1  | 7.158 (377)      |

*1 = Uitverkocht

### Topscorers
| Nr.                         | Naam                        | Goal |
| --------------------------- | --------------------------- | ---- |
| 1                           | Miliano Jonathans           | 11   |
| 2                           | Alexander Büttner           | 8    |
| 2                           | Irakli Yegoian              | 8    |
| 4                           | Bas Huisman                 | 4    |
| 4                           | Gyan de Regt                | 4    |
| 4                           | Andy Visser                 | 4    |
| 7                           | Jim Koller                  | 3    |
| 7                           | Theodosis Macheras          | 3    |
| 9                           | Enzo Cornelisse             | 2    |
| 9                           | Tomislav Gudelj             | 2    |
| 9                           | Marcus Steffen              | 2    |
| 12                          | Giovanni Büttner            | 1    |
| Eigen doelpunt tegenstander | Eigen doelpunt tegenstander | 2    |
| Totaal                      | Totaal                      | 54   |

| Nr.    | Naam           | Goal |
| ------ | -------------- | ---- |
| 1      | Irakli Yegoian | 1    |
| Totaal | Totaal         | 1    |

| Nr.                         | Naam                        | Goal |
| --------------------------- | --------------------------- | ---- |
| 1                           | Miliano Jonathans           | 11   |
| 2                           | Irakli Yegoian              | 9    |
| 3                           | Alexander Büttner           | 8    |
| 4                           | Bas Huisman                 | 4    |
| 4                           | Gyan de Regt                | 4    |
| 4                           | Andy Visser                 | 4    |
| 7                           | Jim Koller                  | 3    |
| 7                           | Theodosis Macheras          | 3    |
| 9                           | Enzo Cornelisse             | 2    |
| 9                           | Tomislav Gudelj             | 2    |
| 9                           | Marcus Steffen              | 2    |
| 12                          | Giovanni Büttner            | 1    |
| Eigen doelpunt tegenstander | Eigen doelpunt tegenstander | 2    |
| Totaal                      | Totaal                      | 55   |

## Selectie in het seizoen 2024/25
Tot de selectie 2024/25 worden alle spelers gerekend die gedurende (een deel van) het seizoen tot de selectie van het eerste elftal hebben behoord volgens de Vitesse-website, dus ook als ze bijvoorbeeld geen wedstrijd gespeeld hebben of tijdens het seizoen zijn vertrokken naar een andere club. De spelers van de Vitesse Voetbal Academie worden hier ook tot de selectie gerekend, als ze bij minimaal één officiële wedstrijd van het eerste elftal tot de wedstrijdselectie behoorden.

### Selectie
| Nr.             | Nat.                                    | Naam                   | Contract        | Geboortedatum     | Seizoen         | Vorige club                                 | Debuut Vitesse    |
| Doelverdediging | Doelverdediging                         | Doelverdediging        | Doelverdediging | Doelverdediging   | Doelverdediging | Doelverdediging                             | Doelverdediging   |
| --------------- | --------------------------------------- | ---------------------- | --------------- | ----------------- | --------------- | ------------------------------------------- | ----------------- |
| 12              | Vlag van Nederland                      | Sil Milder             | 2025            | 12 december 2004  | 1e              | Vitesse Voetbal Academie                    | –                 |
| 16              | Vlag van Nederland                      | Tom Bramel             | 2026            | 24 juli 2005      | 2e              | Vitesse Voetbal Academie                    | 9 augustus 2024   |
| 23              | Vlag van Nederland                      | Mikki van Sas          | 2025 (huur)     | 29 februari 2004  | 1e              | Feyenoord                                   | 30 oktober 2024   |
| 30              | Vlag van Nederland                      | Sep van der Heijden    | ?               | 29 augustus 2004  | 1e              | FC Utrecht                                  | –                 |
| 43              | Vlag van Nederland                      | Jayden Siecker         | ?               | 30 augustus 2005  | 1e              | Vitesse Voetbal Academie                    | –                 |
| Verdediging     |                                         |                        |                 |                   |                 |                                             |                   |
| 02              | Vlag van Nederland                      | Mees Kreekels          | 2026            | 1 november 2001   | 1e              | Helmond Sport                               | 9 augustus 2024   |
| 03              | Vlag van Nederland                      | Giovanni van Zwam      | 2026            | 2 januari 2004    | 2e              | Vitesse Voetbal Academie                    | 19 augustus 2023  |
| 05              | Vlag van Nederland                      | Justin Bakker          | 2026            | 3 maart 1998      | 1e              | Kuopion Palloseura                          | 9 augustus 2024   |
| 06              | Vlag van Nederland                      | Loek Postma            | 2026            | 5 maart 2003      | 1e              | AZ                                          | 16 augustus 2024  |
| 08              | Vlag van Nederland                      | Enzo Cornelisse        | 2025            | 1 januari 2003    | 5e              | Vitesse Voetbal Academie                    | 3 oktober 2020    |
| 15              | Vlag van Nederland                      | Nordin Musampa         | ama.            | 13 oktober 2001   | 1e              | FC Groningen                                | 12 januari 2025   |
| 22              | Vlag van Nederland                      | Mats Egbring           | 2027            | 17 september 2006 | 2e              | Vitesse Voetbal Academie                    | 19 augustus 2023  |
| 24              | Vlag van Nederland                      | Roan van der Plaat     | 2025            | 10 januari 2003   | 1e              | sc Heerenveen                               | 16 augustus 2024  |
| 28              | Vlag van Nederland                      | Alexander Büttner      | 2026            | 11 februari 1989  | 9e              | De Graafschap                               | 15 maart 2008     |
| 31              | Vlag van Nederland                      | Xiamaro Thenu          | ?               | 22 oktober 2004   | 1e              | Vitesse Voetbal Academie                    | –                 |
| 38              | Vlag van Nederland                      | Jordy de Beer          | ?               | 1 maart 2004      | 1e              | Vitesse Voetbal Academie                    | 6 december 2024   |
| 55              | Vlag van Nederland                      | Marcus Steffen         | 2028            | 1 februari 2003   | 2e              | Vitesse Voetbal Academie                    | 22 mei 2022       |
| 0?              | Vlag van Luxemburg · Vlag van Portugal  | Michael Pinto          | 2025            | 4 juni 1993       | 2e              | Sparta Rotterdam                            | 3 september 2023  |
| Middenveld      |                                         |                        |                 |                   |                 |                                             |                   |
| 10              | Vlag van Nederland                      | Miliano Jonathans      | 2025            | 5 april 2004      | 4e              | Vitesse Voetbal Academie                    | 24 april 2022     |
| 18              | Vlag van Nederland                      | Jim Koller             | 2027            | 31 maart 2007     | 1e              | Vitesse Voetbal Academie                    | 30 augustus 2024  |
| 20              | Vlag van Georgië · Vlag van Nederland   | Irakli Yegoian         | 2026            | 19 maart 2004     | 1e              | FC Twente                                   | 9 augustus 2024   |
| 21              | Vlag van Nederland                      | Mathijs Tielemans      | 2026            | 26 april 2002     | 2e              | PSV                                         | 11 augustus 2023  |
| 25              | Vlag van Nederland                      | Adam Tahaui            | 2027            | 21 juli 2005      | 1e              | Vitesse Voetbal Academie                    | 9 augustus 2024   |
| 26              | Vlag van Nederland                      | Giovanni Büttner       | ama.            | 22 september 1998 | 1e              | De Graafschap                               | 13 september 2024 |
| 29              | Vlag van Zuid-Afrika · Vlag van Nigeria | Michael Dokunmu        | 2025            | 9 april 2006      | 1e              | Vitesse Voetbal Academie                    | 9 augustus 2024   |
| 34              | Vlag van Nederland · Vlag van Marokko   | Anass Zarrouk          | 2027            | 18 juli 2006      | 1e              | Vitesse Voetbal Academie                    | 22 november 2024  |
| 35              | Vlag van Nederland                      | Bas Huisman            | 2026            | 9 mei 2005        | 1e              | Vitesse Voetbal Academie                    | 18 oktober 2024   |
| 37              | Vlag van Griekenland                    | Angelos Tsingaras      | 2025            | 24 juli 1999      | 1e              | Panetolikos                                 | 25 augustus 2024  |
| 40              | Vlag van Nederland                      | Mathijs Marschalk      | 2026            | 22 januari 2005   | 1e              | Vitesse Voetbal Academie                    | –                 |
| 41              | Vlag van Nederland                      | Youssef Ouallil        | ?               | 15 november 2007  | 1e              | Vitesse Voetbal Academie                    | –                 |
| 59              | Vlag van Curaçao                        | Naygiro Sambo          | 2025            | 21 januari 2004   | 2e              | Vitesse Voetbal Academie                    | –                 |
| Aanval          |                                         |                        |                 |                   |                 |                                             |                   |
| 07              | Vlag van Nederland                      | Gyan de Regt           | 2025            | 14 augustus 2002  | 4e              | Vitesse Voetbal Academie                    | 18 januari 2022   |
| 09              | Vlag van Nederland                      | Simon van Duivenbooden | 2025            | 11 mei 2002       | 4e              | Patro Eisden Maasmechelen (verhuur Vitesse) | 2 april 2022      |
| 11              | Vlag van Nederland                      | Dillon Hoogewerf       | 2026            | 27 februari 2003  | 1e              | Borussia Mönchengladbach                    | 16 augustus 2024  |
| 17              | Vlag van Griekenland                    | Theodosis Macheras     | 2025 (huur)     | 9 mei 2000        | 1e              | AEK Athene                                  | 13 september 2024 |
| 19              | Vlag van Nederland                      | Andy Visser            | 2026            | 22 september 2004 | 2e              | Vitesse Voetbal Academie                    | 21 december 2023  |
| 36              | Vlag van Nederland                      | Nino Zonneveld         | ?               | 6 december 2005   | 1e              | Vitesse Voetbal Academie                    | 22 november 2024  |
| 98              | Vlag van Kroatië                        | Tomislav Gudelj        | 2026            | 1 mei 1998        | 1e              | NK Varaždin                                 | 9 augustus 2024   |

### Statistieken
Legenda
| - W Wedstrijden - Doelpunten | - Gele kaarten (inclusief 2× geel) - 2× gele kaart in 1 wedstrijd - Rode kaarten (inclusief 2× geel) | - B Bankzitter, zonder speeltijd - min Speelminuten (exclusief blessuretijd) |

| Naam                   | Eerste divisie  | Eerste divisie  | Eerste divisie  | Eerste divisie  | Eerste divisie  | Eerste divisie  | Eerste divisie  |                 | KNVB beker      | KNVB beker      | KNVB beker      | KNVB beker      | KNVB beker      | KNVB beker      | KNVB beker      |                 | Totaal          | Totaal          | Totaal          | Totaal          | Totaal          | Totaal          | Totaal          |                 |                 |                 |                 |                 |                 |                 |                 |                 |                 |                 |                 |                 |                 |                 |                 |                 |                 |                 |                 |                 |                 |                 |                 |
| Naam                   | W               |                 |                 |                 |                 | B               | min             |                 | W               |                 |                 |                 |                 | B               | min             |                 | W               |                 |                 |                 |                 | B               | min             |                 |                 |                 |                 |                 |                 |                 |                 |                 |                 |                 |                 |                 |                 |                 |                 |                 |                 |                 |                 |                 |                 |                 |                 |
| Doelverdediging        | Doelverdediging | Doelverdediging | Doelverdediging | Doelverdediging | Doelverdediging | Doelverdediging | Doelverdediging | Doelverdediging | Doelverdediging | Doelverdediging | Doelverdediging | Doelverdediging | Doelverdediging | Doelverdediging | Doelverdediging | Doelverdediging | Doelverdediging | Doelverdediging | Doelverdediging | Doelverdediging | Doelverdediging | Doelverdediging | Doelverdediging | Doelverdediging | Doelverdediging | Doelverdediging | Doelverdediging | Doelverdediging | Doelverdediging | Doelverdediging | Doelverdediging | Doelverdediging | Doelverdediging | Doelverdediging | Doelverdediging | Doelverdediging | Doelverdediging | Doelverdediging | Doelverdediging | Doelverdediging | Doelverdediging | Doelverdediging | Doelverdediging | Doelverdediging | Doelverdediging | Doelverdediging | Doelverdediging |
| ---------------------- | --------------- | --------------- | --------------- | --------------- | --------------- | --------------- | --------------- | --------------- | --------------- | --------------- | --------------- | --------------- | --------------- | --------------- | --------------- | --------------- | --------------- | --------------- | --------------- | --------------- | --------------- | --------------- | --------------- | --------------- | --------------- | --------------- | --------------- | --------------- | --------------- | --------------- | --------------- | --------------- | --------------- | --------------- | --------------- | --------------- | --------------- | --------------- | --------------- | --------------- | --------------- | --------------- | --------------- | --------------- | --------------- | --------------- | --------------- |
| Tom Bramel             | 27              | 0               | 0               | 0               | 0               | 11              | 2396            |                 | 0               | 0               | 0               | 0               | 0               | 1               | 0               |                 | 27              | 0               | 0               | 0               | 0               | 12              | 2396            |                 |                 |                 |                 |                 |                 |                 |                 |                 |                 |                 |                 |                 |                 |                 |                 |                 |                 |                 |                 |                 |                 |                 |                 |
| Sep van der Heijden    | 0               | 0               | 0               | 0               | 0               | 23              | 0               |                 | 0               | 0               | 0               | 0               | 0               | 0               | 0               |                 | 0               | 0               | 0               | 0               | 0               | 23              | 0               |                 |                 |                 |                 |                 |                 |                 |                 |                 |                 |                 |                 |                 |                 |                 |                 |                 |                 |                 |                 |                 |                 |                 |                 |
| Sil Milder             | 0               | 0               | 0               | 0               | 0               | 17              | 0               |                 | 0               | 0               | 0               | 0               | 0               | 1               | 0               |                 | 0               | 0               | 0               | 0               | 0               | 18              | 0               |                 |                 |                 |                 |                 |                 |                 |                 |                 |                 |                 |                 |                 |                 |                 |                 |                 |                 |                 |                 |                 |                 |                 |                 |
| Mikki van Sas          | 12              | 0               | 0               | 0               | 0               | 19              | 1024            |                 | 1               | 0               | 0               | 0               | 0               | 0               | 90              |                 | 13              | 0               | 0               | 0               | 0               | 19              | 1114            |                 |                 |                 |                 |                 |                 |                 |                 |                 |                 |                 |                 |                 |                 |                 |                 |                 |                 |                 |                 |                 |                 |                 |                 |
| Jayden Siecker         | 0               | 0               | 0               | 0               | 0               | 5               | 0               |                 | 0               | 0               | 0               | 0               | 0               | 0               | 0               |                 | 0               | 0               | 0               | 0               | 0               | 5               | 0               |                 |                 |                 |                 |                 |                 |                 |                 |                 |                 |                 |                 |                 |                 |                 |                 |                 |                 |                 |                 |                 |                 |                 |                 |
| Verdediging            |                 |                 |                 |                 |                 |                 |                 |                 |                 |                 |                 |                 |                 |                 |                 |                 |                 |                 |                 |                 |                 |                 |                 |                 |                 |                 |                 |                 |                 |                 |                 |                 |                 |                 |                 |                 |                 |                 |                 |                 |                 |                 |                 |                 |                 |                 |                 |
| Justin Bakker          | 11              | 0               | 3               | 0               | 0               | 27              | 863             |                 | 1               | 0               | 1               | 0               | 0               | 0               | 90              |                 | 12              | 0               | 4               | 0               | 0               | 27              | 953             |                 |                 |                 |                 |                 |                 |                 |                 |                 |                 |                 |                 |                 |                 |                 |                 |                 |                 |                 |                 |                 |                 |                 |                 |
| Jordy de Beer          | 1               | 0               | 0               | 0               | 0               | 0               | 20              |                 | 0               | 0               | 0               | 0               | 0               | 0               | 0               |                 | 1               | 0               | 0               | 0               | 0               | 0               | 20              |                 |                 |                 |                 |                 |                 |                 |                 |                 |                 |                 |                 |                 |                 |                 |                 |                 |                 |                 |                 |                 |                 |                 |                 |
| Alexander Büttner      | 28              | 8               | 5               | 1               | 1               | 0               | 2404            |                 | 0               | 0               | 0               | 0               | 0               | 0               | 0               |                 | 28              | 8               | 5               | 1               | 1               | 0               | 2404            |                 |                 |                 |                 |                 |                 |                 |                 |                 |                 |                 |                 |                 |                 |                 |                 |                 |                 |                 |                 |                 |                 |                 |                 |
| Enzo Cornelisse        | 37              | 2               | 3               | 0               | 0               | 0               | 2696            |                 | 1               | 0               | 0               | 0               | 0               | 0               | 46              |                 | 38              | 2               | 3               | 0               | 0               | 0               | 2742            |                 |                 |                 |                 |                 |                 |                 |                 |                 |                 |                 |                 |                 |                 |                 |                 |                 |                 |                 |                 |                 |                 |                 |                 |
| Mats Egbring           | 31              | 0               | 4               | 0               | 1               | 2               | 2549            |                 | 1               | 0               | 0               | 0               | 0               | 0               | 46              |                 | 32              | 0               | 4               | 0               | 1               | 2               | 2595            |                 |                 |                 |                 |                 |                 |                 |                 |                 |                 |                 |                 |                 |                 |                 |                 |                 |                 |                 |                 |                 |                 |                 |                 |
| Mees Kreekels          | 25              | 0               | 3               | 0               | 0               | 13              | 1446            |                 | 1               | 0               | 0               | 0               | 0               | 0               | 90              |                 | 26              | 0               | 3               | 0               | 0               | 13              | 1536            |                 |                 |                 |                 |                 |                 |                 |                 |                 |                 |                 |                 |                 |                 |                 |                 |                 |                 |                 |                 |                 |                 |                 |                 |
| Nordin Musampa         | 2               | 0               | 0               | 0               | 0               | 9               | 176             |                 | 0               | 0               | 0               | 0               | 0               | 0               | 0               |                 | 2               | 0               | 0               | 0               | 0               | 9               | 176             |                 |                 |                 |                 |                 |                 |                 |                 |                 |                 |                 |                 |                 |                 |                 |                 |                 |                 |                 |                 |                 |                 |                 |                 |
| Michael Pinto          | 0               | 0               | 0               | 0               | 0               | 0               | 0               |                 | 0               | 0               | 0               | 0               | 0               | 0               | 0               |                 | 0               | 0               | 0               | 0               | 0               | 0               | 0               |                 |                 |                 |                 |                 |                 |                 |                 |                 |                 |                 |                 |                 |                 |                 |                 |                 |                 |                 |                 |                 |                 |                 |                 |
| Roan van der Plaat     | 11              | 0               | 1               | 0               | 0               | 23              | 524             |                 | 1               | 0               | 1               | 0               | 0               | 0               | 44              |                 | 12              | 0               | 2               | 0               | 0               | 23              | 568             |                 |                 |                 |                 |                 |                 |                 |                 |                 |                 |                 |                 |                 |                 |                 |                 |                 |                 |                 |                 |                 |                 |                 |                 |
| Loek Postma            | 18              | 0               | 4               | 0               | 0               | 18              | 1263            |                 | 0               | 0               | 0               | 0               | 0               | 1               | 0               |                 | 18              | 0               | 4               | 0               | 0               | 19              | 1263            |                 |                 |                 |                 |                 |                 |                 |                 |                 |                 |                 |                 |                 |                 |                 |                 |                 |                 |                 |                 |                 |                 |                 |                 |
| Marcus Steffen         | 26              | 2               | 5               | 0               | 0               | 7               | 1781            |                 | 1               | 0               | 0               | 0               | 0               | 0               | 90              |                 | 27              | 2               | 5               | 0               | 0               | 7               | 1871            |                 |                 |                 |                 |                 |                 |                 |                 |                 |                 |                 |                 |                 |                 |                 |                 |                 |                 |                 |                 |                 |                 |                 |                 |
| Xiamaro Thenu          | 0               | 0               | 0               | 0               | 0               | 1               | 0               |                 | 0               | 0               | 0               | 0               | 0               | 0               | 0               |                 | 0               | 0               | 0               | 0               | 0               | 1               | 0               |                 |                 |                 |                 |                 |                 |                 |                 |                 |                 |                 |                 |                 |                 |                 |                 |                 |                 |                 |                 |                 |                 |                 |                 |
| Giovanni van Zwam      | 34              | 0               | 6               | 1               | 1               | 0               | 2691            |                 | 0               | 0               | 0               | 0               | 0               | 0               | 0               |                 | 34              | 0               | 6               | 1               | 1               | 0               | 2691            |                 |                 |                 |                 |                 |                 |                 |                 |                 |                 |                 |                 |                 |                 |                 |                 |                 |                 |                 |                 |                 |                 |                 |                 |
| Middenveld             |                 |                 |                 |                 |                 |                 |                 |                 |                 |                 |                 |                 |                 |                 |                 |                 |                 |                 |                 |                 |                 |                 |                 |                 |                 |                 |                 |                 |                 |                 |                 |                 |                 |                 |                 |                 |                 |                 |                 |                 |                 |                 |                 |                 |                 |                 |                 |
| Giovanni Büttner       | 3               | 1               | 2               | 0               | 0               | 2               | 84              |                 | 0               | 0               | 0               | 0               | 0               | 0               | 0               |                 | 3               | 1               | 2               | 0               | 0               | 2               | 84              |                 |                 |                 |                 |                 |                 |                 |                 |                 |                 |                 |                 |                 |                 |                 |                 |                 |                 |                 |                 |                 |                 |                 |                 |
| Michael Dokunmu        | 2               | 0               | 0               | 0               | 0               | 2               | 82              |                 | 0               | 0               | 0               | 0               | 0               | 0               | 0               |                 | 2               | 0               | 0               | 0               | 0               | 2               | 82              |                 |                 |                 |                 |                 |                 |                 |                 |                 |                 |                 |                 |                 |                 |                 |                 |                 |                 |                 |                 |                 |                 |                 |                 |
| Bas Huisman            | 22              | 4               | 1               | 0               | 0               | 6               | 1369            |                 | 1               | 0               | 0               | 0               | 0               | 0               | 17              |                 | 23              | 4               | 1               | 0               | 0               | 6               | 1386            |                 |                 |                 |                 |                 |                 |                 |                 |                 |                 |                 |                 |                 |                 |                 |                 |                 |                 |                 |                 |                 |                 |                 |                 |
| Miliano Jonathans      | 18              | 11              | 4               | 0               | 0               | 0               | 1447            |                 | 1               | 0               | 0               | 0               | 0               | 0               | 82              |                 | 19              | 11              | 4               | 0               | 0               | 0               | 1529            |                 |                 |                 |                 |                 |                 |                 |                 |                 |                 |                 |                 |                 |                 |                 |                 |                 |                 |                 |                 |                 |                 |                 |                 |
| Jim Koller             | 23              | 3               | 5               | 0               | 0               | 9               | 1351            |                 | 0               | 0               | 0               | 0               | 0               | 1               | 0               |                 | 23              | 3               | 5               | 0               | 0               | 10              | 1351            |                 |                 |                 |                 |                 |                 |                 |                 |                 |                 |                 |                 |                 |                 |                 |                 |                 |                 |                 |                 |                 |                 |                 |                 |
| Mathijs Marschalk      | 0               | 0               | 0               | 0               | 0               | 1               | 0               |                 | 0               | 0               | 0               | 0               | 0               | 0               | 0               |                 | 0               | 0               | 0               | 0               | 0               | 1               | 0               |                 |                 |                 |                 |                 |                 |                 |                 |                 |                 |                 |                 |                 |                 |                 |                 |                 |                 |                 |                 |                 |                 |                 |                 |
| Youssef Ouallil        | 0               | 0               | 0               | 0               | 0               | 1               | 0               |                 | 0               | 0               | 0               | 0               | 0               | 0               | 0               |                 | 0               | 0               | 0               | 0               | 0               | 1               | 0               |                 |                 |                 |                 |                 |                 |                 |                 |                 |                 |                 |                 |                 |                 |                 |                 |                 |                 |                 |                 |                 |                 |                 |                 |
| Naygiro Sambo          | 0               | 0               | 0               | 0               | 0               | 0               | 0               |                 | 0               | 0               | 0               | 0               | 0               | 0               | 0               |                 | 0               | 0               | 0               | 0               | 0               | 0               | 0               |                 |                 |                 |                 |                 |                 |                 |                 |                 |                 |                 |                 |                 |                 |                 |                 |                 |                 |                 |                 |                 |                 |                 |                 |
| Adam Tahaui            | 1               | 0               | 0               | 0               | 0               | 4               | 58              |                 | 0               | 0               | 0               | 0               | 0               | 0               | 0               |                 | 1               | 0               | 0               | 0               | 0               | 4               | 58              |                 |                 |                 |                 |                 |                 |                 |                 |                 |                 |                 |                 |                 |                 |                 |                 |                 |                 |                 |                 |                 |                 |                 |                 |
| Mathijs Tielemans      | 16              | 0               | 2               | 0               | 0               | 2               | 1014            |                 | 1               | 0               | 0               | 0               | 0               | 0               | 90              |                 | 17              | 0               | 2               | 0               | 0               | 2               | 1104            |                 |                 |                 |                 |                 |                 |                 |                 |                 |                 |                 |                 |                 |                 |                 |                 |                 |                 |                 |                 |                 |                 |                 |                 |
| Angelos Tsingaras      | 27              | 0               | 3               | 0               | 0               | 9               | 1441            |                 | 1               | 0               | 0               | 0               | 0               | 0               | 44              |                 | 28              | 0               | 3               | 0               | 0               | 9               | 1485            |                 |                 |                 |                 |                 |                 |                 |                 |                 |                 |                 |                 |                 |                 |                 |                 |                 |                 |                 |                 |                 |                 |                 |                 |
| Irakli Yegoian         | 36              | 8               | 1               | 0               | 0               | 2               | 2727            |                 | 1               | 1               | 0               | 0               | 0               | 0               | 90              |                 | 37              | 9               | 1               | 0               | 0               | 2               | 2817            |                 |                 |                 |                 |                 |                 |                 |                 |                 |                 |                 |                 |                 |                 |                 |                 |                 |                 |                 |                 |                 |                 |                 |                 |
| Anass Zarrouk          | 17              | 0               | 3               | 0               | 0               | 5               | 926             |                 | 0               | 0               | 0               | 0               | 0               | 0               | 0               |                 | 17              | 0               | 3               | 0               | 0               | 5               | 926             |                 |                 |                 |                 |                 |                 |                 |                 |                 |                 |                 |                 |                 |                 |                 |                 |                 |                 |                 |                 |                 |                 |                 |                 |
| Aanval                 |                 |                 |                 |                 |                 |                 |                 |                 |                 |                 |                 |                 |                 |                 |                 |                 |                 |                 |                 |                 |                 |                 |                 |                 |                 |                 |                 |                 |                 |                 |                 |                 |                 |                 |                 |                 |                 |                 |                 |                 |                 |                 |                 |                 |                 |                 |                 |
| Simon van Duivenbooden | 16              | 0               | 0               | 0               | 0               | 18              | 705             |                 | 0               | 0               | 0               | 0               | 0               | 1               | 0               |                 | 16              | 0               | 0               | 0               | 0               | 19              | 705             |                 |                 |                 |                 |                 |                 |                 |                 |                 |                 |                 |                 |                 |                 |                 |                 |                 |                 |                 |                 |                 |                 |                 |                 |
| Tomislav Gudelj        | 21              | 2               | 0               | 0               | 0               | 11              | 768             |                 | 1               | 0               | 0               | 0               | 0               | 0               | 8               |                 | 22              | 2               | 0               | 0               | 0               | 11              | 776             |                 |                 |                 |                 |                 |                 |                 |                 |                 |                 |                 |                 |                 |                 |                 |                 |                 |                 |                 |                 |                 |                 |                 |                 |
| Dillon Hoogewerf       | 21              | 0               | 1               | 0               | 0               | 12              | 787             |                 | 1               | 0               | 0               | 0               | 0               | 0               | 73              |                 | 22              | 0               | 1               | 0               | 0               | 12              | 860             |                 |                 |                 |                 |                 |                 |                 |                 |                 |                 |                 |                 |                 |                 |                 |                 |                 |                 |                 |                 |                 |                 |                 |                 |
| Theodosis Macheras     | 26              | 3               | 4               | 0               | 0               | 4               | 1545            |                 | 0               | 0               | 0               | 0               | 0               | 1               | 0               |                 | 26              | 3               | 4               | 0               | 0               | 5               | 1545            |                 |                 |                 |                 |                 |                 |                 |                 |                 |                 |                 |                 |                 |                 |                 |                 |                 |                 |                 |                 |                 |                 |                 |                 |
| Gyan de Regt           | 35              | 4               | 9               | 0               | 0               | 2               | 2327            |                 | 1               | 0               | 0               | 0               | 0               | 0               | 17              |                 | 36              | 4               | 9               | 0               | 0               | 2               | 2344            |                 |                 |                 |                 |                 |                 |                 |                 |                 |                 |                 |                 |                 |                 |                 |                 |                 |                 |                 |                 |                 |                 |                 |                 |
| Andy Visser            | 30              | 4               | 1               | 0               | 0               | 4               | 966             |                 | 1               | 0               | 0               | 0               | 0               | 0               | 73              |                 | 31              | 4               | 1               | 0               | 0               | 4               | 1039            |                 |                 |                 |                 |                 |                 |                 |                 |                 |                 |                 |                 |                 |                 |                 |                 |                 |                 |                 |                 |                 |                 |                 |                 |
| Nino Zonneveld         | 4               | 0               | 2               | 0               | 0               | 1               | 92              |                 | 0               | 0               | 0               | 0               | 0               | 0               | 0               |                 | 4               | 0               | 2               | 0               | 0               | 1               | 92              |                 |                 |                 |                 |                 |                 |                 |                 |                 |                 |                 |                 |                 |                 |                 |                 |                 |                 |                 |                 |                 |                 |                 |                 |
| Totaal                 | 38              | 54              | 72              | 2               | 3               | 270             | 3420            |                 | 1               | 1               | 2               | 0               | 0               | 6               | 90              |                 | 39              | 55              | 74              | 2               | 3               | 276             | 3510            |                 |                 |                 |                 |                 |                 |                 |                 |                 |                 |                 |                 |                 |                 |                 |                 |                 |                 |                 |                 |                 |                 |                 |                 |
|                        | W               |                 |                 |                 |                 | B               | min             |                 | W               |                 |                 |                 |                 | B               | min             |                 | W               |                 |                 |                 |                 | B               | min             |                 |                 |                 |                 |                 |                 |                 |                 |                 |                 |                 |                 |                 |                 |                 |                 |                 |                 |                 |                 |                 |                 |                 |                 |
| Eerste divisie         | Eerste divisie  | Eerste divisie  | Eerste divisie  | Eerste divisie  | Eerste divisie  | Eerste divisie  |                 | KNVB beker      | KNVB beker      | KNVB beker      | KNVB beker      | KNVB beker      | KNVB beker      | KNVB beker      |                 | Totaal          | Totaal          | Totaal          | Totaal          | Totaal          | Totaal          | Totaal          |                 |                 |                 |                 |                 |                 |                 |                 |                 |                 |                 |                 |                 |                 |                 |                 |                 |                 |                 |                 |                 |                 |                 |                 |                 |

### Mutaties

#### Aangetrokken in de zomer
| Speler             | Vorige club              | Contract             |
| ------------------ | ------------------------ | -------------------- |
| Justin Bakker      | Kuopion Palloseura       | 2026 (+optie 1 jaar) |
| Alexander Büttner  | De Graafschap            | 2026                 |
| Giovanni Büttner   | De Graafschap            | Amateurcontract      |
| Tomislav Gudelj    | NK Varaždin              | 2026 (+optie 1 jaar) |
| Dillon Hoogewerf   | Borussia Mönchengladbach | 2026 (+optie 1 jaar) |
| Mees Kreekels      | Helmond Sport            | 2026                 |
| Theodosis Macheras | AEK Athene               | 2025 (op huurbasis)  |
| Loek Postma        | AZ                       | 2026 (+optie 1 jaar) |
| Mikki van Sas      | Feyenoord                | 2025 (op huurbasis)  |
| Angelos Tsingaras  | Panetolikos              | 2025 (+optie 1 jaar) |
| Irakli Yegoian     | FC Twente                | 2026 (+optie 1 jaar) |

#### Vertrokken in de zomer
| Speler                   | Nieuwe club               | Mutatietype                                    |
| ------------------------ | ------------------------- | ---------------------------------------------- |
| Paxten Aaronson          | Eintracht Frankfurt       | Einde huurperiode                              |
| Jordi Altena             | De Treffers               | Einde contract                                 |
| Carlens Arcus            | Angers SCO                | Contract ontbonden                             |
| Amine Boutrah            | SC Bastia                 | Contract ontbonden                             |
| Thomas Buitink           | PEC Zwolle                | Contract ontbonden                             |
| Toni Domgjoni            | n.n.b.                    | Einde contract                                 |
| Fodé Fofana              | PSV                       | Einde huurperiode                              |
| Marco van Ginkel         | n.n.b.                    | Einde contract                                 |
| Anis Hadj-Moussa         | Feyenoord                 | Einde huurperiode ( Patro Eisden Maasmechelen) |
| Ramon Hendriks           | Feyenoord                 | Einde huurperiode                              |
| Daan Huisman             | FC Eindhoven              | Einde contract                                 |
| Nicolas Isimat-Mirin     | GS Kallithea              | Einde contract                                 |
| Kacper Kozłowski         | Brighton & Hove Albion FC | Einde huurperiode                              |
| Adrian Mazilu            | Brighton & Hove Albion FC | Einde huurperiode                              |
| Mexx Meerdink            | AZ                        | Einde huurperiode                              |
| Melle Meulensteen        | UC Sampdoria              | Transfer                                       |
| Dominik Oroz             | Krylja Sovetov Samara     | Contract ontbonden                             |
| Michael Pinto            | n.n.b.                    | Contract ontbonden                             |
| Davy Pröpper             | Einde carrière            | Einde contract                                 |
| Eloy Room                | n.n.b.                    | Contract ontbonden                             |
| Markus Schubert          | SC Paderborn 07           | Einde contract                                 |
| Kaya Symons              | De Graafschap             | Einde contract                                 |
| Joel Voelkerling Persson | US Lecce                  | Einde huurperiode                              |

#### Aangetrokken in de winter
| Speler         | Vorige club  | Contract        |
| -------------- | ------------ | --------------- |
| Nordin Musampa | FC Groningen | Op amateurbasis |

#### Vertrokken in de winter
| Speler            | Nieuwe club         | Mutatietype |
| ----------------- | ------------------- | ----------- |
| Miliano Jonathans | FC Utrecht          | Transfer    |
| Mathijs Tielemans | Excelsior Rotterdam | Verhuurd    |

#### Vertrokken buiten transferperiode
| Speler           | Nieuwe club | Mutatietype        |
| ---------------- | ----------- | ------------------ |
| Giovanni Büttner | n.n.b.      | Contract ontbonden |

#### Contractverlenging
| Speler            | Contract oud             | Contract nieuw       |
| ----------------- | ------------------------ | -------------------- |
| Tom Bramel        | 2024                     | 2026                 |
| Mats Egbring      | 2026                     | 2027 (optie +1 jaar) |
| Mikah Hoop        | Vitesse Voetbal Academie | 2027                 |
| Bas Huisman       | 2025                     | 2026                 |
| Jim Koller        | 2025                     | 2027                 |
| Mathijs Marschalk | Vitesse Voetbal Academie | 2026 (optie +1 jaar) |
| Marcus Steffen    | 2025                     | 2028 (optie +1 jaar) |
| Adam Tahaui       | Vitesse Voetbal Academie | 2027                 |
| Andy Visser       | Vitesse Voetbal Academie | 2026                 |
| Anass Zarrouk     | Vitesse Voetbal Academie | 2026 (optie +1 jaar) |
| Giovanni van Zwam | 2024                     | 2026                 |

## Wedstrijden

### Eerste divisie
Speelronde 1:
| vrijdag 9 augustus 2024, 20:00 | Vitesse                | 2–3 (0–1) | Telstar                        | Opstelling Vitesse | Opstelling Telstar |  |
| Stadion: GelreDome, Arnhem Toeschouwers: 17.014 Arbiter: Hensgens Assistenten: Van der Waaij Assistenten: Van Rijn 4de official: Henshuijs         | Steffen 70' Gudelj 73' |           | 35' 81' Bakker 86' Eddahchouri | Bramel, Kreekels 69' ( Visser), Van Zwam, Bakker, A. Büttner 87', De Regt 57', Tahaui 58' ( Yegoian), Dokunmu 69' ( Steffen), Cornelisse 18', Jonathans 59' ( Gudelj), Van Duivenbooden RESERVEBANK: Milder, Van der Heijden, Postma, Koller, Egbring, Van der Plaat, Thenu, Zarrouk | Koeman 90+1', Apau , Koswal, Bakker, Seedorf 65' ( Lechkar), Offerhaus, Rossen, Turfkruier, El Kachati 43' 76' ( Hetli), Eddahchouri 88' ( Hagedoorn), Kaandorp 76' ( Dirks) RESERVEBANK: Houweling, Bodak, Den Haan, Van Ekeris, Benzzine, Van Schooneveld |  |
| Stadion: GelreDome, Arnhem Toeschouwers: 17.014 Arbiter: Hensgens Assistenten: Van der Waaij Assistenten: Van Rijn 4de official: Henshuijs         |                        |           |                                | Bramel, Kreekels 69' ( Visser), Van Zwam, Bakker, A. Büttner 87', De Regt 57', Tahaui 58' ( Yegoian), Dokunmu 69' ( Steffen), Cornelisse 18', Jonathans 59' ( Gudelj), Van Duivenbooden RESERVEBANK: Milder, Van der Heijden, Postma, Koller, Egbring, Van der Plaat, Thenu, Zarrouk | Koeman 90+1', Apau , Koswal, Bakker, Seedorf 65' ( Lechkar), Offerhaus, Rossen, Turfkruier, El Kachati 43' 76' ( Hetli), Eddahchouri 88' ( Hagedoorn), Kaandorp 76' ( Dirks) RESERVEBANK: Houweling, Bodak, Den Haan, Van Ekeris, Benzzine, Van Schooneveld |  |
| Stadion: GelreDome, Arnhem Toeschouwers: 17.014 Arbiter: Hensgens Assistenten: Van der Waaij Assistenten: Van Rijn 4de official: Henshuijs         |                        |           |                                | Bramel, Kreekels 69' ( Visser), Van Zwam, Bakker, A. Büttner 87', De Regt 57', Tahaui 58' ( Yegoian), Dokunmu 69' ( Steffen), Cornelisse 18', Jonathans 59' ( Gudelj), Van Duivenbooden RESERVEBANK: Milder, Van der Heijden, Postma, Koller, Egbring, Van der Plaat, Thenu, Zarrouk | Koeman 90+1', Apau , Koswal, Bakker, Seedorf 65' ( Lechkar), Offerhaus, Rossen, Turfkruier, El Kachati 43' 76' ( Hetli), Eddahchouri 88' ( Hagedoorn), Kaandorp 76' ( Dirks) RESERVEBANK: Houweling, Bodak, Den Haan, Van Ekeris, Benzzine, Van Schooneveld |  |
| Bijz.: Debuut Bakker, Bramel, Dokunmu, Gudelj, Kreekels, Tahaui, Yegoian Afwezig: Hoogewerf (niet speelgerechtigd); Pinto, Tielemans (geblesseerd) |                        |           |                                | | |  |

Speelronde 2:
| vrijdag 16 augustus 2024, 20:00 | VVV-Venlo | 0–1 (0–0) | Vitesse       | Opstelling VVV-Venlo | Opstelling Vitesse |  |
| Stadion: Covebo Stadion - De Koel -, Venlo Toeschouwers: 5.589 Arbiter: Vereijken Assistenten: Waleveld Assistenten: Kunst 4de official: Boel |           |           | 53' Jonathans | De Boer, Lathouwers 71' ( Van Zutphen), Ketting , R. Janssen, S. Janssen 78' ( Gyamfi), Wehmeyer 62' ( Berden), Braem 78' ( Matoug), Pöpperl 62' ( Doesburg), Sierra, Verheijen, Doumtsios RESERVEBANK: Schrick, Van Crooij, Sedláček, Roemer, Odriss | Bramel, Steffen, Van Zwam 26', Postma 61' ( Kreekels), A. Büttner 80' ( Van der Plaat), Jonathans 70' 71' ( Yegoian), Tielemans 24', Hoogewerf, Cornelisse, De Regt 80' ( Visser), Van Duivenbooden 61' ( Gudelj) RESERVEBANK: Milder, Van der Heijden, Bakker, Koller, Egbring, Tahaui, Dokunmu |  |
| Stadion: Covebo Stadion - De Koel -, Venlo Toeschouwers: 5.589 Arbiter: Vereijken Assistenten: Waleveld Assistenten: Kunst 4de official: Boel |           |           |               | De Boer, Lathouwers 71' ( Van Zutphen), Ketting , R. Janssen, S. Janssen 78' ( Gyamfi), Wehmeyer 62' ( Berden), Braem 78' ( Matoug), Pöpperl 62' ( Doesburg), Sierra, Verheijen, Doumtsios RESERVEBANK: Schrick, Van Crooij, Sedláček, Roemer, Odriss | Bramel, Steffen, Van Zwam 26', Postma 61' ( Kreekels), A. Büttner 80' ( Van der Plaat), Jonathans 70' 71' ( Yegoian), Tielemans 24', Hoogewerf, Cornelisse, De Regt 80' ( Visser), Van Duivenbooden 61' ( Gudelj) RESERVEBANK: Milder, Van der Heijden, Bakker, Koller, Egbring, Tahaui, Dokunmu |  |
| Stadion: Covebo Stadion - De Koel -, Venlo Toeschouwers: 5.589 Arbiter: Vereijken Assistenten: Waleveld Assistenten: Kunst 4de official: Boel |           |           |               | De Boer, Lathouwers 71' ( Van Zutphen), Ketting , R. Janssen, S. Janssen 78' ( Gyamfi), Wehmeyer 62' ( Berden), Braem 78' ( Matoug), Pöpperl 62' ( Doesburg), Sierra, Verheijen, Doumtsios RESERVEBANK: Schrick, Van Crooij, Sedláček, Roemer, Odriss | Bramel, Steffen, Van Zwam 26', Postma 61' ( Kreekels), A. Büttner 80' ( Van der Plaat), Jonathans 70' 71' ( Yegoian), Tielemans 24', Hoogewerf, Cornelisse, De Regt 80' ( Visser), Van Duivenbooden 61' ( Gudelj) RESERVEBANK: Milder, Van der Heijden, Bakker, Koller, Egbring, Tahaui, Dokunmu |  |
| Bijz.: Debuut Hoogewerf, Van der Plaat, Postma Afwezig: Pinto, Zarrouk (geblesseerd)                                                          |           |           |               | | |  |

Speelronde 3:
| zondag 25 augustus 2024, 12:15 | Vitesse    | 1–1 (0–0) | Excelsior Rotterdam  | Opstelling Vitesse | Opstelling Excelsior Rotterdam |  |
| Stadion: GelreDome, Arnhem Toeschouwers: 15.120 Arbiter: Dieperink Assistenten: Fikkert Assistenten: Janssen 4de official: Ordelmans | Visser 52' |           | 90+2' (pen.) Omorowa | Bramel, Egbring 85' ( Kreekels), Van Zwam, Bakker, A. Büttner , De Regt 46' ( Tsingaras), Cornelisse, Jonathans 77' ( Van der Plaat), Tielemans, Hoogewerf 11' 77' ( Dokunmu), Van Duivenbooden 46' ( Visser) RESERVEBANK: Milder, Van der Heijden, Postma, Yegoian, Gudelj | Kuiper, Bronkhorst 21' 63' ( Reis), Widell , Warmerdam 45+1', Zagré 76', Naujoks 77', Hatenboer 63' ( Blomme), Hartjes 83' ( Van Duinen), Rosario 40' 46' ( Fini), Donkor 83' ( Armantrading), Omorowa 45+1' RESERVEBANK: Raatsie, Loeffen, Eijgenraam, De Moes, Seymor |  |
| Stadion: GelreDome, Arnhem Toeschouwers: 15.120 Arbiter: Dieperink Assistenten: Fikkert Assistenten: Janssen 4de official: Ordelmans |            |           |                      | Bramel, Egbring 85' ( Kreekels), Van Zwam, Bakker, A. Büttner , De Regt 46' ( Tsingaras), Cornelisse, Jonathans 77' ( Van der Plaat), Tielemans, Hoogewerf 11' 77' ( Dokunmu), Van Duivenbooden 46' ( Visser) RESERVEBANK: Milder, Van der Heijden, Postma, Yegoian, Gudelj | Kuiper, Bronkhorst 21' 63' ( Reis), Widell , Warmerdam 45+1', Zagré 76', Naujoks 77', Hatenboer 63' ( Blomme), Hartjes 83' ( Van Duinen), Rosario 40' 46' ( Fini), Donkor 83' ( Armantrading), Omorowa 45+1' RESERVEBANK: Raatsie, Loeffen, Eijgenraam, De Moes, Seymor |  |
| Stadion: GelreDome, Arnhem Toeschouwers: 15.120 Arbiter: Dieperink Assistenten: Fikkert Assistenten: Janssen 4de official: Ordelmans |            |           |                      | Bramel, Egbring 85' ( Kreekels), Van Zwam, Bakker, A. Büttner , De Regt 46' ( Tsingaras), Cornelisse, Jonathans 77' ( Van der Plaat), Tielemans, Hoogewerf 11' 77' ( Dokunmu), Van Duivenbooden 46' ( Visser) RESERVEBANK: Milder, Van der Heijden, Postma, Yegoian, Gudelj | Kuiper, Bronkhorst 21' 63' ( Reis), Widell , Warmerdam 45+1', Zagré 76', Naujoks 77', Hatenboer 63' ( Blomme), Hartjes 83' ( Van Duinen), Rosario 40' 46' ( Fini), Donkor 83' ( Armantrading), Omorowa 45+1' RESERVEBANK: Raatsie, Loeffen, Eijgenraam, De Moes, Seymor |  |
| Bijz.: Debuut Tsingaras Afwezig: Steffen (geblesseerd)                                                                               |            |           |                      | | |  |

Speelronde 4:
| vrijdag 30 augustus 2024, 20:00                                                                                               | Vitesse               | 1–1 (1–0) | FC Eindhoven            | Opstelling Vitesse | Opstelling FC Eindhoven |  |
| Stadion: GelreDome, Arnhem Toeschouwers: 15.097 Arbiter: Oostrom Assistenten: Weever Assistenten: Kunst 4de official: Janssen | A. Büttner 27' (pen.) |           | 49' (pen.) Van Schuppen | Bramel, Egbring, Van Zwam 90' 90+1' ( Steffen), Bakker, A. Büttner , Yegoian 74' ( Cornelisse), Tsingaras, Jonathans 74' ( De Regt), Tielemans 36' 82' ( Koller), Visser 74' ( Gudelj), Hoogewerf RESERVEBANK: Milder, Van der Heijden, Kreekels, Postma, Van Duivenbooden, Van der Plaat, Dokunmu | Brondeel, Verheij 59' ( Douglas), Limouri, Seedorf , T. Simons, Blummel, S. Simons 75', Van Schuppen, Dorenbosch, Deenen 59' ( Janga), Huisman 83' ( El Bouchataoui) RESERVEBANK: Borgmans, Fancito, Van Eijndhoven, Muller, Gil y Muiños, Kwaaitaal |  |
| Stadion: GelreDome, Arnhem Toeschouwers: 15.097 Arbiter: Oostrom Assistenten: Weever Assistenten: Kunst 4de official: Janssen |                       |           |                         | Bramel, Egbring, Van Zwam 90' 90+1' ( Steffen), Bakker, A. Büttner , Yegoian 74' ( Cornelisse), Tsingaras, Jonathans 74' ( De Regt), Tielemans 36' 82' ( Koller), Visser 74' ( Gudelj), Hoogewerf RESERVEBANK: Milder, Van der Heijden, Kreekels, Postma, Van Duivenbooden, Van der Plaat, Dokunmu | Brondeel, Verheij 59' ( Douglas), Limouri, Seedorf , T. Simons, Blummel, S. Simons 75', Van Schuppen, Dorenbosch, Deenen 59' ( Janga), Huisman 83' ( El Bouchataoui) RESERVEBANK: Borgmans, Fancito, Van Eijndhoven, Muller, Gil y Muiños, Kwaaitaal |  |
| Stadion: GelreDome, Arnhem Toeschouwers: 15.097 Arbiter: Oostrom Assistenten: Weever Assistenten: Kunst 4de official: Janssen |                       |           |                         | Bramel, Egbring, Van Zwam 90' 90+1' ( Steffen), Bakker, A. Büttner , Yegoian 74' ( Cornelisse), Tsingaras, Jonathans 74' ( De Regt), Tielemans 36' 82' ( Koller), Visser 74' ( Gudelj), Hoogewerf RESERVEBANK: Milder, Van der Heijden, Kreekels, Postma, Van Duivenbooden, Van der Plaat, Dokunmu | Brondeel, Verheij 59' ( Douglas), Limouri, Seedorf , T. Simons, Blummel, S. Simons 75', Van Schuppen, Dorenbosch, Deenen 59' ( Janga), Huisman 83' ( El Bouchataoui) RESERVEBANK: Borgmans, Fancito, Van Eijndhoven, Muller, Gil y Muiños, Kwaaitaal |  |
| Bijz.: Debuut Koller |                       |           |                         | | |  |

Speelronde 6:
| vrijdag 13 september 2024, 20:00 | Jong AZ | 0–1 (0–0) | Vitesse       | Opstelling Jong AZ | Opstelling Vitesse |  |
| Stadion: AFAS Trainingscomplex, Wijdewormer Toeschouwers: 852 Arbiter: Teuben Assistenten: Overtoom Assistenten: Bolwerk 4de official: Wever |         |           | 56' Jonathans | Deen, Dijkstra, Berkhout , Atikallah 77' ( Toppenberg), Engel 77' ( Van Aken), Poku 67' ( Kalisvaart), Smit 90+3', Kwakman 45+2', Mastoras 67' ( Oerip), Daal, Zeefuik 67' ( Smits) RESERVEBANK: Kuijsten, Van Duijl, Boogaard, Robbemond, Dekkers, Gerold, Oulhaj | Bramel, Kreekels, Van Zwam, Steffen, A. Büttner , Jonathans 85' ( Gudelj), Yegoian, Tsingaras 54', Tielemans 78' ( Cornelisse), Hoogewerf 39' ( Macheras 85' ( G. Büttner)), Visser 77' ( De Regt) RESERVEBANK: Van Sas, Van der Heijden, Bakker, Postma, Van Duivenbooden, Koller, Van der Plaat |  |
| Stadion: AFAS Trainingscomplex, Wijdewormer Toeschouwers: 852 Arbiter: Teuben Assistenten: Overtoom Assistenten: Bolwerk 4de official: Wever |         |           |               | Deen, Dijkstra, Berkhout , Atikallah 77' ( Toppenberg), Engel 77' ( Van Aken), Poku 67' ( Kalisvaart), Smit 90+3', Kwakman 45+2', Mastoras 67' ( Oerip), Daal, Zeefuik 67' ( Smits) RESERVEBANK: Kuijsten, Van Duijl, Boogaard, Robbemond, Dekkers, Gerold, Oulhaj | Bramel, Kreekels, Van Zwam, Steffen, A. Büttner , Jonathans 85' ( Gudelj), Yegoian, Tsingaras 54', Tielemans 78' ( Cornelisse), Hoogewerf 39' ( Macheras 85' ( G. Büttner)), Visser 77' ( De Regt) RESERVEBANK: Van Sas, Van der Heijden, Bakker, Postma, Van Duivenbooden, Koller, Van der Plaat |  |
| Stadion: AFAS Trainingscomplex, Wijdewormer Toeschouwers: 852 Arbiter: Teuben Assistenten: Overtoom Assistenten: Bolwerk 4de official: Wever |         |           |               | Deen, Dijkstra, Berkhout , Atikallah 77' ( Toppenberg), Engel 77' ( Van Aken), Poku 67' ( Kalisvaart), Smit 90+3', Kwakman 45+2', Mastoras 67' ( Oerip), Daal, Zeefuik 67' ( Smits) RESERVEBANK: Kuijsten, Van Duijl, Boogaard, Robbemond, Dekkers, Gerold, Oulhaj | Bramel, Kreekels, Van Zwam, Steffen, A. Büttner , Jonathans 85' ( Gudelj), Yegoian, Tsingaras 54', Tielemans 78' ( Cornelisse), Hoogewerf 39' ( Macheras 85' ( G. Büttner)), Visser 77' ( De Regt) RESERVEBANK: Van Sas, Van der Heijden, Bakker, Postma, Van Duivenbooden, Koller, Van der Plaat |  |
| Bijz.: Debuut G. Büttner, Macheras Afwezig: Egbring (geblesseerd)                                                                            |         |           |               | | |  |

Speelronde 5:
| maandag 16 september 2024, 20:00 | FC Emmen                       | 3–3 (1–1) | Vitesse                                  | Opstelling FC Emmen | Opstelling Vitesse |  |
| Stadion: De Oude Meerdijk, Emmen Toeschouwers: 7.626 Arbiter: Bos Assistenten: Weterings Assistenten: Ter Hoeve 4de official: Drost | Wagner 30' Nsona 51' Evina 69' |           | 44' Jonathans 60' Steffen 90' G. Büttner | Unbehaun, Hammouti 45+2', Te Wierik , Mulder, Vos, Hawkins 74' ( Quispel), Rhein, Martin 56' ( Kade 90+2'), Wagner 56' 74' ( Geypens), Nsona 86' ( Soares), Sadiku 56' ( Evina) RESERVEBANK: Hoekstra, Jalving, Rogulj, Hekkert, Nunumete, Schouten, Bolk | Bramel, Kreekels 55' ( G. Büttner 72'), Van Zwam 45+2', Steffen 69' 76' ( Hoogewerf), A. Büttner , Jonathans 45', Yegoian 46' ( Tielemans), Tsingaras, Koller 55' ( Cornelisse), De Regt 45+2', Visser 46' ( Gudelj) RESERVEBANK: Milder, Van Sas, Bakker, Postma, Van Duivenbooden, Macheras, Van der Plaat |  |
| Stadion: De Oude Meerdijk, Emmen Toeschouwers: 7.626 Arbiter: Bos Assistenten: Weterings Assistenten: Ter Hoeve 4de official: Drost |                                |           |                                          | Unbehaun, Hammouti 45+2', Te Wierik , Mulder, Vos, Hawkins 74' ( Quispel), Rhein, Martin 56' ( Kade 90+2'), Wagner 56' 74' ( Geypens), Nsona 86' ( Soares), Sadiku 56' ( Evina) RESERVEBANK: Hoekstra, Jalving, Rogulj, Hekkert, Nunumete, Schouten, Bolk | Bramel, Kreekels 55' ( G. Büttner 72'), Van Zwam 45+2', Steffen 69' 76' ( Hoogewerf), A. Büttner , Jonathans 45', Yegoian 46' ( Tielemans), Tsingaras, Koller 55' ( Cornelisse), De Regt 45+2', Visser 46' ( Gudelj) RESERVEBANK: Milder, Van Sas, Bakker, Postma, Van Duivenbooden, Macheras, Van der Plaat |  |
| Stadion: De Oude Meerdijk, Emmen Toeschouwers: 7.626 Arbiter: Bos Assistenten: Weterings Assistenten: Ter Hoeve 4de official: Drost |                                |           |                                          | Unbehaun, Hammouti 45+2', Te Wierik , Mulder, Vos, Hawkins 74' ( Quispel), Rhein, Martin 56' ( Kade 90+2'), Wagner 56' 74' ( Geypens), Nsona 86' ( Soares), Sadiku 56' ( Evina) RESERVEBANK: Hoekstra, Jalving, Rogulj, Hekkert, Nunumete, Schouten, Bolk | Bramel, Kreekels 55' ( G. Büttner 72'), Van Zwam 45+2', Steffen 69' 76' ( Hoogewerf), A. Büttner , Jonathans 45', Yegoian 46' ( Tielemans), Tsingaras, Koller 55' ( Cornelisse), De Regt 45+2', Visser 46' ( Gudelj) RESERVEBANK: Milder, Van Sas, Bakker, Postma, Van Duivenbooden, Macheras, Van der Plaat |  |
| Bijz.: Hofs 45+2' |                                |           |                                          | | |  |

Speelronde 7:
| zaterdag 21 september 2024, 18:45 | Vitesse                | 2–2 (1–2) | Jong Ajax                 | Opstelling Vitesse | Opstelling Jong Ajax |  |
| Stadion: GelreDome, Arnhem Toeschouwers: 18.000 Arbiter: Vereijken Assistenten: Waleveld Assistenten: Reinshagen 4de official: Wolff | Visser 31' Yegoian 63' |           | 20' Hlynsson 34' Rijkhoff | Bramel, Egbring 70' ( Kreekels), Van Zwam, Steffen 46' ( Yegoian), A. Büttner 79' ( Macheras), Jonathans 66', Tielemans 87' ( Koller), Tsingaras, Cornelisse ( 79'+), De Regt 76' 79' ( Van der Plaat), Visser 70' ( Gudelj) RESERVEBANK: Milder, Van Sas, Bakker, Postma, Hoogewerf, G. Büttner | Setford, Ugwu, Verschuren, Janse, Alders 46' ( Jetten), Konadu 63' ( Kalokoh), Brandes, Hlynsson 46' ( Chourak), Mokio 48' 63' ( Bouwman), Faberski 78' ( Vink), Rijkhoff 90' ( Boerhout) RESERVEBANK: Reverson, Van Axel Dongen, Speksnijder, Chahid, Butera, Jermoumi |  |
| Stadion: GelreDome, Arnhem Toeschouwers: 18.000 Arbiter: Vereijken Assistenten: Waleveld Assistenten: Reinshagen 4de official: Wolff |                        |           |                           | Bramel, Egbring 70' ( Kreekels), Van Zwam, Steffen 46' ( Yegoian), A. Büttner 79' ( Macheras), Jonathans 66', Tielemans 87' ( Koller), Tsingaras, Cornelisse ( 79'+), De Regt 76' 79' ( Van der Plaat), Visser 70' ( Gudelj) RESERVEBANK: Milder, Van Sas, Bakker, Postma, Hoogewerf, G. Büttner | Setford, Ugwu, Verschuren, Janse, Alders 46' ( Jetten), Konadu 63' ( Kalokoh), Brandes, Hlynsson 46' ( Chourak), Mokio 48' 63' ( Bouwman), Faberski 78' ( Vink), Rijkhoff 90' ( Boerhout) RESERVEBANK: Reverson, Van Axel Dongen, Speksnijder, Chahid, Butera, Jermoumi |  |
| Stadion: GelreDome, Arnhem Toeschouwers: 18.000 Arbiter: Vereijken Assistenten: Waleveld Assistenten: Reinshagen 4de official: Wolff |                        |           |                           | Bramel, Egbring 70' ( Kreekels), Van Zwam, Steffen 46' ( Yegoian), A. Büttner 79' ( Macheras), Jonathans 66', Tielemans 87' ( Koller), Tsingaras, Cornelisse ( 79'+), De Regt 76' 79' ( Van der Plaat), Visser 70' ( Gudelj) RESERVEBANK: Milder, Van Sas, Bakker, Postma, Hoogewerf, G. Büttner | Setford, Ugwu, Verschuren, Janse, Alders 46' ( Jetten), Konadu 63' ( Kalokoh), Brandes, Hlynsson 46' ( Chourak), Mokio 48' 63' ( Bouwman), Faberski 78' ( Vink), Rijkhoff 90' ( Boerhout) RESERVEBANK: Reverson, Van Axel Dongen, Speksnijder, Chahid, Butera, Jermoumi |  |
| Bijz.: Airborne-duel; uitverkocht |                        |           |                           | | |  |

Speelronde 8:
| zondag 29 september 2024, 14:30 | De Graafschap                                    | 3–1 (1–0) | Vitesse     | Opstelling De Graafschap | Opstelling Vitesse |  |
| Stadion: Stadion De Vijverberg, Doetinchem Toeschouwers: 12.500 Arbiter: Higler Assistenten: De Nas Assistenten: Kuckerbir 4de official: Kuipers | Schoppema 36' Warmerdam 67' Seuntjens 76' (pen.) |           | 63' Yegoian | Smits, Brittijn 53' ( Warmerdam), Besselink 78', Hillen, Schoppema, Hardeman 76' ( Willemsen), Van Gilst 66' ( Mahi), Najah , Van der Heide 66' ( Seuntjens), Van de Haar 76' ( Eduardo), El Kadiri RESERVEBANK: Wieggers, Jonkers, Kaak, Symons, Yadir | Bramel, Kreekels, Van Zwam, Cornelisse 73', Van der Plaat 80' ( Egbring), Tsingaras 58' ( Steffen 75'), Yegoian, A. Büttner 49', 55', Jonathans, Visser 46' ( Hoogewerf), De Regt 46' ( Macheras) RESERVEBANK: Van Sas, Van der Heijden, Bakker, Postma, Van Duivenbooden, Koller, G. Büttner, Gudelj |  |
| Stadion: Stadion De Vijverberg, Doetinchem Toeschouwers: 12.500 Arbiter: Higler Assistenten: De Nas Assistenten: Kuckerbir 4de official: Kuipers |                                                  |           |             | Smits, Brittijn 53' ( Warmerdam), Besselink 78', Hillen, Schoppema, Hardeman 76' ( Willemsen), Van Gilst 66' ( Mahi), Najah , Van der Heide 66' ( Seuntjens), Van de Haar 76' ( Eduardo), El Kadiri RESERVEBANK: Wieggers, Jonkers, Kaak, Symons, Yadir | Bramel, Kreekels, Van Zwam, Cornelisse 73', Van der Plaat 80' ( Egbring), Tsingaras 58' ( Steffen 75'), Yegoian, A. Büttner 49', 55', Jonathans, Visser 46' ( Hoogewerf), De Regt 46' ( Macheras) RESERVEBANK: Van Sas, Van der Heijden, Bakker, Postma, Van Duivenbooden, Koller, G. Büttner, Gudelj |  |
| Stadion: Stadion De Vijverberg, Doetinchem Toeschouwers: 12.500 Arbiter: Higler Assistenten: De Nas Assistenten: Kuckerbir 4de official: Kuipers |                                                  |           |             | Smits, Brittijn 53' ( Warmerdam), Besselink 78', Hillen, Schoppema, Hardeman 76' ( Willemsen), Van Gilst 66' ( Mahi), Najah , Van der Heide 66' ( Seuntjens), Van de Haar 76' ( Eduardo), El Kadiri RESERVEBANK: Wieggers, Jonkers, Kaak, Symons, Yadir | Bramel, Kreekels, Van Zwam, Cornelisse 73', Van der Plaat 80' ( Egbring), Tsingaras 58' ( Steffen 75'), Yegoian, A. Büttner 49', 55', Jonathans, Visser 46' ( Hoogewerf), De Regt 46' ( Macheras) RESERVEBANK: Van Sas, Van der Heijden, Bakker, Postma, Van Duivenbooden, Koller, G. Büttner, Gudelj |  |
| Bijz.: Wedstrijd later begonnen en tijdelijk gestaakt ivm rook/vuurwerk                                                                          |                                                  |           |             | | |  |

Speelronde 9:
| vrijdag 4 oktober 2024, 20:00 | Vitesse       | 1–2 (0–2) | FC Volendam               | Opstelling Vitesse | Opstelling FC Volendam |  |
| Stadion: GelreDome, Arnhem Toeschouwers: 15.716 Arbiter: Hensgens Assistenten: Osseweijer Assistenten: De Koning 4de official: Verhoeve | Jonathans 60' |           | 40' Mbuyamba 45+1' Mühren | Bramel, Kreekels 46' ( G. Büttner), Van Zwam 46' ( Steffen), Cornelisse , Egbring, Jonathans 90+1', Yegoian 46' ( Visser), Tsingaras, Postma 46', Hoogewerf 46' ( Gudelj), Macheras 83' ( De Regt) RESERVEBANK: Milder, Van Sas, Bakker, Van Duivenbooden, Koller, Van der Plaat, Huisman | Van Oevelen, Curiel, Mbuyamba, Amevor, Leliendal, Ould-Chikh 85' ( Beukers 86'), Plat 45', Jacobs, Kuwas 68' ( Bouziane), Veerman 77' ( Manu), Mühren 68' ( De Haan) RESERVEBANK: Ngom, Lauwers, Oehlers, Payne, Steur, Blondeau, Hoeve, Demircioğlu |  |
| Stadion: GelreDome, Arnhem Toeschouwers: 15.716 Arbiter: Hensgens Assistenten: Osseweijer Assistenten: De Koning 4de official: Verhoeve |               |           |                           | Bramel, Kreekels 46' ( G. Büttner), Van Zwam 46' ( Steffen), Cornelisse , Egbring, Jonathans 90+1', Yegoian 46' ( Visser), Tsingaras, Postma 46', Hoogewerf 46' ( Gudelj), Macheras 83' ( De Regt) RESERVEBANK: Milder, Van Sas, Bakker, Van Duivenbooden, Koller, Van der Plaat, Huisman | Van Oevelen, Curiel, Mbuyamba, Amevor, Leliendal, Ould-Chikh 85' ( Beukers 86'), Plat 45', Jacobs, Kuwas 68' ( Bouziane), Veerman 77' ( Manu), Mühren 68' ( De Haan) RESERVEBANK: Ngom, Lauwers, Oehlers, Payne, Steur, Blondeau, Hoeve, Demircioğlu |  |
| Stadion: GelreDome, Arnhem Toeschouwers: 15.716 Arbiter: Hensgens Assistenten: Osseweijer Assistenten: De Koning 4de official: Verhoeve |               |           |                           | Bramel, Kreekels 46' ( G. Büttner), Van Zwam 46' ( Steffen), Cornelisse , Egbring, Jonathans 90+1', Yegoian 46' ( Visser), Tsingaras, Postma 46', Hoogewerf 46' ( Gudelj), Macheras 83' ( De Regt) RESERVEBANK: Milder, Van Sas, Bakker, Van Duivenbooden, Koller, Van der Plaat, Huisman | Van Oevelen, Curiel, Mbuyamba, Amevor, Leliendal, Ould-Chikh 85' ( Beukers 86'), Plat 45', Jacobs, Kuwas 68' ( Bouziane), Veerman 77' ( Manu), Mühren 68' ( De Haan) RESERVEBANK: Ngom, Lauwers, Oehlers, Payne, Steur, Blondeau, Hoeve, Demircioğlu |  |
| Afwezig: A. Büttner (geschorst); Tielemans (geblesseerd)                                                                                |               |           |                           | | |  |

Speelronde 11:
| vrijdag 18 oktober 2024, 20:00 | FC Den Bosch                                            | 4–2 (0–1) | Vitesse           | Opstelling FC Den Bosch | Opstelling Vitesse |  |
| Stadion: Stadion De Vliert, 's-Hertogenbosch Toeschouwers: 6.901 Arbiter: Van der Eijk Assistenten: Honig Assistenten: Van Rijn 4de official: Smit | Gravenberch 59' De Groot 78' Bakaľa 83' Van Hedel 90+1' |           | 44' 81' Jonathans | Bakker, Mulders, Van den Bogert , Henderikx, De Groot, Van Leeuwen 39' 90' ( Barglan), Bakaľa 86' ( Verbeek), Laros, Burgering 90' ( Van Hedel), Knöll 72' ( Kotzebue), Gravenberch 85' ( Acheffay) RESERVEBANK: Bijlsma, Elum, Jonathans, Maas, Keijser, Boumassaoudi | Bramel, Egbring, Van Zwam, Postma, A. Büttner , Gudelj 60' ( Huisman), Tsingaras 71' ( Yegoian), Cornelisse 86' ( Visser), Jonathans, Van Duivenbooden 60' ( Tielemans), Macheras 71' ( Hoogewerf) RESERVEBANK: Milder, Van Sas, Kreekels, Bakker, De Regt, Koller, Steffen |  |
| Stadion: Stadion De Vliert, 's-Hertogenbosch Toeschouwers: 6.901 Arbiter: Van der Eijk Assistenten: Honig Assistenten: Van Rijn 4de official: Smit |                                                         |           |                   | Bakker, Mulders, Van den Bogert , Henderikx, De Groot, Van Leeuwen 39' 90' ( Barglan), Bakaľa 86' ( Verbeek), Laros, Burgering 90' ( Van Hedel), Knöll 72' ( Kotzebue), Gravenberch 85' ( Acheffay) RESERVEBANK: Bijlsma, Elum, Jonathans, Maas, Keijser, Boumassaoudi | Bramel, Egbring, Van Zwam, Postma, A. Büttner , Gudelj 60' ( Huisman), Tsingaras 71' ( Yegoian), Cornelisse 86' ( Visser), Jonathans, Van Duivenbooden 60' ( Tielemans), Macheras 71' ( Hoogewerf) RESERVEBANK: Milder, Van Sas, Kreekels, Bakker, De Regt, Koller, Steffen |  |
| Stadion: Stadion De Vliert, 's-Hertogenbosch Toeschouwers: 6.901 Arbiter: Van der Eijk Assistenten: Honig Assistenten: Van Rijn 4de official: Smit |                                                         |           |                   | Bakker, Mulders, Van den Bogert , Henderikx, De Groot, Van Leeuwen 39' 90' ( Barglan), Bakaľa 86' ( Verbeek), Laros, Burgering 90' ( Van Hedel), Knöll 72' ( Kotzebue), Gravenberch 85' ( Acheffay) RESERVEBANK: Bijlsma, Elum, Jonathans, Maas, Keijser, Boumassaoudi | Bramel, Egbring, Van Zwam, Postma, A. Büttner , Gudelj 60' ( Huisman), Tsingaras 71' ( Yegoian), Cornelisse 86' ( Visser), Jonathans, Van Duivenbooden 60' ( Tielemans), Macheras 71' ( Hoogewerf) RESERVEBANK: Milder, Van Sas, Kreekels, Bakker, De Regt, Koller, Steffen |  |
| Bijz.: Wedstrijd ruim 45 min. gestaakt na de 0–1; debuut Huisman Afwezig: G. Büttner (disciplinair geschorst)                                      |                                                         |           |                   | | |  |

Speelronde 10:
| dinsdag 22 oktober 2024, 20:00 | FC Dordrecht                | 2–2 (0–0) | Vitesse                    | Opstelling FC Dordrecht | Opstelling Vitesse |  |
| Stadion: M-Scores Stadion, Dordrecht Toeschouwers: 2.609 Arbiter: Vos Assistenten: Koopman Assistenten: Wolfkamp 4de official: Drost | Schuurman 67' Codutti 90+8' |           | 47' Macheras 88' Jonathans | Bossin , Hilton, M'Bemba 87' ( Van der Avert), Valk, Seydoux 82' ( Codutti), Osundina 58' ( Zandbergen), Shein, Van der Sluijs 58' ( Schuurman 90+6'), Van Vianen, Slory, Haen 82' ( Amuzu) RESERVEBANK: Baltussen, Biai, Parlanti, Olde Keizer, Akmum, Igor | Bramel, Egbring, Postma 90+6', Van Zwam, A. Büttner 90+5', Macheras 73' ( Steffen), Cornelisse 73' ( De Regt 90+7'), Koller 38' ( Tielemans), Tsingaras 90+4', Jonathans, Gudelj 69' ( Huisman 90+7') RESERVEBANK: Milder, Van Sas, Kreekels, Bakker, Van Duivenbooden, Hoogewerf, Visser, Yegoian |  |
| Stadion: M-Scores Stadion, Dordrecht Toeschouwers: 2.609 Arbiter: Vos Assistenten: Koopman Assistenten: Wolfkamp 4de official: Drost |                             |           |                            | Bossin , Hilton, M'Bemba 87' ( Van der Avert), Valk, Seydoux 82' ( Codutti), Osundina 58' ( Zandbergen), Shein, Van der Sluijs 58' ( Schuurman 90+6'), Van Vianen, Slory, Haen 82' ( Amuzu) RESERVEBANK: Baltussen, Biai, Parlanti, Olde Keizer, Akmum, Igor | Bramel, Egbring, Postma 90+6', Van Zwam, A. Büttner 90+5', Macheras 73' ( Steffen), Cornelisse 73' ( De Regt 90+7'), Koller 38' ( Tielemans), Tsingaras 90+4', Jonathans, Gudelj 69' ( Huisman 90+7') RESERVEBANK: Milder, Van Sas, Kreekels, Bakker, Van Duivenbooden, Hoogewerf, Visser, Yegoian |  |
| Stadion: M-Scores Stadion, Dordrecht Toeschouwers: 2.609 Arbiter: Vos Assistenten: Koopman Assistenten: Wolfkamp 4de official: Drost |                             |           |                            | Bossin , Hilton, M'Bemba 87' ( Van der Avert), Valk, Seydoux 82' ( Codutti), Osundina 58' ( Zandbergen), Shein, Van der Sluijs 58' ( Schuurman 90+6'), Van Vianen, Slory, Haen 82' ( Amuzu) RESERVEBANK: Baltussen, Biai, Parlanti, Olde Keizer, Akmum, Igor | Bramel, Egbring, Postma 90+6', Van Zwam, A. Büttner 90+5', Macheras 73' ( Steffen), Cornelisse 73' ( De Regt 90+7'), Koller 38' ( Tielemans), Tsingaras 90+4', Jonathans, Gudelj 69' ( Huisman 90+7') RESERVEBANK: Milder, Van Sas, Kreekels, Bakker, Van Duivenbooden, Hoogewerf, Visser, Yegoian |  |
| Afwezig: G. Büttner (disciplinair geschorst)                                                                                         |                             |           |                            | | |  |

Speelronde 12:
| vrijdag 25 oktober 2024, 20:00 | Vitesse       | 1–3 (1–2) | Jong PSV                      | Opstelling Vitesse | Opstelling Jong PSV |  |
| Stadion: GelreDome, Arnhem Toeschouwers: 16.023 Arbiter: Puts Assistenten: Van Westen Assistenten: Ter Hoeve 4de official: Kuipers | Jonathans 45' |           | 7' Abed 43' Ndala 76' Gilbert | Bramel, Egbring 73' 80' ( Huisman), Van Zwam, Bakker 64', Kreekels, Koller 54' ( Yegoian 77'), Tsingaras 80' ( Cornelisse ( 80'+)), Tielemans, Jonathans, Gudelj 46' ( Visser), Macheras 53' 54' ( De Regt) RESERVEBANK: Milder, Van Sas, Postma, Van Duivenbooden, Hoogewerf, Van der Plaat, Steffen | Schiks, Dağaşan 87' ( Simons), Nagalo 29' ( Van de Blaak 89'), Kuhn 66' ( Van den Heuvel), Oppegård, Younis 66' ( Gilbert 77'), Land, Abed, Bawuah, Ndala 42', Uneken 90+6' RESERVEBANK: Smolenaars, Gonzaga, Van de Riet, Verkooijen, Houben, Bars, Kuijsten, Geerts |  |
| Stadion: GelreDome, Arnhem Toeschouwers: 16.023 Arbiter: Puts Assistenten: Van Westen Assistenten: Ter Hoeve 4de official: Kuipers |               |           |                               | Bramel, Egbring 73' 80' ( Huisman), Van Zwam, Bakker 64', Kreekels, Koller 54' ( Yegoian 77'), Tsingaras 80' ( Cornelisse ( 80'+)), Tielemans, Jonathans, Gudelj 46' ( Visser), Macheras 53' 54' ( De Regt) RESERVEBANK: Milder, Van Sas, Postma, Van Duivenbooden, Hoogewerf, Van der Plaat, Steffen | Schiks, Dağaşan 87' ( Simons), Nagalo 29' ( Van de Blaak 89'), Kuhn 66' ( Van den Heuvel), Oppegård, Younis 66' ( Gilbert 77'), Land, Abed, Bawuah, Ndala 42', Uneken 90+6' RESERVEBANK: Smolenaars, Gonzaga, Van de Riet, Verkooijen, Houben, Bars, Kuijsten, Geerts |  |
| Stadion: GelreDome, Arnhem Toeschouwers: 16.023 Arbiter: Puts Assistenten: Van Westen Assistenten: Ter Hoeve 4de official: Kuipers |               |           |                               | Bramel, Egbring 73' 80' ( Huisman), Van Zwam, Bakker 64', Kreekels, Koller 54' ( Yegoian 77'), Tsingaras 80' ( Cornelisse ( 80'+)), Tielemans, Jonathans, Gudelj 46' ( Visser), Macheras 53' 54' ( De Regt) RESERVEBANK: Milder, Van Sas, Postma, Van Duivenbooden, Hoogewerf, Van der Plaat, Steffen | Schiks, Dağaşan 87' ( Simons), Nagalo 29' ( Van de Blaak 89'), Kuhn 66' ( Van den Heuvel), Oppegård, Younis 66' ( Gilbert 77'), Land, Abed, Bawuah, Ndala 42', Uneken 90+6' RESERVEBANK: Smolenaars, Gonzaga, Van de Riet, Verkooijen, Houben, Bars, Kuijsten, Geerts |  |
| Afwezig: G. Büttner (disciplinair geschorst); A. Büttner (geblesseerd)                                                             |               |           |                               | | |  |

Speelronde 13:
| zaterdag 2 november 2024, 16:30                                                                                              | Vitesse | 0–0 | TOP Oss | Opstelling Vitesse | Opstelling TOP Oss |  |
| Stadion: GelreDome, Arnhem Toeschouwers: 15.228 Arbiter: Gerrets Assistenten: Ribbink Assistenten: Ozinga 4de official: Boel |         |     |         | Bramel, Egbring, Van Zwam 25' 37' ( Bakker 71'), Postma, Kreekels, Jonathans, Tsingaras , Tielemans 46' ( Cornelisse 84' ( Van Duivenbooden)), Yegoian, Macheras 68' ( De Regt), Visser 46' ( Gudelj) RESERVEBANK: Milder, Van Sas, Hoogewerf, Koller, Van der Plaat, Huisman, Steffen | Havekotte , Cox 80' ( Van Bost), Miguel, Lambrix 88', Kuijpers, Allemeersch 23' 80' ( Van der Werff), Esajas 90' ( Van Rooijen), Hinoke, Loukili, Stensrud 71' ( Wildeboer), Remans 71' ( Zimmerman) RESERVEBANK: Spenkelink, Van Herk, Mac-Intosch, Mulder, Niekel, Zitman |  |
| Stadion: GelreDome, Arnhem Toeschouwers: 15.228 Arbiter: Gerrets Assistenten: Ribbink Assistenten: Ozinga 4de official: Boel |         |     |         | Bramel, Egbring, Van Zwam 25' 37' ( Bakker 71'), Postma, Kreekels, Jonathans, Tsingaras , Tielemans 46' ( Cornelisse 84' ( Van Duivenbooden)), Yegoian, Macheras 68' ( De Regt), Visser 46' ( Gudelj) RESERVEBANK: Milder, Van Sas, Hoogewerf, Koller, Van der Plaat, Huisman, Steffen | Havekotte , Cox 80' ( Van Bost), Miguel, Lambrix 88', Kuijpers, Allemeersch 23' 80' ( Van der Werff), Esajas 90' ( Van Rooijen), Hinoke, Loukili, Stensrud 71' ( Wildeboer), Remans 71' ( Zimmerman) RESERVEBANK: Spenkelink, Van Herk, Mac-Intosch, Mulder, Niekel, Zitman |  |
| Stadion: GelreDome, Arnhem Toeschouwers: 15.228 Arbiter: Gerrets Assistenten: Ribbink Assistenten: Ozinga 4de official: Boel |         |     |         | Bramel, Egbring, Van Zwam 25' 37' ( Bakker 71'), Postma, Kreekels, Jonathans, Tsingaras , Tielemans 46' ( Cornelisse 84' ( Van Duivenbooden)), Yegoian, Macheras 68' ( De Regt), Visser 46' ( Gudelj) RESERVEBANK: Milder, Van Sas, Hoogewerf, Koller, Van der Plaat, Huisman, Steffen | Havekotte , Cox 80' ( Van Bost), Miguel, Lambrix 88', Kuijpers, Allemeersch 23' 80' ( Van der Werff), Esajas 90' ( Van Rooijen), Hinoke, Loukili, Stensrud 71' ( Wildeboer), Remans 71' ( Zimmerman) RESERVEBANK: Spenkelink, Van Herk, Mac-Intosch, Mulder, Niekel, Zitman |  |
| Bijz.: Wedstrijd verplaatst i.v.m. bekervoetbal Afwezig: A. Büttner (geblesseerd)                                            |         |     |         | | |  |

Speelronde 14:
| vrijdag 8 november 2024, 20:00 | ADO Den Haag             | 2–0 (1–0) | Vitesse | Opstelling ADO Den Haag | Opstelling Vitesse |  |
| Stadion: Bingoal Stadion, Den Haag Toeschouwers: 8.230 Arbiter: Nijhuis Assistenten: Beijer Assistenten: De Koning 4de official: Henshuijs | Van Mieghem 35' Vlak 89' |           |         | Nikiema, Van der Sloot 90+1' ( De Ruijter), Tomas, Waem, Sylla, Van Mieghem 74' ( Maasland), Kilo, Lourens 59' ( Schalk ( 59'+)), Vlak , Ideho, Bonis 90' ( Vigen) RESERVEBANK: Wentges, Coremans, Granli, De Bruin, Mohammad, Houwaart, Boakye | Bramel, Egbring, Bakker, Postma, Kreekels, De Regt 74' ( Koller), Tsingaras 9' ( Cornelisse ( 9'+)), Tielemans 82' ( Visser), Yegoian, Macheras 46' ( Hoogewerf), Van Duivenbooden 82' ( Huisman) RESERVEBANK: Milder, Van Sas, Van der Plaat, Steffen |  |
| Stadion: Bingoal Stadion, Den Haag Toeschouwers: 8.230 Arbiter: Nijhuis Assistenten: Beijer Assistenten: De Koning 4de official: Henshuijs |                          |           |         | Nikiema, Van der Sloot 90+1' ( De Ruijter), Tomas, Waem, Sylla, Van Mieghem 74' ( Maasland), Kilo, Lourens 59' ( Schalk ( 59'+)), Vlak , Ideho, Bonis 90' ( Vigen) RESERVEBANK: Wentges, Coremans, Granli, De Bruin, Mohammad, Houwaart, Boakye | Bramel, Egbring, Bakker, Postma, Kreekels, De Regt 74' ( Koller), Tsingaras 9' ( Cornelisse ( 9'+)), Tielemans 82' ( Visser), Yegoian, Macheras 46' ( Hoogewerf), Van Duivenbooden 82' ( Huisman) RESERVEBANK: Milder, Van Sas, Van der Plaat, Steffen |  |
| Stadion: Bingoal Stadion, Den Haag Toeschouwers: 8.230 Arbiter: Nijhuis Assistenten: Beijer Assistenten: De Koning 4de official: Henshuijs |                          |           |         | Nikiema, Van der Sloot 90+1' ( De Ruijter), Tomas, Waem, Sylla, Van Mieghem 74' ( Maasland), Kilo, Lourens 59' ( Schalk ( 59'+)), Vlak , Ideho, Bonis 90' ( Vigen) RESERVEBANK: Wentges, Coremans, Granli, De Bruin, Mohammad, Houwaart, Boakye | Bramel, Egbring, Bakker, Postma, Kreekels, De Regt 74' ( Koller), Tsingaras 9' ( Cornelisse ( 9'+)), Tielemans 82' ( Visser), Yegoian, Macheras 46' ( Hoogewerf), Van Duivenbooden 82' ( Huisman) RESERVEBANK: Milder, Van Sas, Van der Plaat, Steffen |  |
| Afwezig: A. Büttner, Gudelj, Jonathans, Van Zwam (geblesseerd)                                                                             |                          |           |         | | |  |

Speelronde 16:
| vrijdag 22 november 2024, 20:00 | Vitesse | 0–6 (0–4) | SC Cambuur                                                                | Opstelling Vitesse | Opstelling SC Cambuur |  |
| Stadion: GelreDome, Arnhem Toeschouwers: 15.669 Arbiter: Vereijken Assistenten: Brondijk Assistenten: Van Rijn 4de official: Dogterom |         |           | 14' Balk 15' Alhaft 37' Poll 42' Pauwels 82' (e.d.) Tsingaras 90+3' Rölke | Bramel, Kreekels, Steffen, Postma 46' ( Egbring 83'), A. Büttner 17' 74' ( Zarrouk), De Regt, Tielemans 46' ( Tsingaras), Yegoian 46' ( Visser), Cornelisse 47', Hoogewerf 46' ( Zonneveld), Van Duivenbooden RESERVEBANK: Milder, Van Sas, Bakker, Van der Plaat, Tahaui, Huisman, Gudelj | Jansen, Mercera 46' ( Ottesen), Van Mullem, Nieling, Poll, Alhaft 68' ( De Jong), Kieftenbeld 58' ( Casas), Nartey 77' ( Rölke), Souren 68' ( De Leeuw), Pauwels 31', Balk RESERVEBANK: Reiziger, Minnema, Kooistra |  |
| Stadion: GelreDome, Arnhem Toeschouwers: 15.669 Arbiter: Vereijken Assistenten: Brondijk Assistenten: Van Rijn 4de official: Dogterom |         |           |                                                                           | Bramel, Kreekels, Steffen, Postma 46' ( Egbring 83'), A. Büttner 17' 74' ( Zarrouk), De Regt, Tielemans 46' ( Tsingaras), Yegoian 46' ( Visser), Cornelisse 47', Hoogewerf 46' ( Zonneveld), Van Duivenbooden RESERVEBANK: Milder, Van Sas, Bakker, Van der Plaat, Tahaui, Huisman, Gudelj | Jansen, Mercera 46' ( Ottesen), Van Mullem, Nieling, Poll, Alhaft 68' ( De Jong), Kieftenbeld 58' ( Casas), Nartey 77' ( Rölke), Souren 68' ( De Leeuw), Pauwels 31', Balk RESERVEBANK: Reiziger, Minnema, Kooistra |  |
| Stadion: GelreDome, Arnhem Toeschouwers: 15.669 Arbiter: Vereijken Assistenten: Brondijk Assistenten: Van Rijn 4de official: Dogterom |         |           |                                                                           | Bramel, Kreekels, Steffen, Postma 46' ( Egbring 83'), A. Büttner 17' 74' ( Zarrouk), De Regt, Tielemans 46' ( Tsingaras), Yegoian 46' ( Visser), Cornelisse 47', Hoogewerf 46' ( Zonneveld), Van Duivenbooden RESERVEBANK: Milder, Van Sas, Bakker, Van der Plaat, Tahaui, Huisman, Gudelj | Jansen, Mercera 46' ( Ottesen), Van Mullem, Nieling, Poll, Alhaft 68' ( De Jong), Kieftenbeld 58' ( Casas), Nartey 77' ( Rölke), Souren 68' ( De Leeuw), Pauwels 31', Balk RESERVEBANK: Reiziger, Minnema, Kooistra |  |
| Bijz.: Debuut Zarrouk en Zonneveld Afwezig: Jonathans, Koller, Van Zwam (geblesseerd); G. Büttner (ziek)                              |         |           |                                                                           | | |  |

Speelronde 15:
| dinsdag 26 november 2024, 20:00 | Roda JC Kerkrade                                          | 3–0 (1–0) | Vitesse | Opstelling Roda JC Kerkrade | Opstelling Vitesse |  |
| Stadion: Parkstad Limburg Stadion, Kerkrade Toeschouwers: 7.288 Arbiter: Sturm Assistenten: Nanninga Assistenten: Weever 4de official: Wolff | Sejdiu 9' Oude Kotte 35' (pen.) Röseler 65' Leijten 90+3' |           |         | Marsman, Kruiver 56' 67' ( Markelo), Röseler 85' ( Koglin ( 85'+)), Oude Kotte, Müller, Sejdiu 68' ( Peña Zauner), Džepar, Schwirten 67' ( Leijten), Beerten, Seedorf 42', Baeten 67' ( Çukur) RESERVEBANK: Van Hemelryck, Moro, Köther, El Meliani | Bramel, Egbring, Steffen 42', Bakker, Van Zwam 33', 42', A. Büttner , Tsingaras 69' ( Hoogewerf), Cornelisse 68' ( Jonathans), Zarrouk, Visser 80' ( Kreekels 90+4'), Huisman 46' ( Yegoian) RESERVEBANK: Van Sas, Van der Heijden, Postma, De Regt, Van Duivenbooden, Tielemans, Tahaui, Gudelj |  |
| Stadion: Parkstad Limburg Stadion, Kerkrade Toeschouwers: 7.288 Arbiter: Sturm Assistenten: Nanninga Assistenten: Weever 4de official: Wolff |                                                           |           |         | Marsman, Kruiver 56' 67' ( Markelo), Röseler 85' ( Koglin ( 85'+)), Oude Kotte, Müller, Sejdiu 68' ( Peña Zauner), Džepar, Schwirten 67' ( Leijten), Beerten, Seedorf 42', Baeten 67' ( Çukur) RESERVEBANK: Van Hemelryck, Moro, Köther, El Meliani | Bramel, Egbring, Steffen 42', Bakker, Van Zwam 33', 42', A. Büttner , Tsingaras 69' ( Hoogewerf), Cornelisse 68' ( Jonathans), Zarrouk, Visser 80' ( Kreekels 90+4'), Huisman 46' ( Yegoian) RESERVEBANK: Van Sas, Van der Heijden, Postma, De Regt, Van Duivenbooden, Tielemans, Tahaui, Gudelj |  |
| Stadion: Parkstad Limburg Stadion, Kerkrade Toeschouwers: 7.288 Arbiter: Sturm Assistenten: Nanninga Assistenten: Weever 4de official: Wolff |                                                           |           |         | Marsman, Kruiver 56' 67' ( Markelo), Röseler 85' ( Koglin ( 85'+)), Oude Kotte, Müller, Sejdiu 68' ( Peña Zauner), Džepar, Schwirten 67' ( Leijten), Beerten, Seedorf 42', Baeten 67' ( Çukur) RESERVEBANK: Van Hemelryck, Moro, Köther, El Meliani | Bramel, Egbring, Steffen 42', Bakker, Van Zwam 33', 42', A. Büttner , Tsingaras 69' ( Hoogewerf), Cornelisse 68' ( Jonathans), Zarrouk, Visser 80' ( Kreekels 90+4'), Huisman 46' ( Yegoian) RESERVEBANK: Van Sas, Van der Heijden, Postma, De Regt, Van Duivenbooden, Tielemans, Tahaui, Gudelj |  |
| |                                                           |           |         | | |  |

Speelronde 17:
| vrijdag 29 november 2024, 20:00 | Vitesse                  | 2–1 (0–0) | Helmond Sport | Opstelling Vitesse | Opstelling Helmond Sport |  |
| Stadion: GelreDome, Arnhem Toeschouwers: 14.758 Arbiter: Timmer Assistenten: De Koning Assistenten: Van Westen 4de official: Ordelmans | Jonathans 58' Visser 69' |           | 56' Mallahi   | Bramel, Egbring 75', Kreekels 89', Steffen, Bakker, A. Büttner , Yegoian 86' ( Tsingaras), Zarrouk 85' ( Postma), Cornelisse, Jonathans 72' ( De Regt), Gudelj 68' ( Visser) RESERVEBANK: Van Sas, Van der Heijden, Van Duivenbooden, Hoogewerf, Van der Plaat, Tahaui, Huisman, Zonneveld | Hendriks, Van Hove, Pachonik 89', Scholz , Absalem, Bisselink 79' ( Ingason), Van Himbeeck 79' ( Doudah), Golliard, Ostrc 79' ( Essakkati), Daneels 29' ( Ogenia), Mallahi RESERVEBANK: Aben, Zimuangana, Zonneveld, Meulendijks |  |
| Stadion: GelreDome, Arnhem Toeschouwers: 14.758 Arbiter: Timmer Assistenten: De Koning Assistenten: Van Westen 4de official: Ordelmans |                          |           |               | Bramel, Egbring 75', Kreekels 89', Steffen, Bakker, A. Büttner , Yegoian 86' ( Tsingaras), Zarrouk 85' ( Postma), Cornelisse, Jonathans 72' ( De Regt), Gudelj 68' ( Visser) RESERVEBANK: Van Sas, Van der Heijden, Van Duivenbooden, Hoogewerf, Van der Plaat, Tahaui, Huisman, Zonneveld | Hendriks, Van Hove, Pachonik 89', Scholz , Absalem, Bisselink 79' ( Ingason), Van Himbeeck 79' ( Doudah), Golliard, Ostrc 79' ( Essakkati), Daneels 29' ( Ogenia), Mallahi RESERVEBANK: Aben, Zimuangana, Zonneveld, Meulendijks |  |
| Stadion: GelreDome, Arnhem Toeschouwers: 14.758 Arbiter: Timmer Assistenten: De Koning Assistenten: Van Westen 4de official: Ordelmans |                          |           |               | Bramel, Egbring 75', Kreekels 89', Steffen, Bakker, A. Büttner , Yegoian 86' ( Tsingaras), Zarrouk 85' ( Postma), Cornelisse, Jonathans 72' ( De Regt), Gudelj 68' ( Visser) RESERVEBANK: Van Sas, Van der Heijden, Van Duivenbooden, Hoogewerf, Van der Plaat, Tahaui, Huisman, Zonneveld | Hendriks, Van Hove, Pachonik 89', Scholz , Absalem, Bisselink 79' ( Ingason), Van Himbeeck 79' ( Doudah), Golliard, Ostrc 79' ( Essakkati), Daneels 29' ( Ogenia), Mallahi RESERVEBANK: Aben, Zimuangana, Zonneveld, Meulendijks |  |
| Afwezig: Van Zwam (geschorst) |                          |           |               | | |  |

Speelronde 18:
| vrijdag 6 december 2024, 20:00 | MVV Maastricht        | 2–2 (0–1) | Vitesse                          | Opstelling MVV Maastricht | Opstelling Vitesse |  |
| Stadion: Stadion De Geusselt, Maastricht Toeschouwers: 5.311 Arbiter: Gerrets Assistenten: Dobre Assistenten: Krijt 4de official: Drost | Smeets 57' Esajas 81' |           | 31' Gudelj 88' (pen.) A. Büttner | Matthys, Schenk 89' ( Tehubyuluw), Coomans 14', Aktaş 68', Librici, Kleinen, Smeets 86', El Basri, Buifrahi 70' ( Esajas), Mmaee, Silva Timas RESERVEBANK: Lambrix, Roland, Braken, Slegers, Penders, Francis, Sangen, Hofland | Bramel, Bakker 88' ( Hoogewerf), Van Zwam 70' ( De Beer), Steffen 16', A. Büttner , Kreekels, Cornelisse, Yegoian, Zarrouk 33' 41' ( Tielemans), Gudelj 70' ( Visser), Jonathans 89' ( De Regt) RESERVEBANK: Van Sas, Van der Heijden, Van Duivenbooden, Macheras, Koller, Van der Plaat, Tsingaras |  |
| Stadion: Stadion De Geusselt, Maastricht Toeschouwers: 5.311 Arbiter: Gerrets Assistenten: Dobre Assistenten: Krijt 4de official: Drost |                       |           |                                  | Matthys, Schenk 89' ( Tehubyuluw), Coomans 14', Aktaş 68', Librici, Kleinen, Smeets 86', El Basri, Buifrahi 70' ( Esajas), Mmaee, Silva Timas RESERVEBANK: Lambrix, Roland, Braken, Slegers, Penders, Francis, Sangen, Hofland | Bramel, Bakker 88' ( Hoogewerf), Van Zwam 70' ( De Beer), Steffen 16', A. Büttner , Kreekels, Cornelisse, Yegoian, Zarrouk 33' 41' ( Tielemans), Gudelj 70' ( Visser), Jonathans 89' ( De Regt) RESERVEBANK: Van Sas, Van der Heijden, Van Duivenbooden, Macheras, Koller, Van der Plaat, Tsingaras |  |
| Stadion: Stadion De Geusselt, Maastricht Toeschouwers: 5.311 Arbiter: Gerrets Assistenten: Dobre Assistenten: Krijt 4de official: Drost |                       |           |                                  | Matthys, Schenk 89' ( Tehubyuluw), Coomans 14', Aktaş 68', Librici, Kleinen, Smeets 86', El Basri, Buifrahi 70' ( Esajas), Mmaee, Silva Timas RESERVEBANK: Lambrix, Roland, Braken, Slegers, Penders, Francis, Sangen, Hofland | Bramel, Bakker 88' ( Hoogewerf), Van Zwam 70' ( De Beer), Steffen 16', A. Büttner , Kreekels, Cornelisse, Yegoian, Zarrouk 33' 41' ( Tielemans), Gudelj 70' ( Visser), Jonathans 89' ( De Regt) RESERVEBANK: Van Sas, Van der Heijden, Van Duivenbooden, Macheras, Koller, Van der Plaat, Tsingaras |  |
| Bijz.: Debuut De Beer Afwezig: Egbring (geschorst)                                                                                      |                       |           |                                  | | |  |

Speelronde 19:
| vrijdag 13 december 2024, 20:00 | Vitesse                   | 2–1 (0–0) | Jong FC Utrecht      | Opstelling Vitesse | Opstelling Jong FC Utrecht |  |
| Stadion: GelreDome, Arnhem Toeschouwers: 15.065 Arbiter: Teuben Assistenten: Van Marrewijk Assistenten: Ter Hoeve 4de official: Henshuijs | Jonathans 56' Yegoian 60' |           | 90+3' Charalampoglou | Bramel, De Regt, Van Zwam 46' ( Tielemans), Steffen, Bakker 46' ( Kreekels), A. Büttner , Zarrouk 59' ( Tsingaras), Cornelisse, Yegoian, Jonathans 88' ( Macheras), Gudelj 78' ( Hoogewerf) RESERVEBANK: Van Sas, Van der Heijden, Koller, Van der Plaat, Huisman | De Graaff, Van Hees , Dundas, Kloosterboer, Agougil 71' ( Van Riel), Andersen, El Arguioui 81' ( Charalampoglou), Jenner 76', Akkerman 71' ( Dris), Den Boggende 46' ( Van der Wegen), Edhart 71' ( Rohd Schlichting) RESERVEBANK: Dithmer, Eppink, Ghaddari, Held, Boumenjal, Driezen |  |
| Stadion: GelreDome, Arnhem Toeschouwers: 15.065 Arbiter: Teuben Assistenten: Van Marrewijk Assistenten: Ter Hoeve 4de official: Henshuijs |                           |           |                      | Bramel, De Regt, Van Zwam 46' ( Tielemans), Steffen, Bakker 46' ( Kreekels), A. Büttner , Zarrouk 59' ( Tsingaras), Cornelisse, Yegoian, Jonathans 88' ( Macheras), Gudelj 78' ( Hoogewerf) RESERVEBANK: Van Sas, Van der Heijden, Koller, Van der Plaat, Huisman | De Graaff, Van Hees , Dundas, Kloosterboer, Agougil 71' ( Van Riel), Andersen, El Arguioui 81' ( Charalampoglou), Jenner 76', Akkerman 71' ( Dris), Den Boggende 46' ( Van der Wegen), Edhart 71' ( Rohd Schlichting) RESERVEBANK: Dithmer, Eppink, Ghaddari, Held, Boumenjal, Driezen |  |
| Stadion: GelreDome, Arnhem Toeschouwers: 15.065 Arbiter: Teuben Assistenten: Van Marrewijk Assistenten: Ter Hoeve 4de official: Henshuijs |                           |           |                      | Bramel, De Regt, Van Zwam 46' ( Tielemans), Steffen, Bakker 46' ( Kreekels), A. Büttner , Zarrouk 59' ( Tsingaras), Cornelisse, Yegoian, Jonathans 88' ( Macheras), Gudelj 78' ( Hoogewerf) RESERVEBANK: Van Sas, Van der Heijden, Koller, Van der Plaat, Huisman | De Graaff, Van Hees , Dundas, Kloosterboer, Agougil 71' ( Van Riel), Andersen, El Arguioui 81' ( Charalampoglou), Jenner 76', Akkerman 71' ( Dris), Den Boggende 46' ( Van der Wegen), Edhart 71' ( Rohd Schlichting) RESERVEBANK: Dithmer, Eppink, Ghaddari, Held, Boumenjal, Driezen |  |
| Afwezig: Egbring (geschorst) |                           |           |                      | | |  |

Speelronde 20:
| vrijdag 20 december 2024, 20:00 | Jong PSV                                               | 6–4 (3–1) | Vitesse                                                   | Opstelling Jong PSV | Opstelling Vitesse |  |
| Stadion: PSV Campus De Herdgang, Eindhoven Toeschouwers: 1.250 Arbiter: Vereijken Assistenten: Rasch Assistenten: Van Berk 4de official: Molenaar | Simons 7' Van den Heuvel 38' Bars 44' Abed 66' 78' 81' |           | 21' (e.d.) Bawuah 46' Jonathans 68' (pen.) 83' A. Büttner | Schiks, Dağaşan 67', Van de Blaak, Kuhn, Van den Heuvel 80' ( Geerts), Abed, Land, Bawuah 80' ( Monamay), Simons 63' ( Younis), Uneken , Bars RESERVEBANK: Steur, Smolenaars, Van de Riet, Houben, Verkooijen, Thomas | Bramel, Egbring 46' ( De Regt), Kreekels, Steffen 46' ( Van Zwam), Cornelisse, A. Büttner , Tsingaras 68' ( Koller), Yegoian, Tielemans, Jonathans, Gudelj 46' ( Visser) RESERVEBANK: Van Sas, Van der Heijden, Bakker, Postma, Hoogewerf, Macheras, Van der Plaat, Zarrouk |  |
| Stadion: PSV Campus De Herdgang, Eindhoven Toeschouwers: 1.250 Arbiter: Vereijken Assistenten: Rasch Assistenten: Van Berk 4de official: Molenaar |                                                        |           |                                                           | Schiks, Dağaşan 67', Van de Blaak, Kuhn, Van den Heuvel 80' ( Geerts), Abed, Land, Bawuah 80' ( Monamay), Simons 63' ( Younis), Uneken , Bars RESERVEBANK: Steur, Smolenaars, Van de Riet, Houben, Verkooijen, Thomas | Bramel, Egbring 46' ( De Regt), Kreekels, Steffen 46' ( Van Zwam), Cornelisse, A. Büttner , Tsingaras 68' ( Koller), Yegoian, Tielemans, Jonathans, Gudelj 46' ( Visser) RESERVEBANK: Van Sas, Van der Heijden, Bakker, Postma, Hoogewerf, Macheras, Van der Plaat, Zarrouk |  |
| Stadion: PSV Campus De Herdgang, Eindhoven Toeschouwers: 1.250 Arbiter: Vereijken Assistenten: Rasch Assistenten: Van Berk 4de official: Molenaar |                                                        |           |                                                           | Schiks, Dağaşan 67', Van de Blaak, Kuhn, Van den Heuvel 80' ( Geerts), Abed, Land, Bawuah 80' ( Monamay), Simons 63' ( Younis), Uneken , Bars RESERVEBANK: Steur, Smolenaars, Van de Riet, Houben, Verkooijen, Thomas | Bramel, Egbring 46' ( De Regt), Kreekels, Steffen 46' ( Van Zwam), Cornelisse, A. Büttner , Tsingaras 68' ( Koller), Yegoian, Tielemans, Jonathans, Gudelj 46' ( Visser) RESERVEBANK: Van Sas, Van der Heijden, Bakker, Postma, Hoogewerf, Macheras, Van der Plaat, Zarrouk |  |
| |                                                        |           |                                                           | | |  |

Speelronde 21:
| zondag 12 januari 2025, 16:45                                                                                                 | Vitesse               | 1–4 (0–2) | VVV-Venlo                                               | Opstelling Vitesse | Opstelling VVV-Venlo |  |
| Stadion: GelreDome, Arnhem Toeschouwers: 15.480 Arbiter: Gerrets Assistenten: Ozinga Assistenten: Beijer 4de official: Visser | A. Büttner 87' (pen.) |           | 10' (pen.) De Waal 13' Matoug 57' Mokono 75' Blancquart | Bramel, Musampa 86' ( Kreekels), Van Zwam, Egbring, A. Büttner , De Regt, Cornelisse, Yegoian, Tsingaras 25' 46' ( Koller), Hoogewerf 46' ( Van Duivenbooden), Macheras RESERVEBANK: Van Sas, Van der Heijden, Bakker, Postma, Tielemans, Van der Plaat, Zarrouk, Huisman, Gudelj | Van Crooij, Gyamfi 72', Blancquart, El Anbri 71' ( Ketting), Mokono, Sierra , Matoug 79' ( Van Zutphen), Braem, Wehmeyer 65' ( Verheijen), De Waal 71' ( Doumtsios), Berden 71' ( Darri) RESERVEBANK: De Boer, Taylan, Doesburg, Joosten, Dailoski, Kessels |  |
| Stadion: GelreDome, Arnhem Toeschouwers: 15.480 Arbiter: Gerrets Assistenten: Ozinga Assistenten: Beijer 4de official: Visser |                       |           |                                                         | Bramel, Musampa 86' ( Kreekels), Van Zwam, Egbring, A. Büttner , De Regt, Cornelisse, Yegoian, Tsingaras 25' 46' ( Koller), Hoogewerf 46' ( Van Duivenbooden), Macheras RESERVEBANK: Van Sas, Van der Heijden, Bakker, Postma, Tielemans, Van der Plaat, Zarrouk, Huisman, Gudelj | Van Crooij, Gyamfi 72', Blancquart, El Anbri 71' ( Ketting), Mokono, Sierra , Matoug 79' ( Van Zutphen), Braem, Wehmeyer 65' ( Verheijen), De Waal 71' ( Doumtsios), Berden 71' ( Darri) RESERVEBANK: De Boer, Taylan, Doesburg, Joosten, Dailoski, Kessels |  |
| Stadion: GelreDome, Arnhem Toeschouwers: 15.480 Arbiter: Gerrets Assistenten: Ozinga Assistenten: Beijer 4de official: Visser |                       |           |                                                         | Bramel, Musampa 86' ( Kreekels), Van Zwam, Egbring, A. Büttner , De Regt, Cornelisse, Yegoian, Tsingaras 25' 46' ( Koller), Hoogewerf 46' ( Van Duivenbooden), Macheras RESERVEBANK: Van Sas, Van der Heijden, Bakker, Postma, Tielemans, Van der Plaat, Zarrouk, Huisman, Gudelj | Van Crooij, Gyamfi 72', Blancquart, El Anbri 71' ( Ketting), Mokono, Sierra , Matoug 79' ( Van Zutphen), Braem, Wehmeyer 65' ( Verheijen), De Waal 71' ( Doumtsios), Berden 71' ( Darri) RESERVEBANK: De Boer, Taylan, Doesburg, Joosten, Dailoski, Kessels |  |
| Bijz.: Debuut Musampa Afwezig: Steffen (geblesseerd)                                                                          |                       |           |                                                         | | |  |

Speelronde 22:
| vrijdag 17 januari 2025, 20:00                                                                                                   | FC Volendam                                   | 4–0 (3–0) | Vitesse | Opstelling FC Volendam | Opstelling Vitesse |  |
| Stadion: Kras Stadion, Volendam Toeschouwers: 6.455 Arbiter: Lindhout Assistenten: Honig Assistenten: Balder 4de official: Wever | Mühren 5' 45' (pen.) Mbuyamba 43' Veerman 58' |           |         | Van Oevelen, Leliendal 72' ( Mau-Asam), Amevor, Mbuyamba, Payne, Bukala 86' ( Bouziane), Mühren 71' ( Oehlers), Plat 27' ( Jacobs), Kuwas 85' ( De Haan), Veerman , Ould-Chikh RESERVEBANK: Ngom, Lauwers, Steur, Curiel, Blondeau, Hoeve, Zijlstra | Bramel, Kreekels, Musampa, Van Zwam 46' ( Postma), Egbring, Cornelisse, Koller 30', Yegoian 76' ( Tielemans), A. Büttner , Van Duivenbooden 64' ( Huisman), De Regt 64' ( Macheras) RESERVEBANK: Van Sas, Van der Heijden, Bakker, Hoogewerf, Van der Plaat, Zarrouk, Tsingaras, Gudelj |  |
| Stadion: Kras Stadion, Volendam Toeschouwers: 6.455 Arbiter: Lindhout Assistenten: Honig Assistenten: Balder 4de official: Wever |                                               |           |         | Van Oevelen, Leliendal 72' ( Mau-Asam), Amevor, Mbuyamba, Payne, Bukala 86' ( Bouziane), Mühren 71' ( Oehlers), Plat 27' ( Jacobs), Kuwas 85' ( De Haan), Veerman , Ould-Chikh RESERVEBANK: Ngom, Lauwers, Steur, Curiel, Blondeau, Hoeve, Zijlstra | Bramel, Kreekels, Musampa, Van Zwam 46' ( Postma), Egbring, Cornelisse, Koller 30', Yegoian 76' ( Tielemans), A. Büttner , Van Duivenbooden 64' ( Huisman), De Regt 64' ( Macheras) RESERVEBANK: Van Sas, Van der Heijden, Bakker, Hoogewerf, Van der Plaat, Zarrouk, Tsingaras, Gudelj |  |
| Stadion: Kras Stadion, Volendam Toeschouwers: 6.455 Arbiter: Lindhout Assistenten: Honig Assistenten: Balder 4de official: Wever |                                               |           |         | Van Oevelen, Leliendal 72' ( Mau-Asam), Amevor, Mbuyamba, Payne, Bukala 86' ( Bouziane), Mühren 71' ( Oehlers), Plat 27' ( Jacobs), Kuwas 85' ( De Haan), Veerman , Ould-Chikh RESERVEBANK: Ngom, Lauwers, Steur, Curiel, Blondeau, Hoeve, Zijlstra | Bramel, Kreekels, Musampa, Van Zwam 46' ( Postma), Egbring, Cornelisse, Koller 30', Yegoian 76' ( Tielemans), A. Büttner , Van Duivenbooden 64' ( Huisman), De Regt 64' ( Macheras) RESERVEBANK: Van Sas, Van der Heijden, Bakker, Hoogewerf, Van der Plaat, Zarrouk, Tsingaras, Gudelj |  |
| Afwezig: Visser (geblesseerd) |                                               |           |         | | |  |

Speelronde 23:
| vrijdag 24 januari 2025, 20:00 | Vitesse | 0–3 (0–1) | FC Dordrecht                               | Opstelling Vitesse | Opstelling FC Dordrecht |  |
| Stadion: GelreDome, Arnhem Toeschouwers: 14.890 Arbiter: Nagtegaal Assistenten: Ketting Assistenten: Weterings 4de official: Wolff |         |           | 30' Zandbergen 52' Slory 90+5' Olde Keizer | Bramel, A. Büttner , Steffen, Zarrouk 78' ( Gudelj), Van Zwam, Egbring 69' ( Kreekels), Macheras 60' ( Zonneveld 77'), Yegoian, Koller 74' 78' ( Cornelisse), De Regt, Huisman RESERVEBANK: Van Sas, Van der Heijden, Bakker, Postma, Van Duivenbooden, Musampa, Van der Plaat, Tsingaras | Biai, Codutti 55', M'Bemba 55', Drakpe, Seydoux , Van der Sluijs 69' ( Tabiri), Parlanti 85' ( Igor), Van Vianen, Afaker 69' ( Pynadath), Zandbergen 90+2' ( Monkou), Slory 6' 84' ( Olde Keizer) RESERVEBANK: Baltussen, Razumejevs, Akmum, Vugts, Amuzu, Van Gogh, Huitzing, Smolarczyk |  |
| Stadion: GelreDome, Arnhem Toeschouwers: 14.890 Arbiter: Nagtegaal Assistenten: Ketting Assistenten: Weterings 4de official: Wolff |         |           |                                            | Bramel, A. Büttner , Steffen, Zarrouk 78' ( Gudelj), Van Zwam, Egbring 69' ( Kreekels), Macheras 60' ( Zonneveld 77'), Yegoian, Koller 74' 78' ( Cornelisse), De Regt, Huisman RESERVEBANK: Van Sas, Van der Heijden, Bakker, Postma, Van Duivenbooden, Musampa, Van der Plaat, Tsingaras | Biai, Codutti 55', M'Bemba 55', Drakpe, Seydoux , Van der Sluijs 69' ( Tabiri), Parlanti 85' ( Igor), Van Vianen, Afaker 69' ( Pynadath), Zandbergen 90+2' ( Monkou), Slory 6' 84' ( Olde Keizer) RESERVEBANK: Baltussen, Razumejevs, Akmum, Vugts, Amuzu, Van Gogh, Huitzing, Smolarczyk |  |
| Stadion: GelreDome, Arnhem Toeschouwers: 14.890 Arbiter: Nagtegaal Assistenten: Ketting Assistenten: Weterings 4de official: Wolff |         |           |                                            | Bramel, A. Büttner , Steffen, Zarrouk 78' ( Gudelj), Van Zwam, Egbring 69' ( Kreekels), Macheras 60' ( Zonneveld 77'), Yegoian, Koller 74' 78' ( Cornelisse), De Regt, Huisman RESERVEBANK: Van Sas, Van der Heijden, Bakker, Postma, Van Duivenbooden, Musampa, Van der Plaat, Tsingaras | Biai, Codutti 55', M'Bemba 55', Drakpe, Seydoux , Van der Sluijs 69' ( Tabiri), Parlanti 85' ( Igor), Van Vianen, Afaker 69' ( Pynadath), Zandbergen 90+2' ( Monkou), Slory 6' 84' ( Olde Keizer) RESERVEBANK: Baltussen, Razumejevs, Akmum, Vugts, Amuzu, Van Gogh, Huitzing, Smolarczyk |  |
| Afwezig: Hoogewerf, Tielemans, Visser (geblesseerd)                                                                                |         |           |                                            | | |  |

Speelronde 24:
| zaterdag 1 februari 2025, 16:30 | Excelsior Rotterdam | 1–3 (0–2) | Vitesse                             | Opstelling Excelsior Rotterdam | Opstelling Vitesse |  |
| Stadion: Van Donge & De Roo Stadion, Rotterdam Toeschouwers: 3.766 Arbiter: Ruperti Assistenten: Ribbink Assistenten: Van Marrewijk 4de official: Drost | Duijvestijn 90+3'   |           | 13' Huisman 16' De Regt 72' Yegoian | Raatsie, Bronkhorst, Widell, Warmerdam 46' ( Pierie), Zagré 73' ( Van Duinen), Sanches Fernandes, Naujoks 46' ( Rosario), Hatenboer 79' ( Eijgenraam), Fini 65' ( Donkor), Omorowa 65' ( Bergraaf), Duijvestijn RESERVEBANK: Holla, Booth, Mattheij, Martens | Van Sas, Egbring, Van Zwam ( 46'+), Steffen, Koller 73' ( Van Duivenbooden), De Regt 90' ( Zonneveld), Zarrouk 61' ( Tsingaras), Macheras 58' 85' ( Hoogewerf), Cornelisse 46' ( Kreekels), Yegoian, Huisman 85' ( Visser) RESERVEBANK: Bramel, Van der Heijden, Bakker, Postma, Musampa, Van der Plaat |  |
| Stadion: Van Donge & De Roo Stadion, Rotterdam Toeschouwers: 3.766 Arbiter: Ruperti Assistenten: Ribbink Assistenten: Van Marrewijk 4de official: Drost |                     |           |                                     | Raatsie, Bronkhorst, Widell, Warmerdam 46' ( Pierie), Zagré 73' ( Van Duinen), Sanches Fernandes, Naujoks 46' ( Rosario), Hatenboer 79' ( Eijgenraam), Fini 65' ( Donkor), Omorowa 65' ( Bergraaf), Duijvestijn RESERVEBANK: Holla, Booth, Mattheij, Martens | Van Sas, Egbring, Van Zwam ( 46'+), Steffen, Koller 73' ( Van Duivenbooden), De Regt 90' ( Zonneveld), Zarrouk 61' ( Tsingaras), Macheras 58' 85' ( Hoogewerf), Cornelisse 46' ( Kreekels), Yegoian, Huisman 85' ( Visser) RESERVEBANK: Bramel, Van der Heijden, Bakker, Postma, Musampa, Van der Plaat |  |
| Stadion: Van Donge & De Roo Stadion, Rotterdam Toeschouwers: 3.766 Arbiter: Ruperti Assistenten: Ribbink Assistenten: Van Marrewijk 4de official: Drost |                     |           |                                     | Raatsie, Bronkhorst, Widell, Warmerdam 46' ( Pierie), Zagré 73' ( Van Duinen), Sanches Fernandes, Naujoks 46' ( Rosario), Hatenboer 79' ( Eijgenraam), Fini 65' ( Donkor), Omorowa 65' ( Bergraaf), Duijvestijn RESERVEBANK: Holla, Booth, Mattheij, Martens | Van Sas, Egbring, Van Zwam ( 46'+), Steffen, Koller 73' ( Van Duivenbooden), De Regt 90' ( Zonneveld), Zarrouk 61' ( Tsingaras), Macheras 58' 85' ( Hoogewerf), Cornelisse 46' ( Kreekels), Yegoian, Huisman 85' ( Visser) RESERVEBANK: Bramel, Van der Heijden, Bakker, Postma, Musampa, Van der Plaat |  |
| Afwezig: A. Büttner, Tielemans (geblesseerd?); Gudelj (kunstgras)                                                                                       |                     |           |                                     | | |  |

Speelronde 25:
| maandag 10 februari 2025, 20:00 | Vitesse         | 2–0 (1–0) | FC Emmen | Opstelling Vitesse | Opstelling FC Emmen |  |
| Stadion: GelreDome, Arnhem Toeschouwers: 14.293 Arbiter: Oostrom Assistenten: Vandeursen Assistenten: Ter Hoeve 4de official: Boel | Huisman 36' 59' |           |          | Van Sas, Egbring, Van Zwam ( 84'+), Steffen, A. Büttner 84' ( Kreekels), De Regt 85' 88' ( Hoogewerf), Zarrouk 60' ( Tsingaras), Koller 83' ( Van Duivenbooden), Yegoian, Macheras, Huisman 88' ( Visser) RESERVEBANK: Bramel, Van der Heijden, Bakker, Postma, Musampa, Van der Plaat, Gudelj | Unbehaun, Te Wierik , Mulder, Vos, Nunumete 79' ( Schouten), Martin, Kade 63' ( Sadiku), Rhein 52', Hawkins, Evina 62' ( Quispel), Nsona 63' ( Eduardo) RESERVEBANK: Hoekstra, Jalving, Geypens, Bakir, Van Manen, Hekkert, Hammouti, Bolk |  |
| Stadion: GelreDome, Arnhem Toeschouwers: 14.293 Arbiter: Oostrom Assistenten: Vandeursen Assistenten: Ter Hoeve 4de official: Boel |                 |           |          | Van Sas, Egbring, Van Zwam ( 84'+), Steffen, A. Büttner 84' ( Kreekels), De Regt 85' 88' ( Hoogewerf), Zarrouk 60' ( Tsingaras), Koller 83' ( Van Duivenbooden), Yegoian, Macheras, Huisman 88' ( Visser) RESERVEBANK: Bramel, Van der Heijden, Bakker, Postma, Musampa, Van der Plaat, Gudelj | Unbehaun, Te Wierik , Mulder, Vos, Nunumete 79' ( Schouten), Martin, Kade 63' ( Sadiku), Rhein 52', Hawkins, Evina 62' ( Quispel), Nsona 63' ( Eduardo) RESERVEBANK: Hoekstra, Jalving, Geypens, Bakir, Van Manen, Hekkert, Hammouti, Bolk |  |
| Stadion: GelreDome, Arnhem Toeschouwers: 14.293 Arbiter: Oostrom Assistenten: Vandeursen Assistenten: Ter Hoeve 4de official: Boel |                 |           |          | Van Sas, Egbring, Van Zwam ( 84'+), Steffen, A. Büttner 84' ( Kreekels), De Regt 85' 88' ( Hoogewerf), Zarrouk 60' ( Tsingaras), Koller 83' ( Van Duivenbooden), Yegoian, Macheras, Huisman 88' ( Visser) RESERVEBANK: Bramel, Van der Heijden, Bakker, Postma, Musampa, Van der Plaat, Gudelj | Unbehaun, Te Wierik , Mulder, Vos, Nunumete 79' ( Schouten), Martin, Kade 63' ( Sadiku), Rhein 52', Hawkins, Evina 62' ( Quispel), Nsona 63' ( Eduardo) RESERVEBANK: Hoekstra, Jalving, Geypens, Bakir, Van Manen, Hekkert, Hammouti, Bolk |  |
| |                 |           |          | | |  |

Speelronde 26:
| zondag 16 februari 2025, 12:15                                                                                                 | Vitesse                     | 2–0 (1–0) | De Graafschap | Opstelling Vitesse | Opstelling De Graafschap |  |
| Stadion: GelreDome, Arnhem Toeschouwers: 17.422 Arbiter: Bos Assistenten: Bluemink Assistenten: Diks 4de official: Broekhuizen | Macheras 45+1' Koller 90+3' |           |               | Van Sas, Egbring, Van Zwam, Steffen 8', A. Büttner , Koller, Zarrouk 67' ( Cornelisse), Yegoian, Hoogewerf 58' ( Tsingaras), Huisman 77' ( Visser), Macheras 77' ( Kreekels) RESERVEBANK: Bramel, Van der Heijden, Bakker, Postma, Van Duivenbooden, Gudelj | Smits, Fortes , Willemsen, Hillen, Symons 69' ( Schoppema), Van der Heide 57' ( Van Gilst 88'), Brittijn, Niemeijer 52' 76' ( Cooper-Love), Najah 4' 58' ( Warmerdam), El Kadiri 55' ( Seuntjens), Van de Haar RESERVEBANK: Wieggers, Kremers, Saarinen, Besselink, Kaak, Hassan, Kaninda |  |
| Stadion: GelreDome, Arnhem Toeschouwers: 17.422 Arbiter: Bos Assistenten: Bluemink Assistenten: Diks 4de official: Broekhuizen |                             |           |               | Van Sas, Egbring, Van Zwam, Steffen 8', A. Büttner , Koller, Zarrouk 67' ( Cornelisse), Yegoian, Hoogewerf 58' ( Tsingaras), Huisman 77' ( Visser), Macheras 77' ( Kreekels) RESERVEBANK: Bramel, Van der Heijden, Bakker, Postma, Van Duivenbooden, Gudelj | Smits, Fortes , Willemsen, Hillen, Symons 69' ( Schoppema), Van der Heide 57' ( Van Gilst 88'), Brittijn, Niemeijer 52' 76' ( Cooper-Love), Najah 4' 58' ( Warmerdam), El Kadiri 55' ( Seuntjens), Van de Haar RESERVEBANK: Wieggers, Kremers, Saarinen, Besselink, Kaak, Hassan, Kaninda |  |
| Stadion: GelreDome, Arnhem Toeschouwers: 17.422 Arbiter: Bos Assistenten: Bluemink Assistenten: Diks 4de official: Broekhuizen |                             |           |               | Van Sas, Egbring, Van Zwam, Steffen 8', A. Büttner , Koller, Zarrouk 67' ( Cornelisse), Yegoian, Hoogewerf 58' ( Tsingaras), Huisman 77' ( Visser), Macheras 77' ( Kreekels) RESERVEBANK: Bramel, Van der Heijden, Bakker, Postma, Van Duivenbooden, Gudelj | Smits, Fortes , Willemsen, Hillen, Symons 69' ( Schoppema), Van der Heide 57' ( Van Gilst 88'), Brittijn, Niemeijer 52' 76' ( Cooper-Love), Najah 4' 58' ( Warmerdam), El Kadiri 55' ( Seuntjens), Van de Haar RESERVEBANK: Wieggers, Kremers, Saarinen, Besselink, Kaak, Hassan, Kaninda |  |
| Bijz.: Wedstrijd tijdelijk stilgelegd in 5e minuut na afsteken vuurwerk door Vitesse-supporters Afwezig: De Regt (geschorst)   |                             |           |               | | |  |

Speelronde 27:
| vrijdag 21 februari 2025, 20:00 | Helmond Sport                           | 3–0 (2–0) | Vitesse | Opstelling Helmond Sport | Opstelling Vitesse |  |
| Stadion: GS Staalwerken Stadion, Helmond Toeschouwers: 4.200 Arbiter: Hensgens Assistenten: Van de Ven Assistenten: Van der Ley 4de official: Ordelmans | Doudah 8' Van den Hurk 33' Golliard 62' |           |         | Van der Steen, Absalem 90', Scholz 53', Halhal, Dekkers, Doudah 72' ( Van Himbeeck), Dizdarević 86' ( Ostrc), Golliard 63' ( Ogenia), Essakkati 36' 63' ( Ingason), Van den Hurk 86' ( Bisselink), Daneels 90' RESERVEBANK: Hendriks, Aben, Van Hove, Zimuangana, Zonneveld | Van Sas, Egbring, Van Zwam, Postma 54' ( Gudelj), Kreekels 44', Tsingaras 73' ( Hoogewerf), Yegoian, Koller 54' ( Cornelisse), Macheras 63' 73' ( Van Duivenbooden), Huisman 73' ( Visser 90'), De Regt 90' RESERVEBANK: Bramel, Van der Heijden, Bakker, Van der Plaat |  |
| Stadion: GS Staalwerken Stadion, Helmond Toeschouwers: 4.200 Arbiter: Hensgens Assistenten: Van de Ven Assistenten: Van der Ley 4de official: Ordelmans |                                         |           |         | Van der Steen, Absalem 90', Scholz 53', Halhal, Dekkers, Doudah 72' ( Van Himbeeck), Dizdarević 86' ( Ostrc), Golliard 63' ( Ogenia), Essakkati 36' 63' ( Ingason), Van den Hurk 86' ( Bisselink), Daneels 90' RESERVEBANK: Hendriks, Aben, Van Hove, Zimuangana, Zonneveld | Van Sas, Egbring, Van Zwam, Postma 54' ( Gudelj), Kreekels 44', Tsingaras 73' ( Hoogewerf), Yegoian, Koller 54' ( Cornelisse), Macheras 63' 73' ( Van Duivenbooden), Huisman 73' ( Visser 90'), De Regt 90' RESERVEBANK: Bramel, Van der Heijden, Bakker, Van der Plaat |  |
| Stadion: GS Staalwerken Stadion, Helmond Toeschouwers: 4.200 Arbiter: Hensgens Assistenten: Van de Ven Assistenten: Van der Ley 4de official: Ordelmans |                                         |           |         | Van der Steen, Absalem 90', Scholz 53', Halhal, Dekkers, Doudah 72' ( Van Himbeeck), Dizdarević 86' ( Ostrc), Golliard 63' ( Ogenia), Essakkati 36' 63' ( Ingason), Van den Hurk 86' ( Bisselink), Daneels 90' RESERVEBANK: Hendriks, Aben, Van Hove, Zimuangana, Zonneveld | Van Sas, Egbring, Van Zwam, Postma 54' ( Gudelj), Kreekels 44', Tsingaras 73' ( Hoogewerf), Yegoian, Koller 54' ( Cornelisse), Macheras 63' 73' ( Van Duivenbooden), Huisman 73' ( Visser 90'), De Regt 90' RESERVEBANK: Bramel, Van der Heijden, Bakker, Van der Plaat |  |
| Bijz.: Afscheidswedstrijd van "de Braak", stadion van Helmond Sport Afwezig: Steffen (geschorst); A. Büttner, Musampa, Zarrouk (geblesseerd)            |                                         |           |         | | |  |

Speelronde 28:
| zaterdag 1 maart 2025, 16:30 | Vitesse                          | 1–0 (1–0) | MVV Maastricht | Opstelling Vitesse | Opstelling MVV Maastricht |  |
| Stadion: GelreDome, Arnhem Toeschouwers: 16.778 Arbiter: Van der Eijk Assistenten: Bluemink Assistenten: De Groot 4de official: Verhoeve | A. Büttner 2' (pen.) Yegoian 13' |           |                | Van Sas 34' ( Bramel), Kreekels, Van Zwam, Bakker 28' 46' ( Postma), A. Büttner , Zarrouk 16' ( Tsingaras), Yegoian, Cornelisse, De Regt 90+1', Huisman 72' ( Visser), Macheras 72' ( Zonneveld 60') RESERVEBANK: Siecker, Hoogewerf, Van der Plaat, Marschalk, Ouallil, Gudelj | Matthys, Zeegers, Francis 85' ( Buifrahi), Coomans, Schenk, Mmaee 11' ( Esajas), El Basri 11' ( Penders 85' ( Kassimi)), Smeets 50' ( Slegers), Klaasen, Silva Timas, Braken 87' RESERVEBANK: Lambrix, Roland, Librici, Sangen, Tehubyuluw, Hofland, Foubert |  |
| Stadion: GelreDome, Arnhem Toeschouwers: 16.778 Arbiter: Van der Eijk Assistenten: Bluemink Assistenten: De Groot 4de official: Verhoeve |                                  |           |                | Van Sas 34' ( Bramel), Kreekels, Van Zwam, Bakker 28' 46' ( Postma), A. Büttner , Zarrouk 16' ( Tsingaras), Yegoian, Cornelisse, De Regt 90+1', Huisman 72' ( Visser), Macheras 72' ( Zonneveld 60') RESERVEBANK: Siecker, Hoogewerf, Van der Plaat, Marschalk, Ouallil, Gudelj | Matthys, Zeegers, Francis 85' ( Buifrahi), Coomans, Schenk, Mmaee 11' ( Esajas), El Basri 11' ( Penders 85' ( Kassimi)), Smeets 50' ( Slegers), Klaasen, Silva Timas, Braken 87' RESERVEBANK: Lambrix, Roland, Librici, Sangen, Tehubyuluw, Hofland, Foubert |  |
| Stadion: GelreDome, Arnhem Toeschouwers: 16.778 Arbiter: Van der Eijk Assistenten: Bluemink Assistenten: De Groot 4de official: Verhoeve |                                  |           |                | Van Sas 34' ( Bramel), Kreekels, Van Zwam, Bakker 28' 46' ( Postma), A. Büttner , Zarrouk 16' ( Tsingaras), Yegoian, Cornelisse, De Regt 90+1', Huisman 72' ( Visser), Macheras 72' ( Zonneveld 60') RESERVEBANK: Siecker, Hoogewerf, Van der Plaat, Marschalk, Ouallil, Gudelj | Matthys, Zeegers, Francis 85' ( Buifrahi), Coomans, Schenk, Mmaee 11' ( Esajas), El Basri 11' ( Penders 85' ( Kassimi)), Smeets 50' ( Slegers), Klaasen, Silva Timas, Braken 87' RESERVEBANK: Lambrix, Roland, Librici, Sangen, Tehubyuluw, Hofland, Foubert |  |
| Bijz.: "Nummer 4-wedstrijd" ter nagedachtenis Theo Bos Afwezig: Egbring, Koller, Musampa, Steffen (geblesseerd); Van Duivenbooden (ziek) |                                  |           |                | | |  |

Speelronde 29:
| vrijdag 7 maart 2025, 20:00 | FC Eindhoven                   | 3–3 (1–2) | Vitesse                              | Opstelling FC Eindhoven | Opstelling Vitesse |  |
| Stadion: Jan Louwers Stadion, Eindhoven Toeschouwers: 2.649 Arbiter: Pérez Assistenten: Ketting Assistenten: Frijn 4de official: Ter Velde | Van Schuppen 37' 69' Janga 74' |           | 9' Yegoian 32' 80' (pen.) A. Büttner | Borgmans, Seedorf , Limouri, Van Aarle, T. Simons 71' ( Verheij), Konings 62' ( S. Simons), Dorenbosch 82' ( Peijnenburg), Van Schuppen, Huisman 82' ( Sleegers), El Bouchataoui, Janga RESERVEBANK: Van Zutphen, Manders, Swerts, Van Eijndhoven, Muller, Driessen Méndez, Kwaaitaal | Bramel, Egbring, Van Zwam, Postma, A. Büttner 82' ( Steffen), Van Duivenbooden 61' ( Koller 90+2'), Cornelisse ( 82'+), Yegoian, De Regt, Huisman 62' ( Visser), Hoogewerf 81' ( Macheras) RESERVEBANK: Van der Heijden, Siecker, Kreekels, Bakker, Van der Plaat, Tsingaras |  |
| Stadion: Jan Louwers Stadion, Eindhoven Toeschouwers: 2.649 Arbiter: Pérez Assistenten: Ketting Assistenten: Frijn 4de official: Ter Velde |                                |           |                                      | Borgmans, Seedorf , Limouri, Van Aarle, T. Simons 71' ( Verheij), Konings 62' ( S. Simons), Dorenbosch 82' ( Peijnenburg), Van Schuppen, Huisman 82' ( Sleegers), El Bouchataoui, Janga RESERVEBANK: Van Zutphen, Manders, Swerts, Van Eijndhoven, Muller, Driessen Méndez, Kwaaitaal | Bramel, Egbring, Van Zwam, Postma, A. Büttner 82' ( Steffen), Van Duivenbooden 61' ( Koller 90+2'), Cornelisse ( 82'+), Yegoian, De Regt, Huisman 62' ( Visser), Hoogewerf 81' ( Macheras) RESERVEBANK: Van der Heijden, Siecker, Kreekels, Bakker, Van der Plaat, Tsingaras |  |
| Stadion: Jan Louwers Stadion, Eindhoven Toeschouwers: 2.649 Arbiter: Pérez Assistenten: Ketting Assistenten: Frijn 4de official: Ter Velde |                                |           |                                      | Borgmans, Seedorf , Limouri, Van Aarle, T. Simons 71' ( Verheij), Konings 62' ( S. Simons), Dorenbosch 82' ( Peijnenburg), Van Schuppen, Huisman 82' ( Sleegers), El Bouchataoui, Janga RESERVEBANK: Van Zutphen, Manders, Swerts, Van Eijndhoven, Muller, Driessen Méndez, Kwaaitaal | Bramel, Egbring, Van Zwam, Postma, A. Büttner 82' ( Steffen), Van Duivenbooden 61' ( Koller 90+2'), Cornelisse ( 82'+), Yegoian, De Regt, Huisman 62' ( Visser), Hoogewerf 81' ( Macheras) RESERVEBANK: Van der Heijden, Siecker, Kreekels, Bakker, Van der Plaat, Tsingaras |  |
| Afwezig: Musampa, Van Sas, Zarrouk (geblesseerd); Gudelj (ziek)                                                                            |                                |           |                                      | | |  |

Speelronde 31:
| maandag 10 maart 2025, 20:00 | Jong FC Utrecht | 0–2 (0–2) | Vitesse                          | Opstelling Jong FC Utrecht | Opstelling Vitesse |  |
| Stadion: Stadion Galgenwaard, Utrecht Toeschouwers: 711 Arbiter: Wiersma Assistenten: Pelgröm Assistenten: Van Berk 4de official: Molenaar |                 |           | 3' De Regt 13' (pen.) A. Büttner | Gadellaa 39', Ghaddari 71' ( Boumenjal), Kooy , Mukeh 46' ( Viereck), Held, Jenner, Van der Wegen 82' ( Edhart), Dundas, Menzo, Charalampoglou 41' ( Dithmer), Rohd Schlichting 71' ( Den Boggende) RESERVEBANK: Van Riel, Agougil, Akkerman, Yah, Dris, Driezen, Kloosterboer | Bramel, Egbring, Van Zwam, Steffen, A. Büttner , Koller 62' 75' ( Van der Plaat), Yegoian, Cornelisse, De Regt 56' ( Van Duivenbooden), Huisman 85' ( Visser), Macheras 75' ( Hoogewerf) RESERVEBANK: Van der Heijden, Siecker, Kreekels, Bakker, Postma, Tsingaras, Gudelj |  |
| Stadion: Stadion Galgenwaard, Utrecht Toeschouwers: 711 Arbiter: Wiersma Assistenten: Pelgröm Assistenten: Van Berk 4de official: Molenaar |                 |           |                                  | Gadellaa 39', Ghaddari 71' ( Boumenjal), Kooy , Mukeh 46' ( Viereck), Held, Jenner, Van der Wegen 82' ( Edhart), Dundas, Menzo, Charalampoglou 41' ( Dithmer), Rohd Schlichting 71' ( Den Boggende) RESERVEBANK: Van Riel, Agougil, Akkerman, Yah, Dris, Driezen, Kloosterboer | Bramel, Egbring, Van Zwam, Steffen, A. Büttner , Koller 62' 75' ( Van der Plaat), Yegoian, Cornelisse, De Regt 56' ( Van Duivenbooden), Huisman 85' ( Visser), Macheras 75' ( Hoogewerf) RESERVEBANK: Van der Heijden, Siecker, Kreekels, Bakker, Postma, Tsingaras, Gudelj |  |
| Stadion: Stadion Galgenwaard, Utrecht Toeschouwers: 711 Arbiter: Wiersma Assistenten: Pelgröm Assistenten: Van Berk 4de official: Molenaar |                 |           |                                  | Gadellaa 39', Ghaddari 71' ( Boumenjal), Kooy , Mukeh 46' ( Viereck), Held, Jenner, Van der Wegen 82' ( Edhart), Dundas, Menzo, Charalampoglou 41' ( Dithmer), Rohd Schlichting 71' ( Den Boggende) RESERVEBANK: Van Riel, Agougil, Akkerman, Yah, Dris, Driezen, Kloosterboer | Bramel, Egbring, Van Zwam, Steffen, A. Büttner , Koller 62' 75' ( Van der Plaat), Yegoian, Cornelisse, De Regt 56' ( Van Duivenbooden), Huisman 85' ( Visser), Macheras 75' ( Hoogewerf) RESERVEBANK: Van der Heijden, Siecker, Kreekels, Bakker, Postma, Tsingaras, Gudelj |  |
| Afwezig: Musampa, Van Sas, Zarrouk (geblesseerd)                                                                                           |                 |           |                                  | | |  |

Speelronde 30:
| vrijdag 14 maart 2025, 20:00 | Vitesse | 0–1 (0–1) | ADO Den Haag | Opstelling Vitesse | Opstelling ADO Den Haag |  |
| Stadion: GelreDome, Arnhem Toeschouwers: 16.225 Arbiter: Bos Assistenten: Pelgröm Assistenten: Van Marrewijk 4de official: Henshuijs |         |           | 27' Schalk   | Bramel, Egbring, Van Zwam, Steffen, A. Büttner 34', Koller 61' ( Tsingaras), Yegoian, Cornelisse, De Regt, Huisman 71' ( Gudelj), Macheras 61' ( Visser) RESERVEBANK: Van der Heijden, Siecker, Kreekels, Bakker, Postma, Van Duivenbooden, Hoogewerf, Van der Plaat, Zarrouk | Nikiema, Van der Sloot, Waem, Tomas, De Ruijter 46' ( Hämäläinen), Van Mieghem 84' ( Houwaart), Kilo 77', Schalk 62' ( Peupion), Vlak, Rottier, Bonis RESERVEBANK: Wentges, Coremans, Sürmeli, De Bruin, Heesen, Brandt, Geoffery, Dijkhuizen |  |
| Stadion: GelreDome, Arnhem Toeschouwers: 16.225 Arbiter: Bos Assistenten: Pelgröm Assistenten: Van Marrewijk 4de official: Henshuijs |         |           |              | Bramel, Egbring, Van Zwam, Steffen, A. Büttner 34', Koller 61' ( Tsingaras), Yegoian, Cornelisse, De Regt, Huisman 71' ( Gudelj), Macheras 61' ( Visser) RESERVEBANK: Van der Heijden, Siecker, Kreekels, Bakker, Postma, Van Duivenbooden, Hoogewerf, Van der Plaat, Zarrouk | Nikiema, Van der Sloot, Waem, Tomas, De Ruijter 46' ( Hämäläinen), Van Mieghem 84' ( Houwaart), Kilo 77', Schalk 62' ( Peupion), Vlak, Rottier, Bonis RESERVEBANK: Wentges, Coremans, Sürmeli, De Bruin, Heesen, Brandt, Geoffery, Dijkhuizen |  |
| Stadion: GelreDome, Arnhem Toeschouwers: 16.225 Arbiter: Bos Assistenten: Pelgröm Assistenten: Van Marrewijk 4de official: Henshuijs |         |           |              | Bramel, Egbring, Van Zwam, Steffen, A. Büttner 34', Koller 61' ( Tsingaras), Yegoian, Cornelisse, De Regt, Huisman 71' ( Gudelj), Macheras 61' ( Visser) RESERVEBANK: Van der Heijden, Siecker, Kreekels, Bakker, Postma, Van Duivenbooden, Hoogewerf, Van der Plaat, Zarrouk | Nikiema, Van der Sloot, Waem, Tomas, De Ruijter 46' ( Hämäläinen), Van Mieghem 84' ( Houwaart), Kilo 77', Schalk 62' ( Peupion), Vlak, Rottier, Bonis RESERVEBANK: Wentges, Coremans, Sürmeli, De Bruin, Heesen, Brandt, Geoffery, Dijkhuizen |  |
| Bijz.: Van den Brom (laatste kaart na afloop duel) Afwezig: Musampa, Van Sas (geblesseerd)                                           |         |           |              | | |  |

Speelronde 32:
| vrijdag 28 maart 2025, 20:00 | Telstar      | 1–0 (0–0) | Vitesse | Opstelling Telstar | Opstelling Vitesse |  |
| Stadion: 711 Stadion, Velsen Toeschouwers: 3.381 Arbiter: Hensgens Assistenten: Rasch Assistenten: Kunst 4de official: Ter Velde | Bakker 90+4' |           |         | Koeman, Apau , Offerhaus, Bakker, Noslin 40' 67' ( Koswal), Owusu 90+2' ( Hagedoorn), Rossen, Hardeveld 80' ( Turfkruier), Hetli 80' ( Kharchouch), El Kachati, Kaandorp 46' ( Hamdaoui) RESERVEBANK: Houweling, Bodak, Overtoom, Lechkar, Douiri, Van Ekeris, Van Schooneveld | Van Sas, Egbring, Van Zwam, Steffen, A. Büttner , De Regt 40', Cornelisse, Koller, Yegoian, Macheras 46' ( Zarrouk), Huisman 67' ( Gudelj) RESERVEBANK: Bramel, Siecker, Kreekels, Bakker, Postma, Van Duivenbooden, Hoogewerf, Visser, Van der Plaat, Tsingaras |  |
| Stadion: 711 Stadion, Velsen Toeschouwers: 3.381 Arbiter: Hensgens Assistenten: Rasch Assistenten: Kunst 4de official: Ter Velde |              |           |         | Koeman, Apau , Offerhaus, Bakker, Noslin 40' 67' ( Koswal), Owusu 90+2' ( Hagedoorn), Rossen, Hardeveld 80' ( Turfkruier), Hetli 80' ( Kharchouch), El Kachati, Kaandorp 46' ( Hamdaoui) RESERVEBANK: Houweling, Bodak, Overtoom, Lechkar, Douiri, Van Ekeris, Van Schooneveld | Van Sas, Egbring, Van Zwam, Steffen, A. Büttner , De Regt 40', Cornelisse, Koller, Yegoian, Macheras 46' ( Zarrouk), Huisman 67' ( Gudelj) RESERVEBANK: Bramel, Siecker, Kreekels, Bakker, Postma, Van Duivenbooden, Hoogewerf, Visser, Van der Plaat, Tsingaras |  |
| Stadion: 711 Stadion, Velsen Toeschouwers: 3.381 Arbiter: Hensgens Assistenten: Rasch Assistenten: Kunst 4de official: Ter Velde |              |           |         | Koeman, Apau , Offerhaus, Bakker, Noslin 40' 67' ( Koswal), Owusu 90+2' ( Hagedoorn), Rossen, Hardeveld 80' ( Turfkruier), Hetli 80' ( Kharchouch), El Kachati, Kaandorp 46' ( Hamdaoui) RESERVEBANK: Houweling, Bodak, Overtoom, Lechkar, Douiri, Van Ekeris, Van Schooneveld | Van Sas, Egbring, Van Zwam, Steffen, A. Büttner , De Regt 40', Cornelisse, Koller, Yegoian, Macheras 46' ( Zarrouk), Huisman 67' ( Gudelj) RESERVEBANK: Bramel, Siecker, Kreekels, Bakker, Postma, Van Duivenbooden, Hoogewerf, Visser, Van der Plaat, Tsingaras |  |
| Bijz.: Hofs als trainer op de bank Afwezig: Van den Brom (functie-ontzegging); Van der Heijden (geblesseerd)                     |              |           |         | | |  |

Speelronde 33:
| vrijdag 4 april 2025, 20:00 | Vitesse                    | 2–2 (2–0) | Jong AZ             | Opstelling Vitesse | Opstelling Jong AZ |  |
| Stadion: GelreDome, Arnhem Toeschouwers: 15.763 Arbiter: Puts Assistenten: Van der Ley Assistenten: Reinshagen 4de official: Wever  | Cornelisse 22' De Regt 28' |           | 68' De Wit 90' Daal | Van Sas, Egbring, Van Zwam, Steffen 71' ( Postma 73'), Cornelisse ( 84'+), Zarrouk 71' ( Tsingaras), Koller, Yegoian, De Regt 45+1', Huisman 64' ( Visser), A. Büttner 84' ( Van der Plaat) RESERVEBANK: Bramel, Milder, Kreekels, Bakker, Van Duivenbooden, Musampa, Macheras, Gudelj | Westerveld, Twisk 64' ( De Wit), Van Duijl 84' ( Van der Klaauw), Engel, Van Aken, Lenssen 46' ( Schouten), Robbemond 76' ( Olofsson), Esajas 45+1' 64' ( Smits), Gerold 75', Toppenberg, Daal RESERVEBANK: Kuijsten, Menu, Splinter, Hamdi, Johannessen |  |
| Stadion: GelreDome, Arnhem Toeschouwers: 15.763 Arbiter: Puts Assistenten: Van der Ley Assistenten: Reinshagen 4de official: Wever  |                            |           |                     | Van Sas, Egbring, Van Zwam, Steffen 71' ( Postma 73'), Cornelisse ( 84'+), Zarrouk 71' ( Tsingaras), Koller, Yegoian, De Regt 45+1', Huisman 64' ( Visser), A. Büttner 84' ( Van der Plaat) RESERVEBANK: Bramel, Milder, Kreekels, Bakker, Van Duivenbooden, Musampa, Macheras, Gudelj | Westerveld, Twisk 64' ( De Wit), Van Duijl 84' ( Van der Klaauw), Engel, Van Aken, Lenssen 46' ( Schouten), Robbemond 76' ( Olofsson), Esajas 45+1' 64' ( Smits), Gerold 75', Toppenberg, Daal RESERVEBANK: Kuijsten, Menu, Splinter, Hamdi, Johannessen |  |
| Stadion: GelreDome, Arnhem Toeschouwers: 15.763 Arbiter: Puts Assistenten: Van der Ley Assistenten: Reinshagen 4de official: Wever  |                            |           |                     | Van Sas, Egbring, Van Zwam, Steffen 71' ( Postma 73'), Cornelisse ( 84'+), Zarrouk 71' ( Tsingaras), Koller, Yegoian, De Regt 45+1', Huisman 64' ( Visser), A. Büttner 84' ( Van der Plaat) RESERVEBANK: Bramel, Milder, Kreekels, Bakker, Van Duivenbooden, Musampa, Macheras, Gudelj | Westerveld, Twisk 64' ( De Wit), Van Duijl 84' ( Van der Klaauw), Engel, Van Aken, Lenssen 46' ( Schouten), Robbemond 76' ( Olofsson), Esajas 45+1' 64' ( Smits), Gerold 75', Toppenberg, Daal RESERVEBANK: Kuijsten, Menu, Splinter, Hamdi, Johannessen |  |
| Bijz.: Hofs als trainer op de bank Afwezig: Van den Brom (functie-ontzegging); Hoogewerf (geschorst); Van der Heijden (geblesseerd) |                            |           |                     | | |  |

Speelronde 34:
| maandag 14 april 2025, 20:00 | Jong Ajax    | 1–1 (1–0) | Vitesse     | Opstelling Jong Ajax | Opstelling Vitesse |  |
| Stadion: Sportpark De Toekomst, Duivendrecht Toeschouwers: 968 Arbiter: Pérez Assistenten: Ter Hoeve Assistenten: Wolfkamp 4de official: Ter Velde | Faberski 30' |           | 80' Huisman | Reverson, Ugwu 56', Verschuren , Bouwman 46' ( Johnson), Jetten 64', Regeer 46' ( Steur), Bounida, Verkuijl 66' ( Brandes), Faberski, Konadu 89' ( Boerhout), Kalokoh 61' ( Rijkhoff) RESERVEBANK: El Hani, Chahid, Speksnijder, Van de Pavert, Vink | Van Sas, Egbring, Van Zwam, Postma 16', Van der Plaat 82' ( Zarrouk), Cornelisse , Koller 77' 90+1' ( Tsingaras), Yegoian, De Regt, Huisman, Macheras RESERVEBANK: Milder, Bramel, Kreekels, Bakker, Van Duivenbooden, Musampa, Visser, Steffen |  |
| Stadion: Sportpark De Toekomst, Duivendrecht Toeschouwers: 968 Arbiter: Pérez Assistenten: Ter Hoeve Assistenten: Wolfkamp 4de official: Ter Velde |              |           |             | Reverson, Ugwu 56', Verschuren , Bouwman 46' ( Johnson), Jetten 64', Regeer 46' ( Steur), Bounida, Verkuijl 66' ( Brandes), Faberski, Konadu 89' ( Boerhout), Kalokoh 61' ( Rijkhoff) RESERVEBANK: El Hani, Chahid, Speksnijder, Van de Pavert, Vink | Van Sas, Egbring, Van Zwam, Postma 16', Van der Plaat 82' ( Zarrouk), Cornelisse , Koller 77' 90+1' ( Tsingaras), Yegoian, De Regt, Huisman, Macheras RESERVEBANK: Milder, Bramel, Kreekels, Bakker, Van Duivenbooden, Musampa, Visser, Steffen |  |
| Stadion: Sportpark De Toekomst, Duivendrecht Toeschouwers: 968 Arbiter: Pérez Assistenten: Ter Hoeve Assistenten: Wolfkamp 4de official: Ter Velde |              |           |             | Reverson, Ugwu 56', Verschuren , Bouwman 46' ( Johnson), Jetten 64', Regeer 46' ( Steur), Bounida, Verkuijl 66' ( Brandes), Faberski, Konadu 89' ( Boerhout), Kalokoh 61' ( Rijkhoff) RESERVEBANK: El Hani, Chahid, Speksnijder, Van de Pavert, Vink | Van Sas, Egbring, Van Zwam, Postma 16', Van der Plaat 82' ( Zarrouk), Cornelisse , Koller 77' 90+1' ( Tsingaras), Yegoian, De Regt, Huisman, Macheras RESERVEBANK: Milder, Bramel, Kreekels, Bakker, Van Duivenbooden, Musampa, Visser, Steffen |  |
| Bijz.: Hofs als trainer op de bank Afwezig: Hoogewerf (geschorst); A. Büttner, Gudelj (geblesseerd); Van den Brom (ziek)                           |              |           |             | | |  |

Speelronde 35:
| zaterdag 19 april 2025, 16:30 | Vitesse                        | 3–0 (1–0) | Roda JC Kerkrade | Opstelling Vitesse | Opstelling Roda JC Kerkrade |  |
| Stadion: GelreDome, Arnhem Toeschouwers: 18.194 Arbiter: Dieperink Assistenten: Koopman Assistenten: De Koning 4de official: Molenaar | Yegoian 30' 50' Cornelisse 77' |           |                  | Van Sas, Egbring, Van Zwam 20' ( Steffen), Postma, A. Büttner 66' ( Visser), Zarrouk 75', Cornelisse, Yegoian, De Regt, Huisman, Macheras 39' ( Van der Plaat) RESERVEBANK: Bramel, Van der Heijden, Kreekels, Bakker, Van Duivenbooden, Musampa, Tsingaras | Treichel, Kruiver, Beerten, Koglin, Müller 61' ( Bangura), Sejdiu 85' ( Kongolo), Spieringhs 61' ( Schwirten), Baeten 33' 46' ( Griffith), Džepar 90+2' ( Leijten 90+2'), Breij 66' ( Vancsa), Çukur RESERVEBANK: Steins, Van Hemelryck, El Meliani, Timmermans, Veendorp |  |
| Stadion: GelreDome, Arnhem Toeschouwers: 18.194 Arbiter: Dieperink Assistenten: Koopman Assistenten: De Koning 4de official: Molenaar |                                |           |                  | Van Sas, Egbring, Van Zwam 20' ( Steffen), Postma, A. Büttner 66' ( Visser), Zarrouk 75', Cornelisse, Yegoian, De Regt, Huisman, Macheras 39' ( Van der Plaat) RESERVEBANK: Bramel, Van der Heijden, Kreekels, Bakker, Van Duivenbooden, Musampa, Tsingaras | Treichel, Kruiver, Beerten, Koglin, Müller 61' ( Bangura), Sejdiu 85' ( Kongolo), Spieringhs 61' ( Schwirten), Baeten 33' 46' ( Griffith), Džepar 90+2' ( Leijten 90+2'), Breij 66' ( Vancsa), Çukur RESERVEBANK: Steins, Van Hemelryck, El Meliani, Timmermans, Veendorp |  |
| Stadion: GelreDome, Arnhem Toeschouwers: 18.194 Arbiter: Dieperink Assistenten: Koopman Assistenten: De Koning 4de official: Molenaar |                                |           |                  | Van Sas, Egbring, Van Zwam 20' ( Steffen), Postma, A. Büttner 66' ( Visser), Zarrouk 75', Cornelisse, Yegoian, De Regt, Huisman, Macheras 39' ( Van der Plaat) RESERVEBANK: Bramel, Van der Heijden, Kreekels, Bakker, Van Duivenbooden, Musampa, Tsingaras | Treichel, Kruiver, Beerten, Koglin, Müller 61' ( Bangura), Sejdiu 85' ( Kongolo), Spieringhs 61' ( Schwirten), Baeten 33' 46' ( Griffith), Džepar 90+2' ( Leijten 90+2'), Breij 66' ( Vancsa), Çukur RESERVEBANK: Steins, Van Hemelryck, El Meliani, Timmermans, Veendorp |  |
| Afwezig: Hoogewerf, Koller (geschorst); Gudelj (geblesseerd)                                                                          |                                |           |                  | | |  |

Speelronde 36:
| vrijdag 25 april 2025, 20:00 | SC Cambuur    | 2–1 (2–1) | Vitesse            | Opstelling SC Cambuur | Opstelling Vitesse |  |
| Stadion: Kooi Stadion, Leeuwarden Toeschouwers: 14.080 Arbiter: Hensgens Assistenten: Osseweijer Assistenten: Ozinga 4de official: Kuipers      | Rölke 20' 39' |           | 25' (e.d.) Nieling | Jansen, Galvez 46' ( Poll), Smand, Nieling, Mercera, Kieftenbeld 29' 63' ( Visser), Diemers , Nartey 42' 83' ( Ottesen), Pauwels 86' ( Kooistra), Balk, Rölke 63' ( Hilterman) RESERVEBANK: Reiziger, Van Mullem, Alhaft, De Leeuw, Jonker, Priem | Van Sas, Van der Plaat, Postma, Steffen, Egbring 66', Yegoian, Cornelisse , Zarrouk 72' ( Van Duivenbooden), Koller 72' ( Hoogewerf), Huisman 50' ( Visser), De Regt RESERVEBANK: Milder, Bramel, Kreekels, Bakker, Musampa, Tsingaras |  |
| Stadion: Kooi Stadion, Leeuwarden Toeschouwers: 14.080 Arbiter: Hensgens Assistenten: Osseweijer Assistenten: Ozinga 4de official: Kuipers      |               |           |                    | Jansen, Galvez 46' ( Poll), Smand, Nieling, Mercera, Kieftenbeld 29' 63' ( Visser), Diemers , Nartey 42' 83' ( Ottesen), Pauwels 86' ( Kooistra), Balk, Rölke 63' ( Hilterman) RESERVEBANK: Reiziger, Van Mullem, Alhaft, De Leeuw, Jonker, Priem | Van Sas, Van der Plaat, Postma, Steffen, Egbring 66', Yegoian, Cornelisse , Zarrouk 72' ( Van Duivenbooden), Koller 72' ( Hoogewerf), Huisman 50' ( Visser), De Regt RESERVEBANK: Milder, Bramel, Kreekels, Bakker, Musampa, Tsingaras |  |
| Stadion: Kooi Stadion, Leeuwarden Toeschouwers: 14.080 Arbiter: Hensgens Assistenten: Osseweijer Assistenten: Ozinga 4de official: Kuipers      |               |           |                    | Jansen, Galvez 46' ( Poll), Smand, Nieling, Mercera, Kieftenbeld 29' 63' ( Visser), Diemers , Nartey 42' 83' ( Ottesen), Pauwels 86' ( Kooistra), Balk, Rölke 63' ( Hilterman) RESERVEBANK: Reiziger, Van Mullem, Alhaft, De Leeuw, Jonker, Priem | Van Sas, Van der Plaat, Postma, Steffen, Egbring 66', Yegoian, Cornelisse , Zarrouk 72' ( Van Duivenbooden), Koller 72' ( Hoogewerf), Huisman 50' ( Visser), De Regt RESERVEBANK: Milder, Bramel, Kreekels, Bakker, Musampa, Tsingaras |  |
| Bijz.: Wedstrijd in het teken van 80 jaar bevrijding Leeuwarden; Van den Brom 29' Afwezig: A. Büttner, Gudelj, Macheras, Van Zwam (geblesseerd) |               |           |                    | | |  |

Speelronde 37:
| vrijdag 2 mei 2025, 20:00 | TOP Oss                  | 2–2 (1–2) | Vitesse                 | Opstelling TOP Oss | Opstelling Vitesse |  |
| Stadion: Frans Heesen Stadion, Oss Toeschouwers: 2.527 Arbiter: Vereijken Assistenten: Frijn Assistenten: Van der Ley 4de official: Van Pelt | Hinoke 27' Wildeboer 63' |           | 10' Macheras 14' Koller | Havekotte, Troupée 45+2', Vianello, Lambrix 67', Kuijpers, Allemeersch, Van Rooijen 89' ( Hernández), Esajas, Korte, Wildeboer 82' ( Miguel), Hinoke 65' 81' ( Remans) RESERVEBANK: Van Herk, Remie, Van der Werff, Markx, Cox, Niekel, Zitman | Van Sas, Egbring 35', Van Zwam, Postma, Van der Plaat, De Regt, Koller, Cornelisse , Yegoian, Macheras 45+2' 66' ( Zarrouk 83'), Huisman 83' ( Gudelj) RESERVEBANK: Milder, Bramel, Kreekels, Bakker, Van Duivenbooden, Hoogewerf, Musampa, Visser, Tsingaras, Steffen |  |
| Stadion: Frans Heesen Stadion, Oss Toeschouwers: 2.527 Arbiter: Vereijken Assistenten: Frijn Assistenten: Van der Ley 4de official: Van Pelt |                          |           |                         | Havekotte, Troupée 45+2', Vianello, Lambrix 67', Kuijpers, Allemeersch, Van Rooijen 89' ( Hernández), Esajas, Korte, Wildeboer 82' ( Miguel), Hinoke 65' 81' ( Remans) RESERVEBANK: Van Herk, Remie, Van der Werff, Markx, Cox, Niekel, Zitman | Van Sas, Egbring 35', Van Zwam, Postma, Van der Plaat, De Regt, Koller, Cornelisse , Yegoian, Macheras 45+2' 66' ( Zarrouk 83'), Huisman 83' ( Gudelj) RESERVEBANK: Milder, Bramel, Kreekels, Bakker, Van Duivenbooden, Hoogewerf, Musampa, Visser, Tsingaras, Steffen |  |
| Stadion: Frans Heesen Stadion, Oss Toeschouwers: 2.527 Arbiter: Vereijken Assistenten: Frijn Assistenten: Van der Ley 4de official: Van Pelt |                          |           |                         | Havekotte, Troupée 45+2', Vianello, Lambrix 67', Kuijpers, Allemeersch, Van Rooijen 89' ( Hernández), Esajas, Korte, Wildeboer 82' ( Miguel), Hinoke 65' 81' ( Remans) RESERVEBANK: Van Herk, Remie, Van der Werff, Markx, Cox, Niekel, Zitman | Van Sas, Egbring 35', Van Zwam, Postma, Van der Plaat, De Regt, Koller, Cornelisse , Yegoian, Macheras 45+2' 66' ( Zarrouk 83'), Huisman 83' ( Gudelj) RESERVEBANK: Milder, Bramel, Kreekels, Bakker, Van Duivenbooden, Hoogewerf, Musampa, Visser, Tsingaras, Steffen |  |
| Bijz.: Wedstrijd kort gestaakt in 54e minuut Afwezig: A. Büttner (geblesseerd)                                                               |                          |           |                         | | |  |

Speelronde 38:
| vrijdag 9 mei 2025, 20:00 | Vitesse                          | 3–1 (1–0) | FC Den Bosch | Opstelling Vitesse | Opstelling FC Den Bosch |  |
| Stadion: GelreDome, Arnhem Toeschouwers: 18.189 Arbiter: Timmer Assistenten: Rasch Assistenten: Vervoorn 4de official: Janssen | Koller 8' De Regt 81' Visser 86' |           | 65' Kuijpers | Van Sas, Egbring, Van Zwam, Postma, Van der Plaat 24' 76' ( Visser), Koller 46' ( Zarrouk), Cornelisse , Yegoian 89' ( Gudelj), De Regt, Huisman 82' ( Van Duivenbooden), Macheras 89' ( Tsingaras) RESERVEBANK: Bramel, Van der Heijden, Kreekels, Bakker, Hoogewerf, Musampa, Steffen | Van de Merbel, Mulders, Van den Bogert 58' ( Van Grunsven), Maas, De Groot, Burgering 58' ( Van Hedel), Soomets, Kuijpers 77' ( Barglan), Acheffay, Verbeek 46' ( Laros), Doumtsios 46' ( Gravenberch) RESERVEBANK: Bakker, Elum, Henderikx, Bakaľa, El Bakkali, Keijser |  |
| Stadion: GelreDome, Arnhem Toeschouwers: 18.189 Arbiter: Timmer Assistenten: Rasch Assistenten: Vervoorn 4de official: Janssen |                                  |           |              | Van Sas, Egbring, Van Zwam, Postma, Van der Plaat 24' 76' ( Visser), Koller 46' ( Zarrouk), Cornelisse , Yegoian 89' ( Gudelj), De Regt, Huisman 82' ( Van Duivenbooden), Macheras 89' ( Tsingaras) RESERVEBANK: Bramel, Van der Heijden, Kreekels, Bakker, Hoogewerf, Musampa, Steffen | Van de Merbel, Mulders, Van den Bogert 58' ( Van Grunsven), Maas, De Groot, Burgering 58' ( Van Hedel), Soomets, Kuijpers 77' ( Barglan), Acheffay, Verbeek 46' ( Laros), Doumtsios 46' ( Gravenberch) RESERVEBANK: Bakker, Elum, Henderikx, Bakaľa, El Bakkali, Keijser |  |
| Stadion: GelreDome, Arnhem Toeschouwers: 18.189 Arbiter: Timmer Assistenten: Rasch Assistenten: Vervoorn 4de official: Janssen |                                  |           |              | Van Sas, Egbring, Van Zwam, Postma, Van der Plaat 24' 76' ( Visser), Koller 46' ( Zarrouk), Cornelisse , Yegoian 89' ( Gudelj), De Regt, Huisman 82' ( Van Duivenbooden), Macheras 89' ( Tsingaras) RESERVEBANK: Bramel, Van der Heijden, Kreekels, Bakker, Hoogewerf, Musampa, Steffen | Van de Merbel, Mulders, Van den Bogert 58' ( Van Grunsven), Maas, De Groot, Burgering 58' ( Van Hedel), Soomets, Kuijpers 77' ( Barglan), Acheffay, Verbeek 46' ( Laros), Doumtsios 46' ( Gravenberch) RESERVEBANK: Bakker, Elum, Henderikx, Bakaľa, El Bakkali, Keijser |  |
| Afwezig: A. Büttner (geblesseerd)                                                                                              |                                  |           |              | | |  |

### KNVB beker
- Op 28 september lootte Vitesse een uitwedstrijd tegen RKC Waalwijk voor de eerste ronde van het KNVB bekertoernooi.

Eerste ronde:
| woensdag 30 oktober 2024, 21:00 | RKC Waalwijk                              | 3–1 (3–0) | Vitesse     | Opstelling RKC Waalwijk | Opstelling Vitesse |  |
| Stadion: Mandemakers Stadion, Waalwijk Toeschouwers: 3.612 Arbiter: Van den Kerkhof Assistenten: Van de Ven Assistenten: Ketting 4de official: Hardeman | Margaret 10' Zawada 30' Van den Buijs 34' |           | 60' Yegoian | Van Osch, Van Gelderen, Van Eijma, Van den Buijs, Familia-Castillo, Margaret 60' ( Lokesa 87'), Roemeratoe 83' ( Oukili), Van de Loo 60' ( Ihattaren), Weidmann 60' ( Van der Venne), Van der Water 60' ( Niemeijer), Zawada RESERVEBANK: Houwen, Kesting, Lelieveld, Cleonise, Wouters, Felida | Van Sas, Egbring 46' ( Van der Plaat 88'), Steffen, Bakker 48', Kreekels, Jonathans 82' ( Gudelj), Yegoian, Tielemans, Cornelisse 46' ( Tsingaras ( 46'+)), Hoogewerf 73' ( De Regt), Visser 73' ( Huisman) RESERVEBANK: Milder, Bramel, Postma, Van Duivenbooden, Macheras, Koller |  |
| Stadion: Mandemakers Stadion, Waalwijk Toeschouwers: 3.612 Arbiter: Van den Kerkhof Assistenten: Van de Ven Assistenten: Ketting 4de official: Hardeman |                                           |           |             | Van Osch, Van Gelderen, Van Eijma, Van den Buijs, Familia-Castillo, Margaret 60' ( Lokesa 87'), Roemeratoe 83' ( Oukili), Van de Loo 60' ( Ihattaren), Weidmann 60' ( Van der Venne), Van der Water 60' ( Niemeijer), Zawada RESERVEBANK: Houwen, Kesting, Lelieveld, Cleonise, Wouters, Felida | Van Sas, Egbring 46' ( Van der Plaat 88'), Steffen, Bakker 48', Kreekels, Jonathans 82' ( Gudelj), Yegoian, Tielemans, Cornelisse 46' ( Tsingaras ( 46'+)), Hoogewerf 73' ( De Regt), Visser 73' ( Huisman) RESERVEBANK: Milder, Bramel, Postma, Van Duivenbooden, Macheras, Koller |  |
| Stadion: Mandemakers Stadion, Waalwijk Toeschouwers: 3.612 Arbiter: Van den Kerkhof Assistenten: Van de Ven Assistenten: Ketting 4de official: Hardeman |                                           |           |             | Van Osch, Van Gelderen, Van Eijma, Van den Buijs, Familia-Castillo, Margaret 60' ( Lokesa 87'), Roemeratoe 83' ( Oukili), Van de Loo 60' ( Ihattaren), Weidmann 60' ( Van der Venne), Van der Water 60' ( Niemeijer), Zawada RESERVEBANK: Houwen, Kesting, Lelieveld, Cleonise, Wouters, Felida | Van Sas, Egbring 46' ( Van der Plaat 88'), Steffen, Bakker 48', Kreekels, Jonathans 82' ( Gudelj), Yegoian, Tielemans, Cornelisse 46' ( Tsingaras ( 46'+)), Hoogewerf 73' ( De Regt), Visser 73' ( Huisman) RESERVEBANK: Milder, Bramel, Postma, Van Duivenbooden, Macheras, Koller |  |
| Bijz.: Debuut Van Sas; wedstrijd tijdelijk gestaakt na 3–0 en na 3–1 Afwezig: A. Büttner, Van Zwam (geblesseerd)                                        |                                           |           |             | | |  |

### Oefenwedstrijden
| zaterdag 6 juli 2024, 17:00                                               | Amersfoortse selectie | 1–8 (0–5) | Vitesse                                                                            | Opstelling Amersfoortse selectie | Opstelling Vitesse |  |
| Stadion: Sportpark Nimmerdor, Amersfoort Toeschouwers: 400 Arbiter: Wolff | Pilon 78'             |           | 2' Van Zwam 16' Soferis 29' 44' Hoogewerf 32' Zarrouk 55' 66' De Regt 84' Kerssens | Pilon, NN                        | Bramel 46' ( Milder), Kreekels 46' ( Egbring), Van Zwam 46' ( Steffen), Sambo 46' ( Yegoian), Tahaui 46' ( De Regt), Soferis 46' ( Reverson), Cornelisse 46' ( Visser), Preljevic 46' ( Van Duivenbooden), Koller 46' ( Thenu), Hoogewerf 46' ( Van der Plaat), Zarrouk 46' ( Kerssens) |  |
| Stadion: Sportpark Nimmerdor, Amersfoort Toeschouwers: 400 Arbiter: Wolff |                       |           |                                                                                    | Pilon, NN                        | Bramel 46' ( Milder), Kreekels 46' ( Egbring), Van Zwam 46' ( Steffen), Sambo 46' ( Yegoian), Tahaui 46' ( De Regt), Soferis 46' ( Reverson), Cornelisse 46' ( Visser), Preljevic 46' ( Van Duivenbooden), Koller 46' ( Thenu), Hoogewerf 46' ( Van der Plaat), Zarrouk 46' ( Kerssens) |  |
| Stadion: Sportpark Nimmerdor, Amersfoort Toeschouwers: 400 Arbiter: Wolff |                       |           |                                                                                    | Pilon, NN                        | Bramel 46' ( Milder), Kreekels 46' ( Egbring), Van Zwam 46' ( Steffen), Sambo 46' ( Yegoian), Tahaui 46' ( De Regt), Soferis 46' ( Reverson), Cornelisse 46' ( Visser), Preljevic 46' ( Van Duivenbooden), Koller 46' ( Thenu), Hoogewerf 46' ( Van der Plaat), Zarrouk 46' ( Kerssens) |  |
|                                                                           |                       |           |                                                                                    |                                  | |  |

| zaterdag 13 juli 2024, 19:00                                        | Vitesse                    | 2–1 (0–1) | PAOK Saloniki | Opstelling Vitesse | Opstelling PAOK Saloniki |  |
| Stadion: Sportveld Driel, Driel Toeschouwers: 2.000 Arbiter: Visser | Hoogewerf 51' Kerssens 54' |           | Samatta       | Room 46' ( Bramel), Kreekels 56' ( Egbring), Cornelisse 56' ( Sambo), Postma 56' ( Steffen), Van der Plaat 46' ( Tahaui), Kerssens 56' ( Dokunmu), Longonda 46' ( Yegoian), Tielemans 56' ( Soferis), Jonathans 36' ( De Regt), Reverson 56' ( Van Duivenbooden), Sybrandy 46' ( Hoogewerf) | Tsiftsis ' ( Talichmanidis), Vieirinha, Kędziora, Michailidis ' ( Näsberg), Rafa Soares ' ( Tsaousis), Camara, Ozdojev ' ( Thymianis), Smyrlis ' ( Goumas), Quagliata, Konstantelias ' ( Tsopouroglou), Samatta |  |
| Stadion: Sportveld Driel, Driel Toeschouwers: 2.000 Arbiter: Visser |                            |           |               | Room 46' ( Bramel), Kreekels 56' ( Egbring), Cornelisse 56' ( Sambo), Postma 56' ( Steffen), Van der Plaat 46' ( Tahaui), Kerssens 56' ( Dokunmu), Longonda 46' ( Yegoian), Tielemans 56' ( Soferis), Jonathans 36' ( De Regt), Reverson 56' ( Van Duivenbooden), Sybrandy 46' ( Hoogewerf) | Tsiftsis ' ( Talichmanidis), Vieirinha, Kędziora, Michailidis ' ( Näsberg), Rafa Soares ' ( Tsaousis), Camara, Ozdojev ' ( Thymianis), Smyrlis ' ( Goumas), Quagliata, Konstantelias ' ( Tsopouroglou), Samatta |  |
| Stadion: Sportveld Driel, Driel Toeschouwers: 2.000 Arbiter: Visser |                            |           |               | Room 46' ( Bramel), Kreekels 56' ( Egbring), Cornelisse 56' ( Sambo), Postma 56' ( Steffen), Van der Plaat 46' ( Tahaui), Kerssens 56' ( Dokunmu), Longonda 46' ( Yegoian), Tielemans 56' ( Soferis), Jonathans 36' ( De Regt), Reverson 56' ( Van Duivenbooden), Sybrandy 46' ( Hoogewerf) | Tsiftsis ' ( Talichmanidis), Vieirinha, Kędziora, Michailidis ' ( Näsberg), Rafa Soares ' ( Tsaousis), Camara, Ozdojev ' ( Thymianis), Smyrlis ' ( Goumas), Quagliata, Konstantelias ' ( Tsopouroglou), Samatta |  |
|                                                                     |                            |           |               | | |  |

| woensdag 17 juli 2024, 13:00                                            | Vitesse     | 1–3 (1–3) | Jong Ajax            | Opstelling Vitesse | Opstelling Jong Ajax |  |
| Stadion: Sportcentrum Papendal, Arnhem Toeschouwers: - Arbiter: Maestre | De Regt 35' |           | Speksnijder Faberski | Bramel 46' ( Van der Heijden), Pinto 46' ( Van der Plaat), Van Zwam 46' ( Postma), Cornelisse 46' ( Steffen), Kreekels 46' ( Egbring), Tielemans 46' ( Longonda 70' ( Sambo)), Tahaui 46' ( Zarrouk), Yegoian 46' ( Kerssens), Hoogewerf 46' ( Soferis), Visser 46' ( Van Duivenbooden), De Regt 46' ( Reverson) | C. Setford, Appiah, Ugwu, Verschuren, Alders, Brandes, Speksnijder, N. Ünüvar, Faberski, Konadu, Kalokoh RESERVEBANK: 46' ( Jermoumi), 46' ( Vink), 46' ( Rispoli), Reverson, Chourak, Chahid |  |
| Stadion: Sportcentrum Papendal, Arnhem Toeschouwers: - Arbiter: Maestre |             |           |                      | Bramel 46' ( Van der Heijden), Pinto 46' ( Van der Plaat), Van Zwam 46' ( Postma), Cornelisse 46' ( Steffen), Kreekels 46' ( Egbring), Tielemans 46' ( Longonda 70' ( Sambo)), Tahaui 46' ( Zarrouk), Yegoian 46' ( Kerssens), Hoogewerf 46' ( Soferis), Visser 46' ( Van Duivenbooden), De Regt 46' ( Reverson) | C. Setford, Appiah, Ugwu, Verschuren, Alders, Brandes, Speksnijder, N. Ünüvar, Faberski, Konadu, Kalokoh RESERVEBANK: 46' ( Jermoumi), 46' ( Vink), 46' ( Rispoli), Reverson, Chourak, Chahid |  |
| Stadion: Sportcentrum Papendal, Arnhem Toeschouwers: - Arbiter: Maestre |             |           |                      | Bramel 46' ( Van der Heijden), Pinto 46' ( Van der Plaat), Van Zwam 46' ( Postma), Cornelisse 46' ( Steffen), Kreekels 46' ( Egbring), Tielemans 46' ( Longonda 70' ( Sambo)), Tahaui 46' ( Zarrouk), Yegoian 46' ( Kerssens), Hoogewerf 46' ( Soferis), Visser 46' ( Van Duivenbooden), De Regt 46' ( Reverson) | C. Setford, Appiah, Ugwu, Verschuren, Alders, Brandes, Speksnijder, N. Ünüvar, Faberski, Konadu, Kalokoh RESERVEBANK: 46' ( Jermoumi), 46' ( Vink), 46' ( Rispoli), Reverson, Chourak, Chahid |  |
| Bijz.: Besloten oefenwedstrijd                                          |             |           |                      | | |  |

| zaterdag 20 juli 2024, 10:30                                            | Vitesse                                        | 3–2 (3–1) | GVVV                                  | Opstelling Vitesse | Opstelling GVVV |  |
| Stadion: Sportcentrum Papendal, Arnhem Toeschouwers: - Arbiter: Maestre | De Regt 10' Van Duivenbooden 11' Hoogewerf 45' |           | 13' (pen.) Vergara Berrio 70' Tremour | Van der Heijden 46' ( Milder), Van Zwam 46' ( Soferis), Longonda 35' ( Steffen), Egbring 46' ( Cornelisse), De Regt 46' ( Pinto), Van Duivenbooden 46' ( Yegoian), Van der Plaat 46' ( Reverson), Hoogewerf 46' ( Dokunmu), Zarrouk 46' ( Thenu), Jonathans 46' ( Kerssens), Postma 46' ( Koller 63') | Evora, Dilrosun, King, Maguire, Sillé, Van den Berk, Potjes, Spies, De Jong, De la Vega, Vergara Berrio RESERVEBANK: Van Kouwen, Willems, Aarass, Veenhof, Dumay, Tremour, Ouchi, Slijkhuis |  |
| Stadion: Sportcentrum Papendal, Arnhem Toeschouwers: - Arbiter: Maestre |                                                |           |                                       | Van der Heijden 46' ( Milder), Van Zwam 46' ( Soferis), Longonda 35' ( Steffen), Egbring 46' ( Cornelisse), De Regt 46' ( Pinto), Van Duivenbooden 46' ( Yegoian), Van der Plaat 46' ( Reverson), Hoogewerf 46' ( Dokunmu), Zarrouk 46' ( Thenu), Jonathans 46' ( Kerssens), Postma 46' ( Koller 63') | Evora, Dilrosun, King, Maguire, Sillé, Van den Berk, Potjes, Spies, De Jong, De la Vega, Vergara Berrio RESERVEBANK: Van Kouwen, Willems, Aarass, Veenhof, Dumay, Tremour, Ouchi, Slijkhuis |  |
| Stadion: Sportcentrum Papendal, Arnhem Toeschouwers: - Arbiter: Maestre |                                                |           |                                       | Van der Heijden 46' ( Milder), Van Zwam 46' ( Soferis), Longonda 35' ( Steffen), Egbring 46' ( Cornelisse), De Regt 46' ( Pinto), Van Duivenbooden 46' ( Yegoian), Van der Plaat 46' ( Reverson), Hoogewerf 46' ( Dokunmu), Zarrouk 46' ( Thenu), Jonathans 46' ( Kerssens), Postma 46' ( Koller 63') | Evora, Dilrosun, King, Maguire, Sillé, Van den Berk, Potjes, Spies, De Jong, De la Vega, Vergara Berrio RESERVEBANK: Van Kouwen, Willems, Aarass, Veenhof, Dumay, Tremour, Ouchi, Slijkhuis |  |
| Bijz.: Besloten oefenwedstrijd; Gery Vink hoofdtrainer GVVV             |                                                |           |                                       | | |  |

| dinsdag 23 juli 2024, 15:00                                        | Vitesse      | 1–2 (0–1) | MS Asjdod | Opstelling Vitesse | Opstelling MS Asjdod |  |
| Stadion: Sportcentrum Papendal, Arnhem Toeschouwers: - Arbiter: NN | Reverson 65' |           | NN        | Reverson, NN       | NN                   |  |
| Stadion: Sportcentrum Papendal, Arnhem Toeschouwers: - Arbiter: NN |              |           |           | Reverson, NN       | NN                   |  |
| Stadion: Sportcentrum Papendal, Arnhem Toeschouwers: - Arbiter: NN |              |           |           | Reverson, NN       | NN                   |  |
| Bijz.: Besloten oefenwedstrijd                                     |              |           |           |                    |                      |  |

| vrijdag 26 juli 2024, 14:00                                              | Ajax                                           | 4–1 (3–0) | Vitesse     | Opstelling Ajax | Opstelling Vitesse |  |
| Stadion: Sportpark De Toekomst, Duivendrecht Toeschouwers: - Arbiter: NN | Van den Boomen 14' 34' Rijkhoff 40' Traoré 87' |           | 62' Yegoian | Ramaj, Gaaei, Kaplan, Janse, Tahirović, Mannsverk 86', Van den Boomen 45' ( Medić), Hlynsson, Godts 71' ( Traoré), Rijkhoff, Banel 85' ( Faberski) | Bramel, Thenu 65' ( Postma), Bakker, Van Zwam, Kreekels 30', Cornelisse , Yegoian, Hoogewerf, De Regt, Gudelj 65' ( Zonneveld), Jonathans 70' ( Steinfelder) |  |
| Stadion: Sportpark De Toekomst, Duivendrecht Toeschouwers: - Arbiter: NN |                                                |           |             | Ramaj, Gaaei, Kaplan, Janse, Tahirović, Mannsverk 86', Van den Boomen 45' ( Medić), Hlynsson, Godts 71' ( Traoré), Rijkhoff, Banel 85' ( Faberski) | Bramel, Thenu 65' ( Postma), Bakker, Van Zwam, Kreekels 30', Cornelisse , Yegoian, Hoogewerf, De Regt, Gudelj 65' ( Zonneveld), Jonathans 70' ( Steinfelder) |  |
| Stadion: Sportpark De Toekomst, Duivendrecht Toeschouwers: - Arbiter: NN |                                                |           |             | Ramaj, Gaaei, Kaplan, Janse, Tahirović, Mannsverk 86', Van den Boomen 45' ( Medić), Hlynsson, Godts 71' ( Traoré), Rijkhoff, Banel 85' ( Faberski) | Bramel, Thenu 65' ( Postma), Bakker, Van Zwam, Kreekels 30', Cornelisse , Yegoian, Hoogewerf, De Regt, Gudelj 65' ( Zonneveld), Jonathans 70' ( Steinfelder) |  |
| Bijz.: Besloten oefenwedstrijd                                           |                                                |           |             | | |  |

| vrijdag 2 augustus 2024, 11:00                                           | FC Twente | 1–0 (0–0) | Vitesse | Opstelling FC Twente | Opstelling Vitesse |  |
| Stadion: FC Twente-trainingscentrum, Hengelo Toeschouwers: - Arbiter: NN | NN        |           |         | NN                   | NN                 |  |
| Stadion: FC Twente-trainingscentrum, Hengelo Toeschouwers: - Arbiter: NN |           |           |         | NN                   | NN                 |  |
| Stadion: FC Twente-trainingscentrum, Hengelo Toeschouwers: - Arbiter: NN |           |           |         | NN                   | NN                 |  |
| Bijz.: Besloten oefenwedstrijd                                           |           |           |         |                      |                    |  |

| woensdag 9 oktober 2024, 13:00                                      | Vitesse | 0–4 (0–1) | FC Utrecht                                         | Opstelling Vitesse | Opstelling FC Utrecht |  |
| Stadion: Sportcentrum Papendal, Arnhem Toeschouwers: - Arbiter: Bos |         |           | 27' (pen.) 50' Descotte 52' Rodríguez 73' Bozdoğan | Van Sas 46' ( Van der Heijden), Van der Plaat, Bakker, Postma 46' ( Van Zwam), Egbring 46' ( Kreekels), Cornelisse 46' ( Van Beijnen), Tsingaras 46' ( Visser), Van Duivenbooden 46' ( De Regt), G. Büttner 46' ( Jonathans), Gudelj 46' ( Hoogewerf), Macheras | Brouwer, Ghaddari, Didden, Viergever 46' ( Mukeh), El Karouani 46' ( Horemans), Bozdoğan, Jensen 46' ( El Arguioui), Aaronson 46' ( Andersen), Rodríguez 60' ( Romeny), Descotte 60' ( Min), Blake 46' ( Booth) |  |
| Stadion: Sportcentrum Papendal, Arnhem Toeschouwers: - Arbiter: Bos |         |           |                                                    | Van Sas 46' ( Van der Heijden), Van der Plaat, Bakker, Postma 46' ( Van Zwam), Egbring 46' ( Kreekels), Cornelisse 46' ( Van Beijnen), Tsingaras 46' ( Visser), Van Duivenbooden 46' ( De Regt), G. Büttner 46' ( Jonathans), Gudelj 46' ( Hoogewerf), Macheras | Brouwer, Ghaddari, Didden, Viergever 46' ( Mukeh), El Karouani 46' ( Horemans), Bozdoğan, Jensen 46' ( El Arguioui), Aaronson 46' ( Andersen), Rodríguez 60' ( Romeny), Descotte 60' ( Min), Blake 46' ( Booth) |  |
| Stadion: Sportcentrum Papendal, Arnhem Toeschouwers: - Arbiter: Bos |         |           |                                                    | Van Sas 46' ( Van der Heijden), Van der Plaat, Bakker, Postma 46' ( Van Zwam), Egbring 46' ( Kreekels), Cornelisse 46' ( Van Beijnen), Tsingaras 46' ( Visser), Van Duivenbooden 46' ( De Regt), G. Büttner 46' ( Jonathans), Gudelj 46' ( Hoogewerf), Macheras | Brouwer, Ghaddari, Didden, Viergever 46' ( Mukeh), El Karouani 46' ( Horemans), Bozdoğan, Jensen 46' ( El Arguioui), Aaronson 46' ( Andersen), Rodríguez 60' ( Romeny), Descotte 60' ( Min), Blake 46' ( Booth) |  |
| Bijz.: Besloten oefenduel; Van Beijnen op proef                     |         |           |                                                    | | |  |

| zaterdag 12 oktober 2024, 19:00 (UTC+3)                                                                                 | Petrolul Ploiești | 1–1 (1–0) | Vitesse          | Opstelling Petrolul Ploiești | Opstelling Vitesse |  |
| Stadion: Ilie Oanăstadion, Ploiești Arbiter: Moroiță Assistenten: Dumitru Assistenten: Iugulescu 4de official: Pandelea | Jyry 36' Bratu    |           | 90+1' G. Büttner | Zima 46' ( Eșanu), Ricardinho 46' ( D. Radu), Papp 46' ( Jahić), Huja 46' ( Stănică), Țicu 1' ( Dumitriu) 46' ( Tolea), Keita, Jyry 46' ( Mateiu), Bempah, Hanca 46' ( Irobiso), Grozav 46' ( Bratu), Tudorie 46' ( Moussaki) RESERVEBANK: Overige wissels: Bălbărău, Stancovici, Paraschiv, Ilie, Bucur, Pătrașcu, Manolache | Bramel, Egbring, Van Zwam, Steffen, A. Büttner , Tsingaras, Cornelisse, Van Duivenbooden, Jonathans, Gudelj, Macheras RESERVEBANK: Wissels: Van Sas, Postma, Bakker, Van der Heijden, G. Büttner, De Regt, Hoogewerf, Visser, Van Beijnen, Kreekels |  |
| Stadion: Ilie Oanăstadion, Ploiești Arbiter: Moroiță Assistenten: Dumitru Assistenten: Iugulescu 4de official: Pandelea |                   |           |                  | Zima 46' ( Eșanu), Ricardinho 46' ( D. Radu), Papp 46' ( Jahić), Huja 46' ( Stănică), Țicu 1' ( Dumitriu) 46' ( Tolea), Keita, Jyry 46' ( Mateiu), Bempah, Hanca 46' ( Irobiso), Grozav 46' ( Bratu), Tudorie 46' ( Moussaki) RESERVEBANK: Overige wissels: Bălbărău, Stancovici, Paraschiv, Ilie, Bucur, Pătrașcu, Manolache | Bramel, Egbring, Van Zwam, Steffen, A. Büttner , Tsingaras, Cornelisse, Van Duivenbooden, Jonathans, Gudelj, Macheras RESERVEBANK: Wissels: Van Sas, Postma, Bakker, Van der Heijden, G. Büttner, De Regt, Hoogewerf, Visser, Van Beijnen, Kreekels |  |
| Stadion: Ilie Oanăstadion, Ploiești Arbiter: Moroiță Assistenten: Dumitru Assistenten: Iugulescu 4de official: Pandelea |                   |           |                  | Zima 46' ( Eșanu), Ricardinho 46' ( D. Radu), Papp 46' ( Jahić), Huja 46' ( Stănică), Țicu 1' ( Dumitriu) 46' ( Tolea), Keita, Jyry 46' ( Mateiu), Bempah, Hanca 46' ( Irobiso), Grozav 46' ( Bratu), Tudorie 46' ( Moussaki) RESERVEBANK: Overige wissels: Bălbărău, Stancovici, Paraschiv, Ilie, Bucur, Pătrașcu, Manolache | Bramel, Egbring, Van Zwam, Steffen, A. Büttner , Tsingaras, Cornelisse, Van Duivenbooden, Jonathans, Gudelj, Macheras RESERVEBANK: Wissels: Van Sas, Postma, Bakker, Van der Heijden, G. Büttner, De Regt, Hoogewerf, Visser, Van Beijnen, Kreekels |  |
| Bijz.: Wedstrijd in het kader van het 100-jarig jubileum van Petrolul Ploiești Afwezig: Tielemans                       |                   |           |                  | | |  |

| maandag 9 december 2024                                                  | Vitesse                                  | 4–2 (2–1) | PEC Zwolle                              | Opstelling Vitesse | Opstelling PEC Zwolle |  |
| Stadion: Sportcentrum Papendal, Arnhem Toeschouwers: - Arbiter: NN       | De Regt 15' 47' Visser 44' Hoogewerf 55' |           | 17' (pen.) Buitink 67' (pen.) Oukhattou | Van Sas, Van Bohemen, Rullens, Musampa, Egbring, Tsingaras , Van Duivenbooden, Hoogewerf, Macheras, Visser, De Regt RESERVEBANK: Wissels: Van der Heijden, Koller, Van der Plaat, Rasing, Tahaui | Vermeer, Lutonda, Kroeze, Gijselhart, Reijnders, Thomas , Van den Berg, Krastev, De Rooij, Buitink, Oukhattou RESERVEBANK: Wissels: Bakker, Hendriks, Fontana, Ruward, Reiziger, Bos, Bosveld |  |
| Stadion: Sportcentrum Papendal, Arnhem Toeschouwers: - Arbiter: NN       |                                          |           |                                         | Van Sas, Van Bohemen, Rullens, Musampa, Egbring, Tsingaras , Van Duivenbooden, Hoogewerf, Macheras, Visser, De Regt RESERVEBANK: Wissels: Van der Heijden, Koller, Van der Plaat, Rasing, Tahaui | Vermeer, Lutonda, Kroeze, Gijselhart, Reijnders, Thomas , Van den Berg, Krastev, De Rooij, Buitink, Oukhattou RESERVEBANK: Wissels: Bakker, Hendriks, Fontana, Ruward, Reiziger, Bos, Bosveld |  |
| Stadion: Sportcentrum Papendal, Arnhem Toeschouwers: - Arbiter: NN       |                                          |           |                                         | Van Sas, Van Bohemen, Rullens, Musampa, Egbring, Tsingaras , Van Duivenbooden, Hoogewerf, Macheras, Visser, De Regt RESERVEBANK: Wissels: Van der Heijden, Koller, Van der Plaat, Rasing, Tahaui | Vermeer, Lutonda, Kroeze, Gijselhart, Reijnders, Thomas , Van den Berg, Krastev, De Rooij, Buitink, Oukhattou RESERVEBANK: Wissels: Bakker, Hendriks, Fontana, Ruward, Reiziger, Bos, Bosveld |  |
| Bijz.: Besloten oefenwedstrijd; Van Bohemen, Rullens en Musampa op stage |                                          |           |                                         | | |  |

| zaterdag 4 januari 2025, 13:00                                            | Vitesse                                  | 3–2 (0–1) | GVVV                  | Opstelling Vitesse | Opstelling GVVV |  |
| Stadion: Sportcentrum Papendal, Arnhem Toeschouwers: 812 Arbiter: Kalifa  | Macheras ?' (pen.) 79' 87' Yegoian 90+2' |           | 39' Sillé 63' Tremour | Bramel 46' ( Van Sas), Van der Plaat 46' ( Cornelisse), Kreekels 46' ( Musampa), Postma 46' ( De Regt), Bakker 46' ( Egbring), A. Büttner 46' ( Van Zwam), Zarrouk 46' ( Tsingaras), Van Duivenbooden 46' ( Rafael), Koller 46' ( Yegoian), Visser 46' ( Hoogewerf), Gudelj 46' ( Macheras) RESERVEBANK: Huisman | Evora 46' ( Van Kouwen), Dumay 69' ( Spies), Dilrosun, Maguire 63' ( King), Potjes, De Jong 46' ( Slijkhuis), Spies 46' ( Vergara Berrio), De Leeuw 46' ( Veenhof), Sillé 73' ( Van den Berk), De La Vega 46' ( Tremour), Van den Berk 46' ( Latif) |  |
| Stadion: Sportcentrum Papendal, Arnhem Toeschouwers: 812 Arbiter: Kalifa  |                                          |           |                       | Bramel 46' ( Van Sas), Van der Plaat 46' ( Cornelisse), Kreekels 46' ( Musampa), Postma 46' ( De Regt), Bakker 46' ( Egbring), A. Büttner 46' ( Van Zwam), Zarrouk 46' ( Tsingaras), Van Duivenbooden 46' ( Rafael), Koller 46' ( Yegoian), Visser 46' ( Hoogewerf), Gudelj 46' ( Macheras) RESERVEBANK: Huisman | Evora 46' ( Van Kouwen), Dumay 69' ( Spies), Dilrosun, Maguire 63' ( King), Potjes, De Jong 46' ( Slijkhuis), Spies 46' ( Vergara Berrio), De Leeuw 46' ( Veenhof), Sillé 73' ( Van den Berk), De La Vega 46' ( Tremour), Van den Berk 46' ( Latif) |  |
| Stadion: Sportcentrum Papendal, Arnhem Toeschouwers: 812 Arbiter: Kalifa  |                                          |           |                       | Bramel 46' ( Van Sas), Van der Plaat 46' ( Cornelisse), Kreekels 46' ( Musampa), Postma 46' ( De Regt), Bakker 46' ( Egbring), A. Büttner 46' ( Van Zwam), Zarrouk 46' ( Tsingaras), Van Duivenbooden 46' ( Rafael), Koller 46' ( Yegoian), Visser 46' ( Hoogewerf), Gudelj 46' ( Macheras) RESERVEBANK: Huisman | Evora 46' ( Van Kouwen), Dumay 69' ( Spies), Dilrosun, Maguire 63' ( King), Potjes, De Jong 46' ( Slijkhuis), Spies 46' ( Vergara Berrio), De Leeuw 46' ( Veenhof), Sillé 73' ( Van den Berk), De La Vega 46' ( Tremour), Van den Berk 46' ( Latif) |  |
| Bijz.: Musampa, Rafael op stage Afwezig: Steffen, Tielemans (geblesseerd) |                                          |           |                       | | |  |

| woensdag 8 januari 2025, uu:mm                                                                         | Vitesse                                      | 3–2 (1–0) | SV Rödinghausen           | Opstelling Vitesse | Opstelling SV Rödinghausen |  |
| Stadion: Sportcentrum Papendal, Arnhem Toeschouwers: - Arbiter: NN                                     | Van Zwam 20' Van Duivenbooden 64' Koller 75' |           | 57' Engelmann 72' Adetula | Bramel 46' ( Van Sas), De Regt, Egbring, Van Zwam, Musampa 60' ( Bakker), A. Büttner 80' ( Visser), Zarrouk 60' ( Tsingaras), Yegoian 60' ( Koller), Cornelisse, Macheras 60' ( Van Duivenbooden), Hoogewerf RESERVEBANK: Tielemans | NN                         |  |
| Stadion: Sportcentrum Papendal, Arnhem Toeschouwers: - Arbiter: NN                                     |                                              |           |                           | Bramel 46' ( Van Sas), De Regt, Egbring, Van Zwam, Musampa 60' ( Bakker), A. Büttner 80' ( Visser), Zarrouk 60' ( Tsingaras), Yegoian 60' ( Koller), Cornelisse, Macheras 60' ( Van Duivenbooden), Hoogewerf RESERVEBANK: Tielemans | NN                         |  |
| Stadion: Sportcentrum Papendal, Arnhem Toeschouwers: - Arbiter: NN                                     |                                              |           |                           | Bramel 46' ( Van Sas), De Regt, Egbring, Van Zwam, Musampa 60' ( Bakker), A. Büttner 80' ( Visser), Zarrouk 60' ( Tsingaras), Yegoian 60' ( Koller), Cornelisse, Macheras 60' ( Van Duivenbooden), Hoogewerf RESERVEBANK: Tielemans | NN                         |  |
| Bijz.: Besloten oefenwedstrijd; Musampa op stage Afwezig: Gudelj, Van der Plaat, Steffen (geblesseerd) |                                              |           |                           | |                            |  |

| woensdag 19 maart 2025                                             | Vitesse                         | 4–4 (1–1) | Wuppertaler SV | Opstelling Vitesse | Opstelling Wuppertaler SV |  |
| Stadion: Sportcentrum Papendal, Arnhem Toeschouwers: - Arbiter: NN | Van Duivenbooden Gudelj Huisman |           | NN Ocansey NN  | Bramel 46' ( Van der Heijden), Kreekels, Postma, Bakker, Van der Plaat (Steffen), Zarrouk 46' ( Cornelisse), Moustafa ' ( Huisman), Van Duivenbooden, Hoogewerf, Gudelj, Visser ' ( De Regt) | Ocansey, NN               |  |
| Stadion: Sportcentrum Papendal, Arnhem Toeschouwers: - Arbiter: NN |                                 |           |                | Bramel 46' ( Van der Heijden), Kreekels, Postma, Bakker, Van der Plaat (Steffen), Zarrouk 46' ( Cornelisse), Moustafa ' ( Huisman), Van Duivenbooden, Hoogewerf, Gudelj, Visser ' ( De Regt) | Ocansey, NN               |  |
| Stadion: Sportcentrum Papendal, Arnhem Toeschouwers: - Arbiter: NN |                                 |           |                | Bramel 46' ( Van der Heijden), Kreekels, Postma, Bakker, Van der Plaat (Steffen), Zarrouk 46' ( Cornelisse), Moustafa ' ( Huisman), Van Duivenbooden, Hoogewerf, Gudelj, Visser ' ( De Regt) | Ocansey, NN               |  |
| Bijz.: Besloten oefenwedstrijd; Moustafa op proef                  |                                 |           |                | |                           |  |